# Saint-Laurent-d'Agny
 (avril 2025).
Pour les articles homonymes, voir Saint-Laurent.
Saint-Laurent-d'Agny est une commune française, située dans le département du Rhône en région Auvergne-Rhône-Alpes.

## Géographie
Saint-Laurent-d'Agny est un village de 2 159 habitants, situé entre les communes de Mornant, Soucieu-en-Jarrest, Taluyers, Orliénas.
Le climat de Saint-Laurent-d'Agny est de type semi-continental avec des influences méditerranéennes : les étés sont chauds et ensoleillés et les hivers rigoureux, la sensation de froid est renforcée par la bise.

### Climat
Pour des articles plus généraux, voir Climat d'Auvergne-Rhône-Alpes et Climat du Rhône.
En 2010, le climat de la commune est de type climat océanique dégradé des plaines du Centre et du Nord, selon une étude du Centre national de la recherche scientifique s'appuyant sur une série de données couvrant la période 1971-2000. En 2020, Météo-France publie une typologie des climats de la France métropolitaine dans laquelle la commune est exposée à un climat de montagne ou de marges de montagne et est dans la région climatique  Nord-est du Massif Central, caractérisée par une pluviométrie annuelle de 800 à 1 200 mm, bien répartie dans l’année. 
Pour la période 1971-2000, la température annuelle moyenne est de 11,3 °C, avec une amplitude thermique annuelle de 17,5 °C. Le cumul annuel moyen de précipitations est de 790 mm, avec 8,8 jours de précipitations en janvier et 6,5 jours en juillet. Pour la période 1991-2020, la température moyenne annuelle observée sur la station météorologique de Météo-France la plus proche, « Mornant », sur la commune de Mornant à 3 km à vol d'oiseau, est de 12,1 °C et le cumul annuel moyen de précipitations est de 758,5 mm,. Pour l'avenir, les paramètres climatiques de la commune estimés pour 2050 selon différents scénarios d'émission de gaz à effet de serre sont consultables sur un site dédié publié par Météo-France en novembre 2022.
| Mois                                  | jan.           | fév.             | mars          | avril       | mai           | juin           | jui.          | août          | sep.          | oct.          | nov.           | déc.           | année      |
| ------------------------------------- | -------------- | ---------------- | ------------- | ----------- | ------------- | -------------- | ------------- | ------------- | ------------- | ------------- | -------------- | -------------- | ---------- |
| Température minimale moyenne (°C)     | 0              | 0,2              | 2,7           | 5,3         | 9,2           | 12,8           | 14,7          | 14,4          | 10,7          | 7,7           | 3,4            | 0,7            | 6,8        |
| Température moyenne (°C)              | 3,5            | 4,5              | 8,2           | 11,3        | 15,2          | 19,2           | 21,4          | 21,1          | 16,8          | 12,6          | 7,3            | 4,2            | 12,1       |
| Température maximale moyenne (°C)     | 7              | 8,9              | 13,8          | 17,3        | 21,3          | 25,5           | 28,1          | 27,9          | 23            | 17,5          | 11,2           | 7,6            | 17,4       |
| Record de froid (°C) date du record   | −18 16.01.1985 | −18,1 10.02.1956 | −13 01.03.05  | −7 08.04.03 | −1 03.05.1945 | 0,4 15.06.1963 | 6 18.07.00    | 4 31.08.1998  | 1 30.09.1995  | −5 31.10.1997 | −10 23.11.1998 | −17 22.12.1938 | −18,1 1956 |
| Record de chaleur (°C) date du record | 19 10.01.15    | 22,5 18.02.22    | 26,6 31.03.21 | 29 22.04.18 | 34,3 24.05.09 | 38,7 18.06.22  | 40,3 31.07.20 | 41,7 24.08.23 | 35,1 10.09.23 | 30,7 09.10.23 | 22,4 01.11.20  | 19 16.12.1989  | 41,7 2023  |
| Précipitations (mm)                   | 47,7           | 35,4             | 43,2          | 59,8        | 71            | 69,6           | 69,3          | 62,4          | 76,7          | 87,3          | 86,4           | 49,7           | 758,5      |

## Urbanisme

### Typologie
Au 1er janvier 2024, Saint-Laurent-d'Agny est catégorisée bourg rural, selon la nouvelle grille communale de densité à sept niveaux définie par l'Insee en 2022.
Elle appartient à l'unité urbaine de Saint-Laurent-d'Agny, une unité urbaine monocommunale constituant une ville isolée,. Par ailleurs la commune fait partie de l'aire d'attraction de Lyon, dont elle est une commune de la couronne,. Cette aire, qui regroupe 397 communes, est catégorisée dans les aires de 700 000 habitants ou plus (hors Paris),.

### Occupation des sols
L'occupation des sols de la commune, telle qu'elle ressort de la base de données européenne d’occupation biophysique des sols Corine Land Cover (CLC), est marquée par l'importance des territoires agricoles (74,5 % en 2018), en diminution par rapport à 1990 (76,5 %). La répartition détaillée en 2018 est la suivante : 
zones agricoles hétérogènes (31,7 %), prairies (22,5 %), zones urbanisées (14,6 %), cultures permanentes (11,2 %), forêts (9,4 %), terres arables (9,1 %), zones industrielles ou commerciales et réseaux de communication (1,5 %). L'évolution de l’occupation des sols de la commune et de ses infrastructures peut être observée sur les différentes représentations cartographiques du territoire : la carte de Cassini (XVIIIe siècle), la carte d'état-major (1820-1866) et les cartes ou photos aériennes de l'IGN pour la période actuelle (1950 à aujourd'hui).

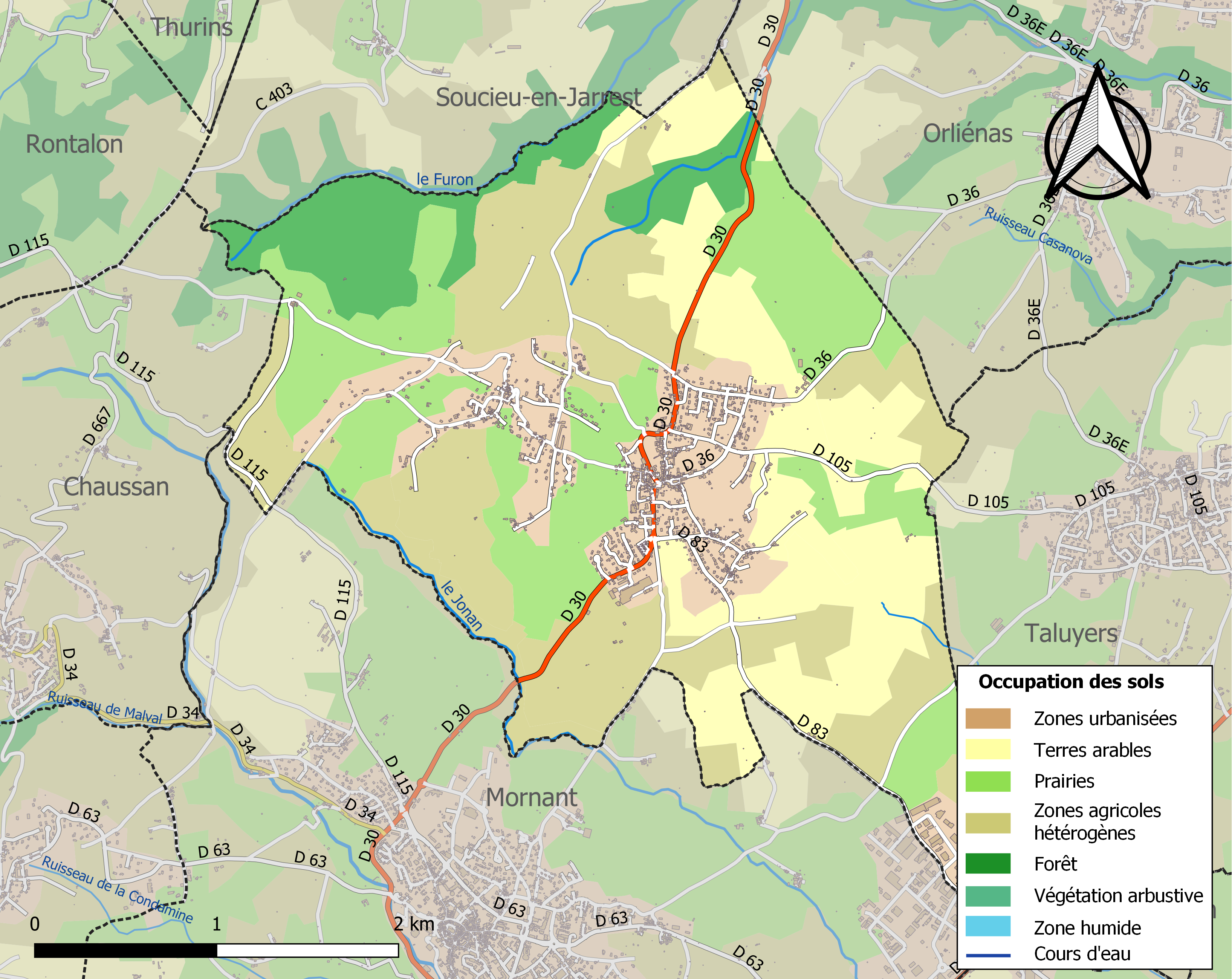
Carte des infrastructures et de l'occupation des sols de la commune en 2018 (CLC).

## Géographie
La commune de Saint-Laurent-d’Agny est située à l’articulation entre le Plateau et les monts du Lyonnais. Le village lui-même, à 380 mètres, est au point d’inflexion entre les altitudes extrêmes de 315 mètres au Berthoud et 536 mètres à Cornavent. L’orientation générale du relief entre les ruisseaux du Furon au nord-ouest et du Grand Val au sud-est est celle d’un adret propice à la culture de la vigne. S’il est facilement accessible pour qui l’aborde par l’est à partir de la métropole il est un peu à l’écart du trafic assuré par la RD 382 en direction de Rive-de-Gier et de la région stéphanoise, la RD 30 qui dessert la commune n’étant qu’une bretelle secondaire.

## Héraldique
| Armes | Les armes de Saint-Laurent-d'Agny se blasonnent ainsi : Écartelé, au premier de sable aux trois mains senestres appaumées de carnation, au deuxième d'or au brasier de gueules, au troisième d'azur au dextrochère d'argent mouvant à senestre d'une nuée du même tenant un couteau aussi d'argent emmanché de gueules, couché en fasce, le tout surmonté, à dextre, d'un carrelet d'argent et, à senestre, d'un tranchet de cordonnier du même, accompagnés de trois fleurs de lys d'or rangées en chef, au quatrième au senestrochère de carnation vêtu de gueules, mouvant du canton dextre du chef, tenant une grappe de raisin tigée et feuillée au naturel. |

## Histoire

### Avant le Moyen Âge

#### L’oppidum
Pour entrer dans le détail du relief, la retombée de la montagne ne se présente pas comme une pente régulière. Elle est entrecoupée d’un replat à une altitude voisine des 480 mètres où est située la chapelle Saint Vincent. Celui-ci peut s’interpréter comme une plate-forme de piedmont : l’émersion des monts du Lyonnais aurait été saccadée et à chaque temps de pause l’érosion régressive aurait eu le temps de développer cette sorte de plateforme. On peut faire la même observation sur l’ensemble de la façade orientale des monts du Lyonnais, parfois sous la forme d’une banquette étirée. À Saint-Laurent-d’Agny il s’agit d’un simple promontoire. Un tel site a été occupé dès les temps préhistoriques. Ce poste d’observation jouissait d’un avantage défensif face à d’éventuels assaillants.

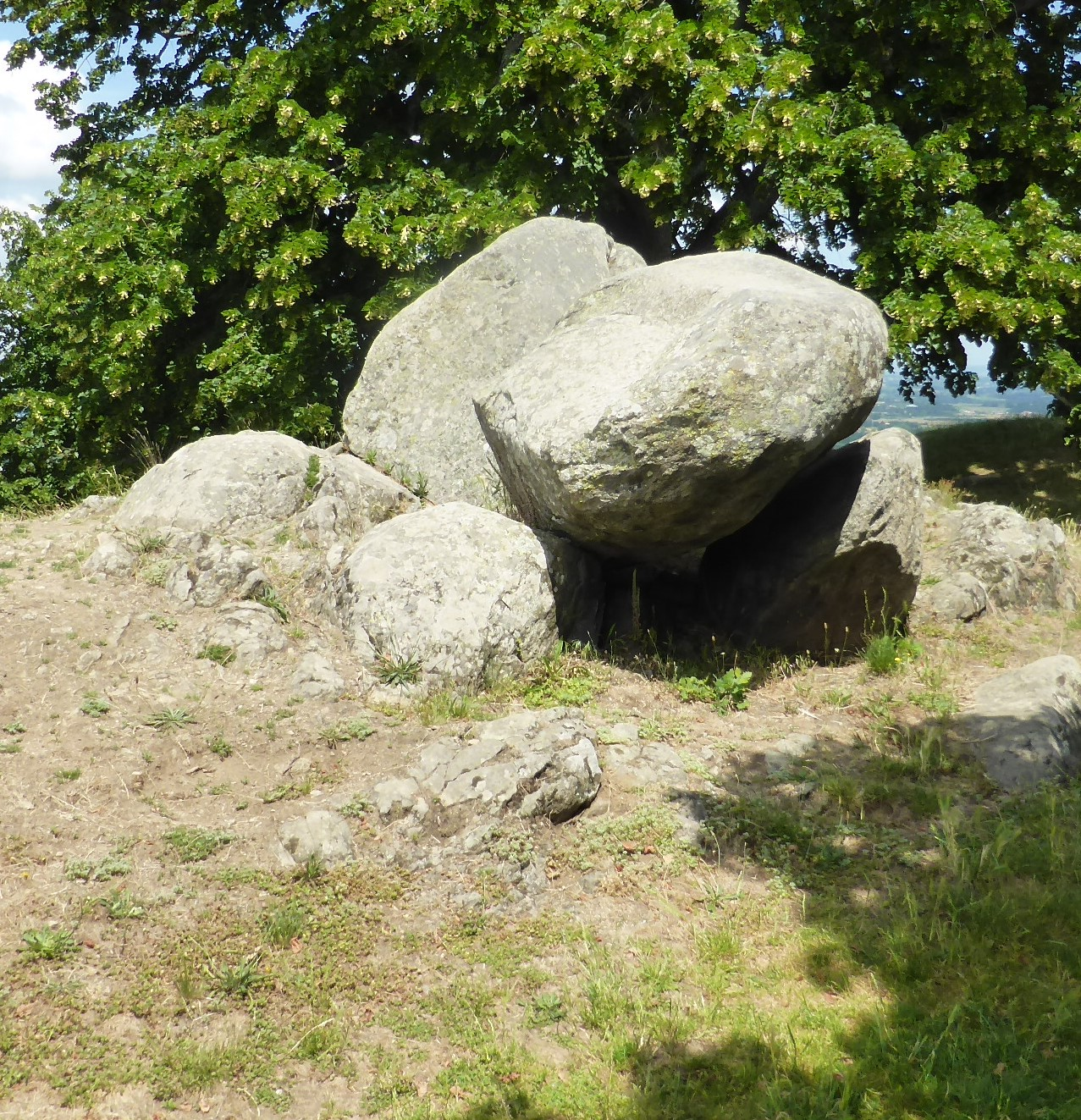
Chaos granitique.

Cette hypothèse est étayée par une autre particularité : la présence d’un chaos de blocs. Cette décomposition en boules résulte de l’érosion mécanique et chimique du granite. On en trouve de nombreux autres exemples dans les monts du Lyonnais. « Le principal bloc est une pyramide grossière au sommet de laquelle sont creusées trois cupules ; un autre en contrebas est marqué de stries parallèles ». Autant de preuves d’une intervention humaine : ce poste défensif a servi également de lieu de culte. On peut donc hasarder le nom d’oppidum pour qualifier ce lieu qui devait aux temps historiques devenir le premier centre de village.

#### Les temps gallo-romains
Les traces d'une présence humaine aux temps gallo-romains ont longtemps été discrètes. D'une part, Il est admis que la commune tire son nom de Dagninus ou Daniacus, adjectif dérivé du gentilice Danius ou Dannius. C'est au XVe siècle seulement que le d initial est devenu une préposition : Saint Laurent et Saint Vincent d'Aignins. D'autre part, l'aqueduc du Gier créé au début du IIe siècle empruntait le territoire de Saint-Laurent d'Agny entre les communes de Mornant et de Taluyers sur 2 450 mètres en deux tronçons séparés par un saillant de Mornant. Mais il était enterré et les seuls indices de sa présence sont les regards à intervalle d'environ 75 à 80 mètres par lesquels les Romains assuraient le contrôle du bon fonctionnement de l'ouvrage, au besoin par quelques travaux d'entretien.

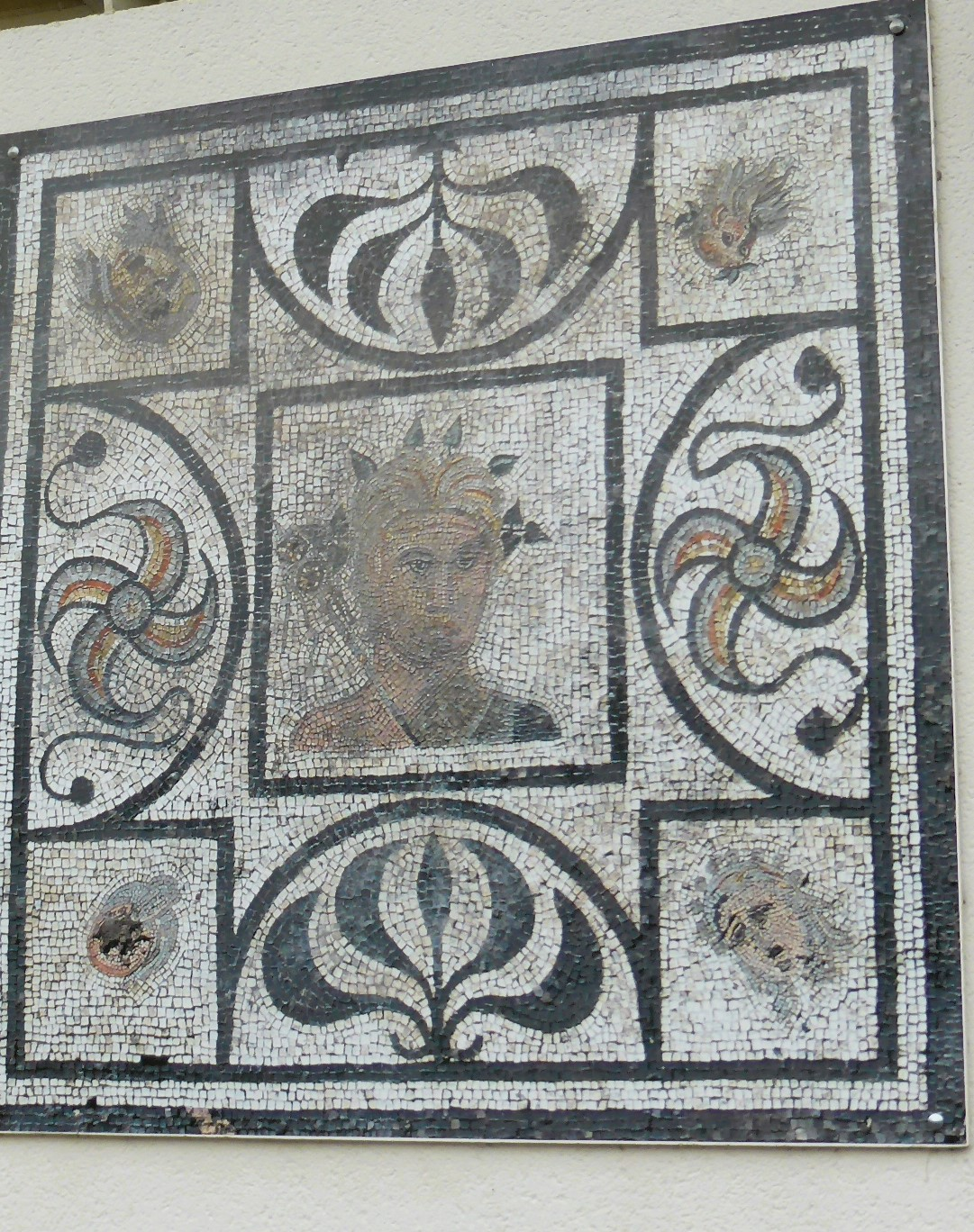
Mosaïque de Bacchus.

Il est difficile d’imaginer que la commune acquerrait soudainement une réelle notoriété grâce aux découvertes récentes au lieu-dit Goiffieux d’une villa gallo-romaine. On en soupçonnait, certes, l’existence depuis 1868, une publication savante faisant déjà état de la présence sur le site de débris de tuiles et de poterie, hypothèse étayée par d’autres découvertes. Les fouilles engagées entre 2008 et 2011 dans le cadre de l’Université Lumière-Lyon 2 sous la conduite du professeur Matthieu Poux ont permis de conclure à une occupation humaine prolongée entre le deuxième siècle avant notre ère et la fin de l’empire romain. La ferme gauloise déjà d’une certaine richesse est remplacée au Ier siècle avant notre ère par une villa rustique au centre d’un domaine viticole de 2 ha. On a même pu identifier un type de culture en pergola à la mode italienne, le pressoir et des cuves. Il s’agit là d’un des tout premiers témoignages d’une production viticole dans les Trois Gaules. A la fin du règne de l'empereur Auguste est édifié un véritable palais décrit dans tout son luxe sous le titre villa de Saint-Laurent-d'Agny. La trouvaille la plus précieuse est une mosaïque de 1,20 mètre de côté agrémentée de motifs en couleur d'une extrême finesse qui ornait le sol du triclinium (la salle à manger). Le dieu du vin Bacchus y est représenté couronné de lierre et tenant un thyrse, encadré aux quatre coins par des masques de théâtre. La villa a été détruite par un incendie dans les années 60-70. Lui a succédé un simple domaine de production mais d'une ampleur exceptionnelle qui compte parmi les plus vastes et les mieux conservées de la Gaule.

### Du Moyen-Age à la Révolution

#### De Saint Vincent...
C’est encore sur le site perché de l’oppidum que la vie s’organisait au début du Moyen-Age. Au XIIIe siècle le chapitre lyonnais de Saint-Just nommait le curé de cette paroisse Saint-Vincent. Cette situation s’est prolongée jusqu’au XVe siècle à partir duquel l’église n’est plus qu’une chapelle : le centre de la communauté s’est déplacé en contrebas et il n’est plus question que de la paroisse de Saint-Laurent dont l’existence est déjà mentionnée en 1239. On peut supposer que la population a été mieux assurée de sa sécurité avec la fin de la Guerre de Cent Ans alors qu’elle avait été massacrée par les Tard-Venus en 1364.
Tout donne à penser que, grâce l’exposition au sud, la culture de la vigne était particulièrement importante depuis, comme on l’a vu, son introduction par les Romains. Le nom même de Saint-Vincent fait référence à l’espagnol saint Vincent de Saragosse, patron des vignerons, martyrisé à Valence en Espagne sous le règne de Dioclétien le 22 janvier 304, cette filiation étant préférée à celle du calembour qui veut que le vin soit le sang qui stimule les hommes. Le jour de l'année peut surprendre sauf à rappeler le dicton : « A la saint Vincent, le vin monte au sarment ».

La chapelle elle-même fait l’objet d’une contribution très documentée de l’encyclopédie wikipedia. Il suffira d’illustrer par la photo la sobriété de son architecture préromane, la seule fantaisie est peut-être dans le clocher, refait au XVe siècle. « Il est de plan carré, couvert d’un toit à quatre pans, de faible pente, et éclairé par des baies géminées en plein cintre, garnies d’abat-sons ». A l’intérieur, la nef unique en berceau et l’abside semi-circulaire en cul de four sont typiquement romanes. La couple sur trompes qui supporte le clocher ajoute une note d’élégance.

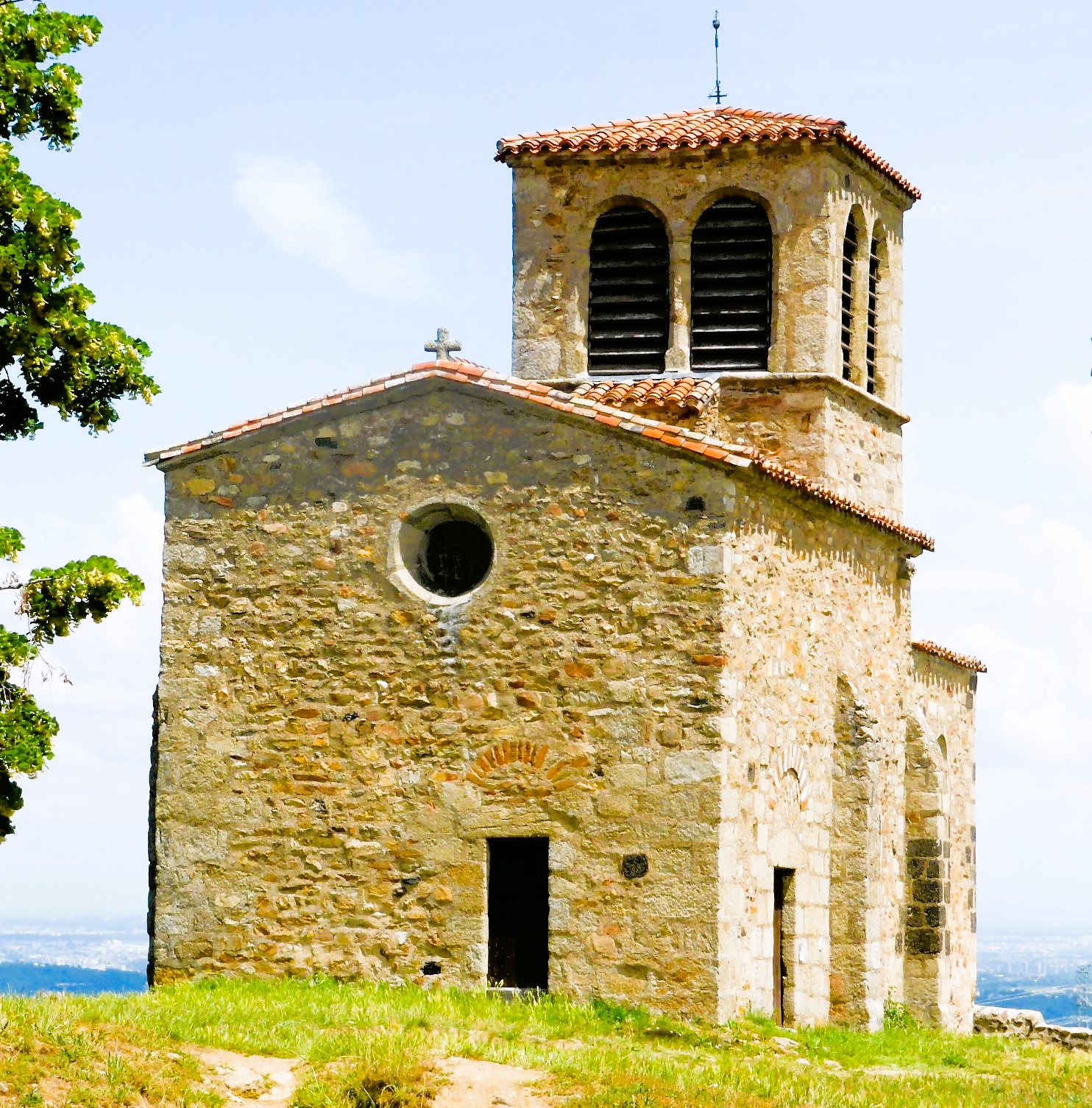
Chapelle Saint Vincent.
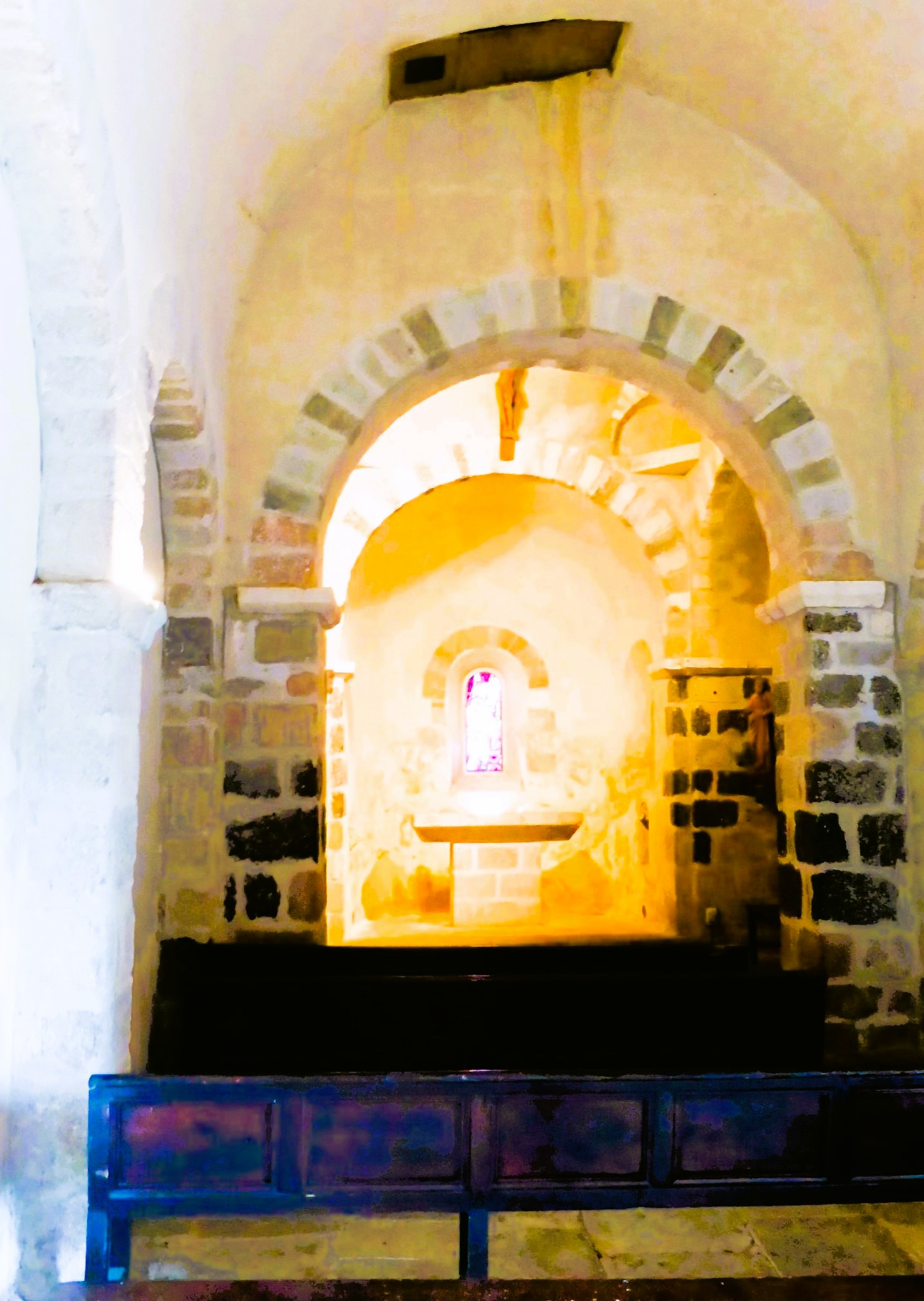
Saint Vincent patron des vignerons.
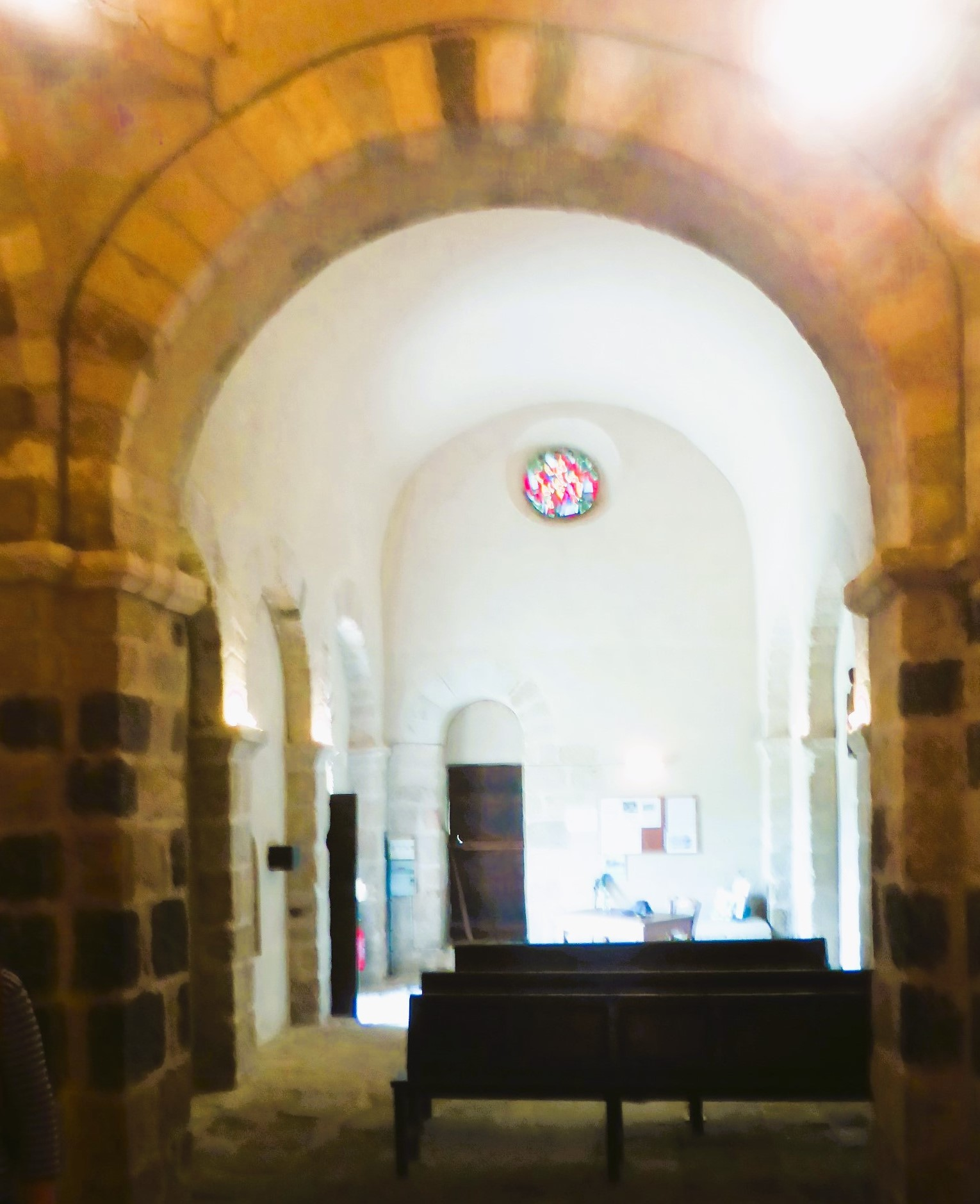
Chapelle Saint Vincent vue vers l'entrée.
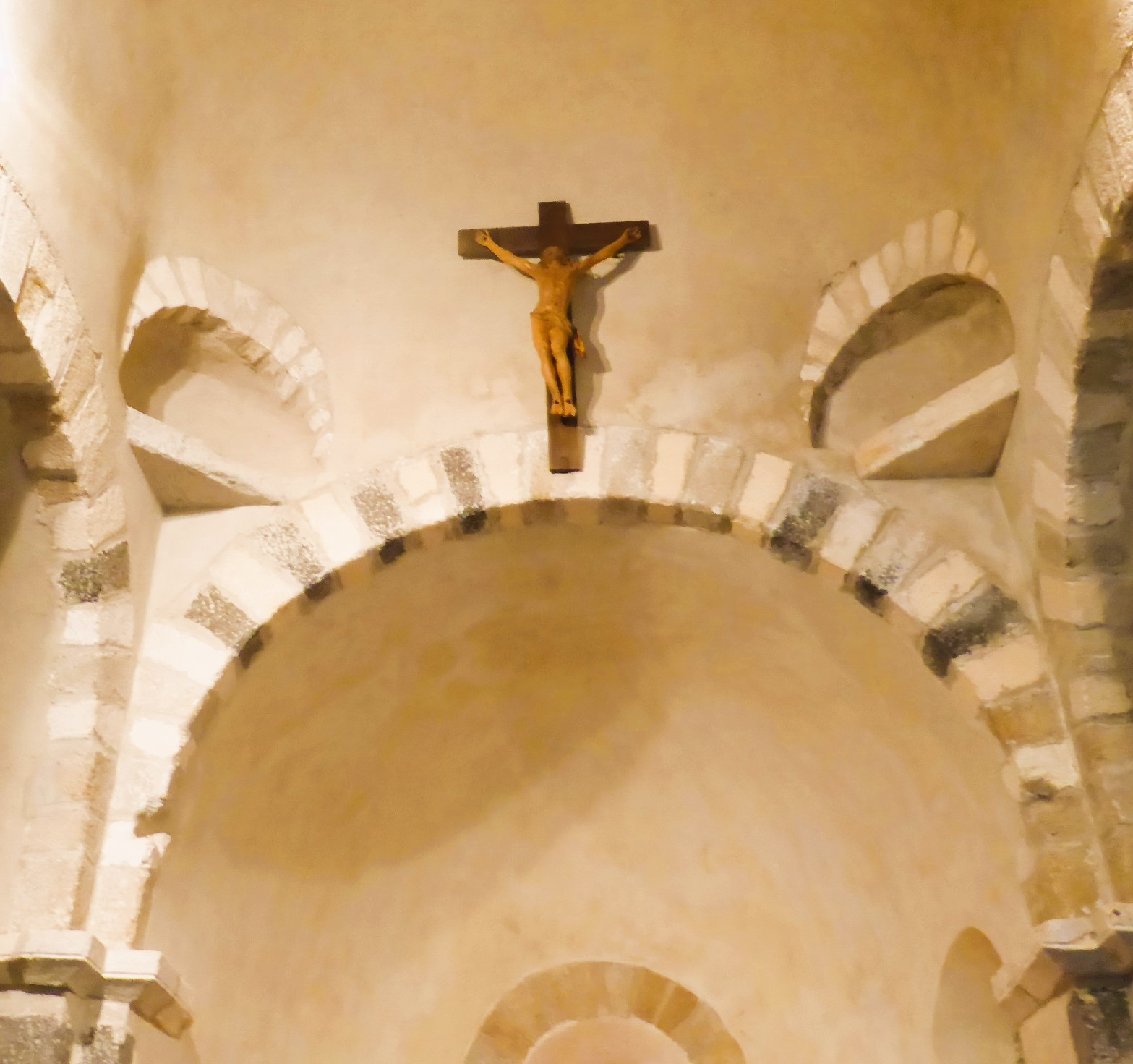
Christ sous la coupole.

Parmi les statues on ne s’étonnera pas de celles, en bois de tilleul, des saints Abdon et Senen, experts tonneliers. Plus étonnante est celle de la Vierge qui semble peiner à retenir Jésus entre ses bras. Au total, Saint Vincent, n'est pas seulement honoré par les fidèles le jour de sa fête. L'immensité du paysage en particulier en direction des Alpes, une table d'orientation sur les 360 degrés de l'horizon, un tilleul centenaire au voisinage du chaos cristallin : tout concourt à attirer le promeneur sur ce site d'exception.

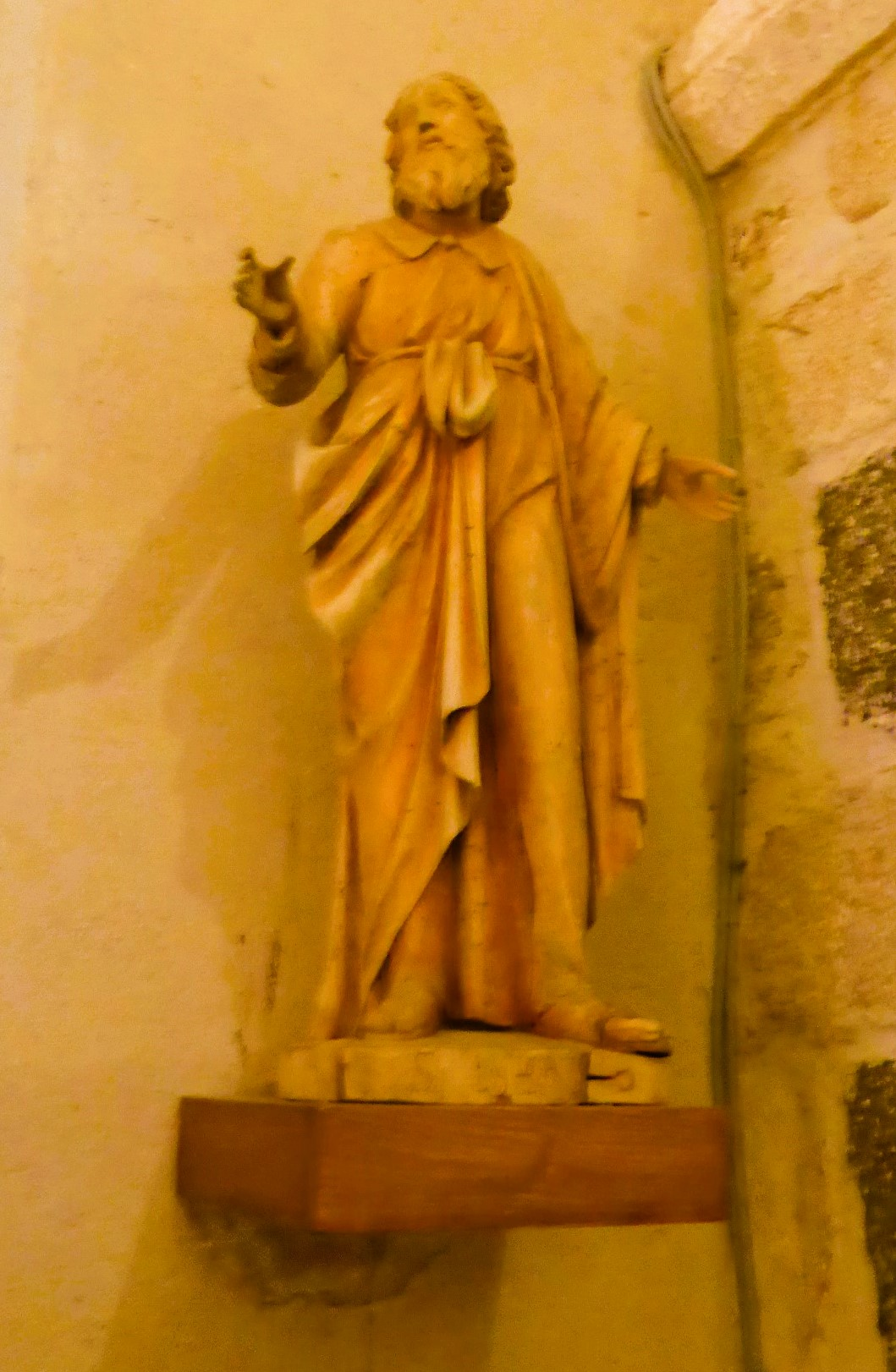
Saint Abdon.
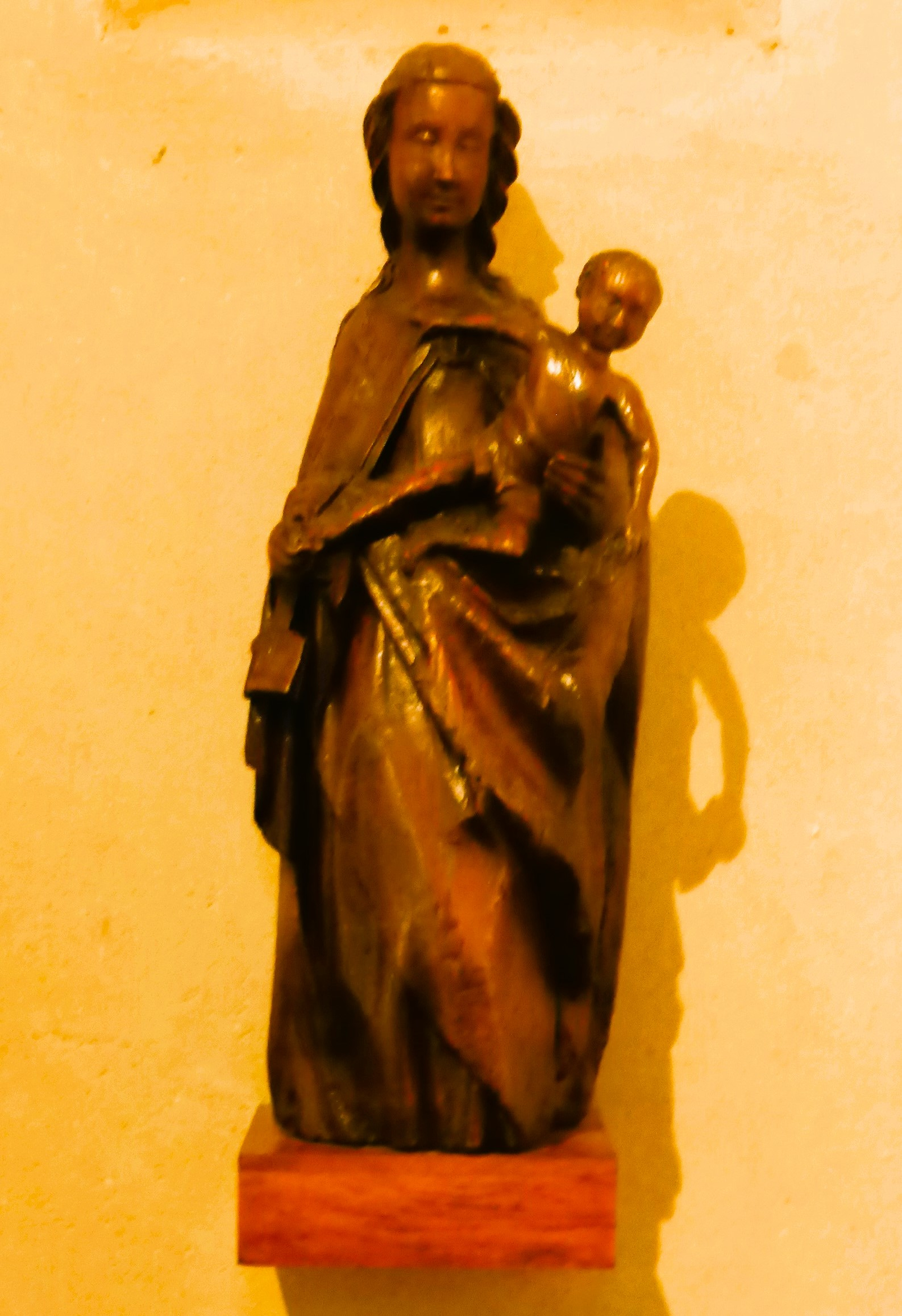
Vierge à l'enfant.
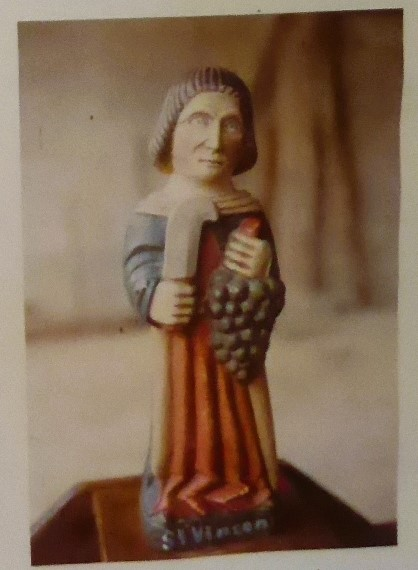
Saint Vincent patron des vignerons.
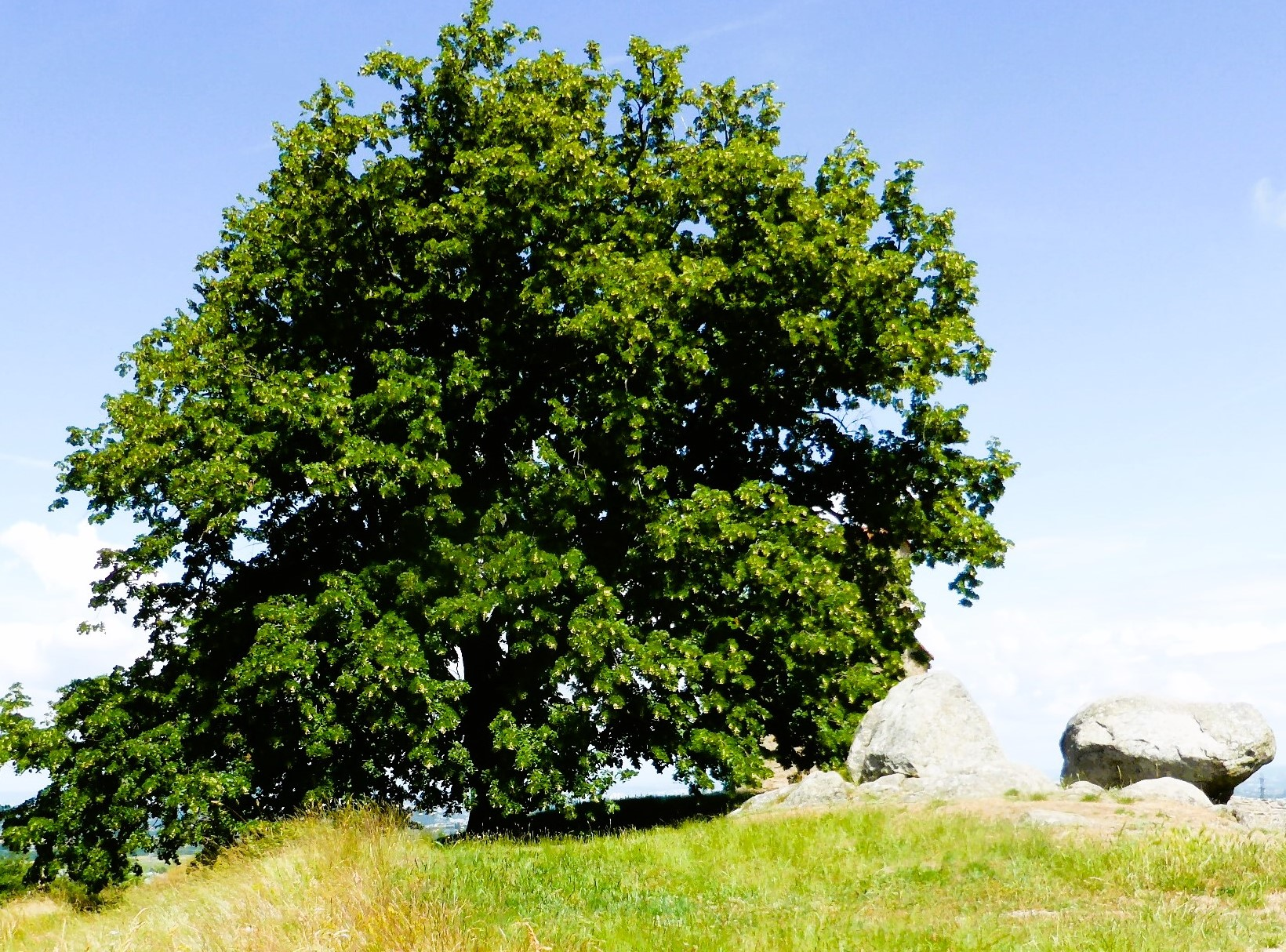
Tilleul centenaire.

#### … À Saint Laurent
Regroupée dans les temps modernes sur le plateau au bas de Saint-Vincent, la population de Saint-Laurent y dispose d’une église depuis le début du Moyen Age : l’existence d’une paroisse distincte est attestée pour la première fois en 1239. S’il est encore mention de deux paroisses en 1559, Saint Vincent devait ensuite être reléguée au rang d’annexe.
Nous manquons d’informations sur la vie de la masse paysanne de la commune. En revanche, nous savons que l’autorité y a été disputée entre le chapitre lyonnais de Saint-Just et un seigneur laïque. Au début du XVIIe siècle cette seigneurie a été achetée par Louis Quinson avocat au parlement de Lyon. Sa résidence était le château de Souvigny au cœur du bourg mais ce nom ne lui a été donné que plus tard. En effet, en 1641 il a été acheté par Michel Vaniny, contrôleur général des finances à Lyon dont la fille Madeleine devait épouser Jean de Gangnières comte de Souvigny. Si c’est cette appellation qui a été finalement retenue, c ’est sans doute parce que l’édifice, dont la plus ancienne mention remonte à 1488, a été remanié à cette époque. Les fenêtres ont été refaites, les meurtrières bouchées. Les murs en blocage maçonnés, comme l’atteste encore une ancienne photo, ont été recouverts d’un crépis. Une des trois tours qui le cantonnaient a été démolie en 1936. Il est actuellement propriété privée.

On ne connaît pas l’origine du clos Bourbon. Les propriétaires de ce domaine viticole semblent n’avoir jamais eu de prétentions à exercer une quelconque autorité sur la population car, lorsqu’en 1701 la demande fut faite d’un captage des eaux, comme il était nécessaire de les amener par un passage souterrain sous un chemin, il fallut demander l’autorisation à Madeleine de Vaniny, au château de Souvigny. Le premier propriétaire connu, Etienne Prenel, était un marchand lyonnais. Sa fille Catherine l’apporta en dot en 1695 à Jacques Soubry, marchand de dorures qui fut échevin de Lyon en 1737 et 1738. Le château doit sa forme actuelle aux travaux commandés par Jacques Soubry et terminés en 1739, juste avant son décès en 1740. Son fils Isaïe demanda à Jacques Soufflot de dessiner les jardins. L’ensemble des bâtiments n’a pas subi de modifications depuis cette époque. De moindre prétention se prévalent les maisons bourgeoises La Bâtie et La Blancherie. La première remonterait pourtant au haut Moyen Âge bien qu'elle ne tienne son nom que d'un de ses propriétaires du XIXe siècle. Elle témoigne elle aussi de l'intérêt porté par les familles lyonnaises depuis le XVIIe siècle désireuses d'investir dans ce pays de vignoble. La maison de maître aux proportions assez modestes, ne permet pas de se faire une idée de l'ensemble. Elle est située à l'écart du bourg où, en revanche, se trouve la Blancherie qui ne date du XVIIe siècle. On parle également de clos pour le château de Cibeins. Ce terme de clos est habituellement employé pour désigner un domaine viticole. Il fut construit dans la première moitié du XVIIIe siècle mais tire son nom de Louis Alexandre Cholier de Cibeins qui fut maire de Saint-Laurent-d’Agny de 1808 à 1814. Il se dresse, avec ses deux étages à l’est du domaine. Les extrémité sud et nord présentent un mur pignon avec un toit à deux pans assez élevé.

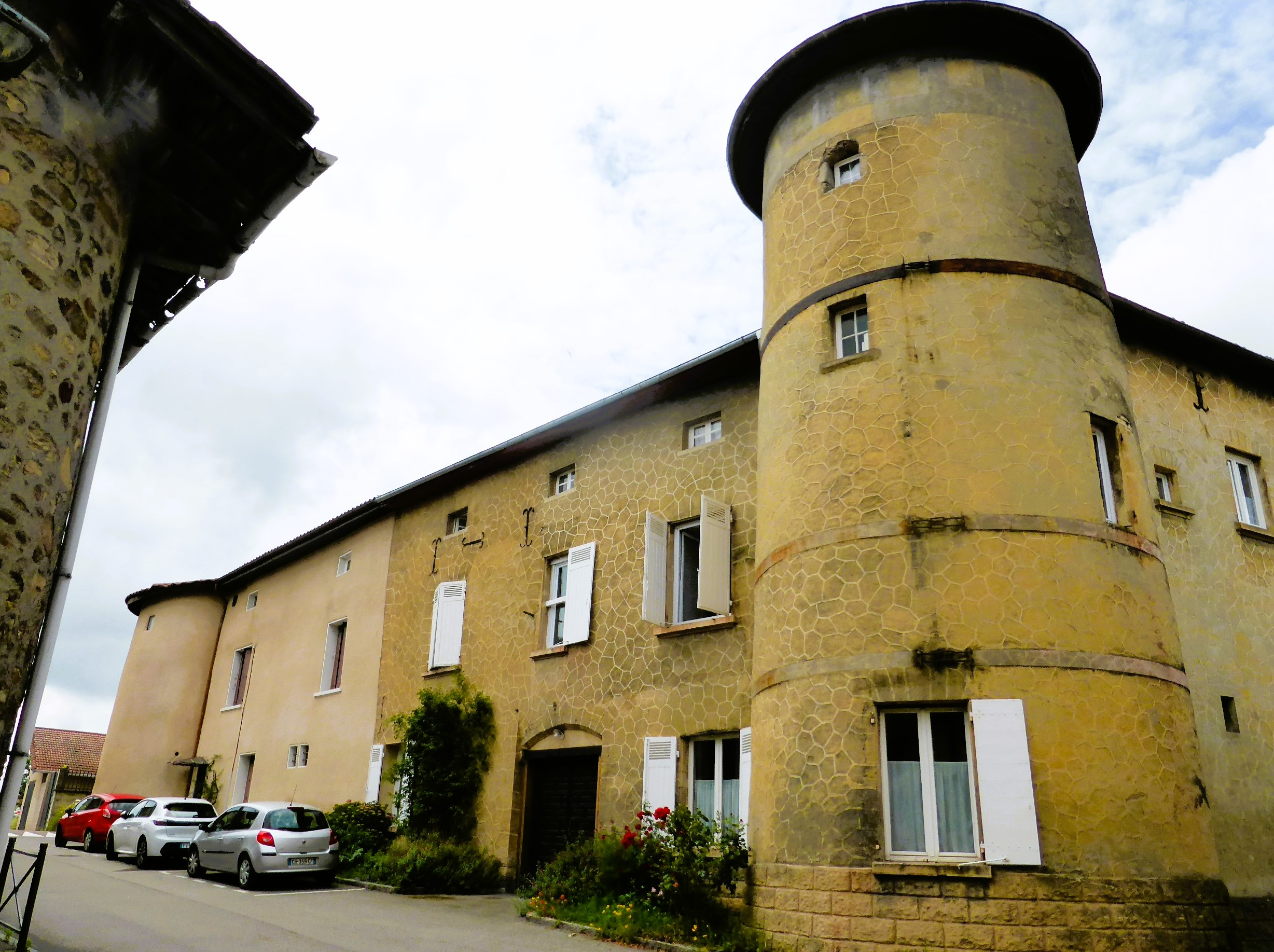
Château de Souvigny.
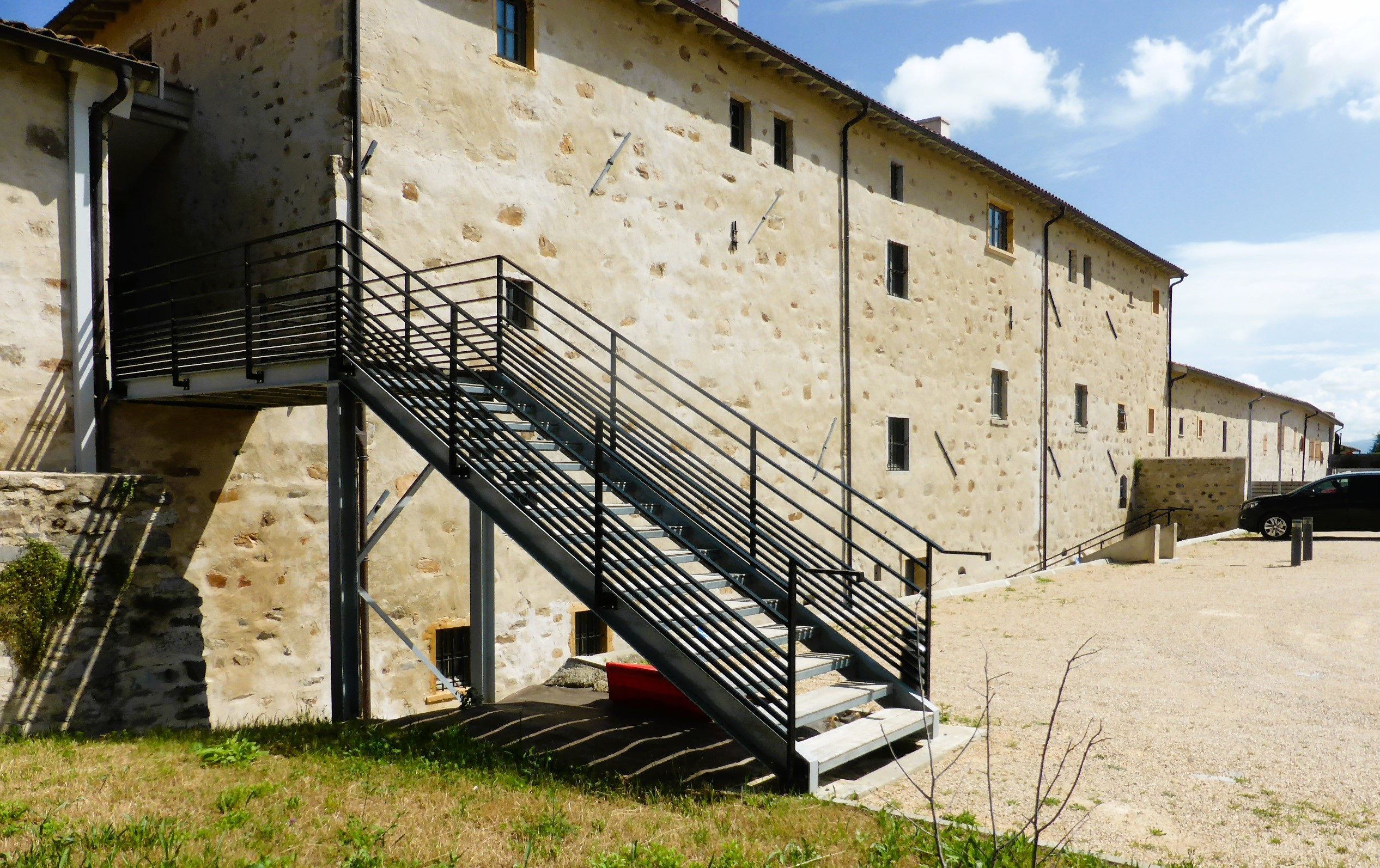
Clos Bourbon façade ouest.
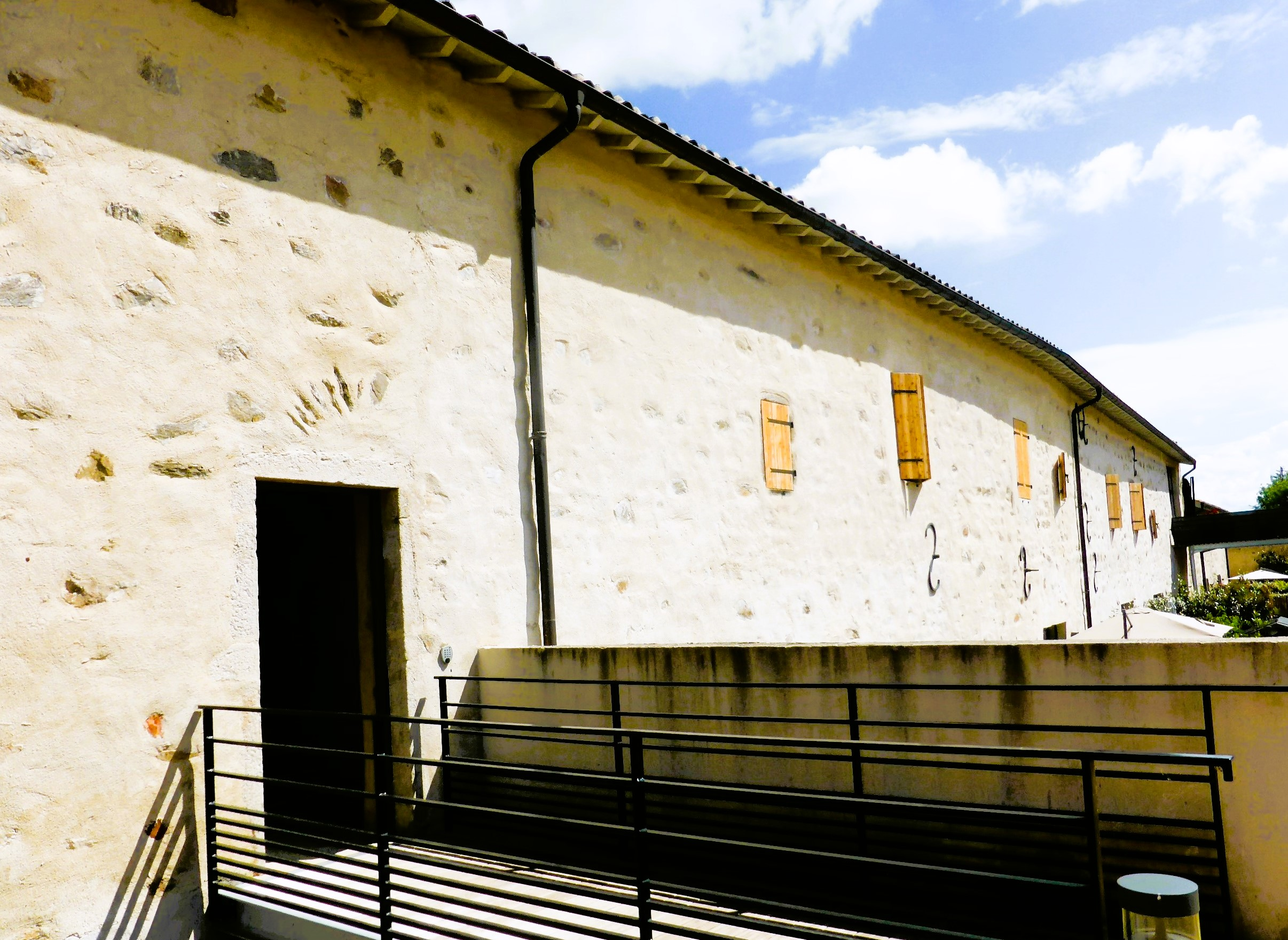
Clos Bourbon les communs.
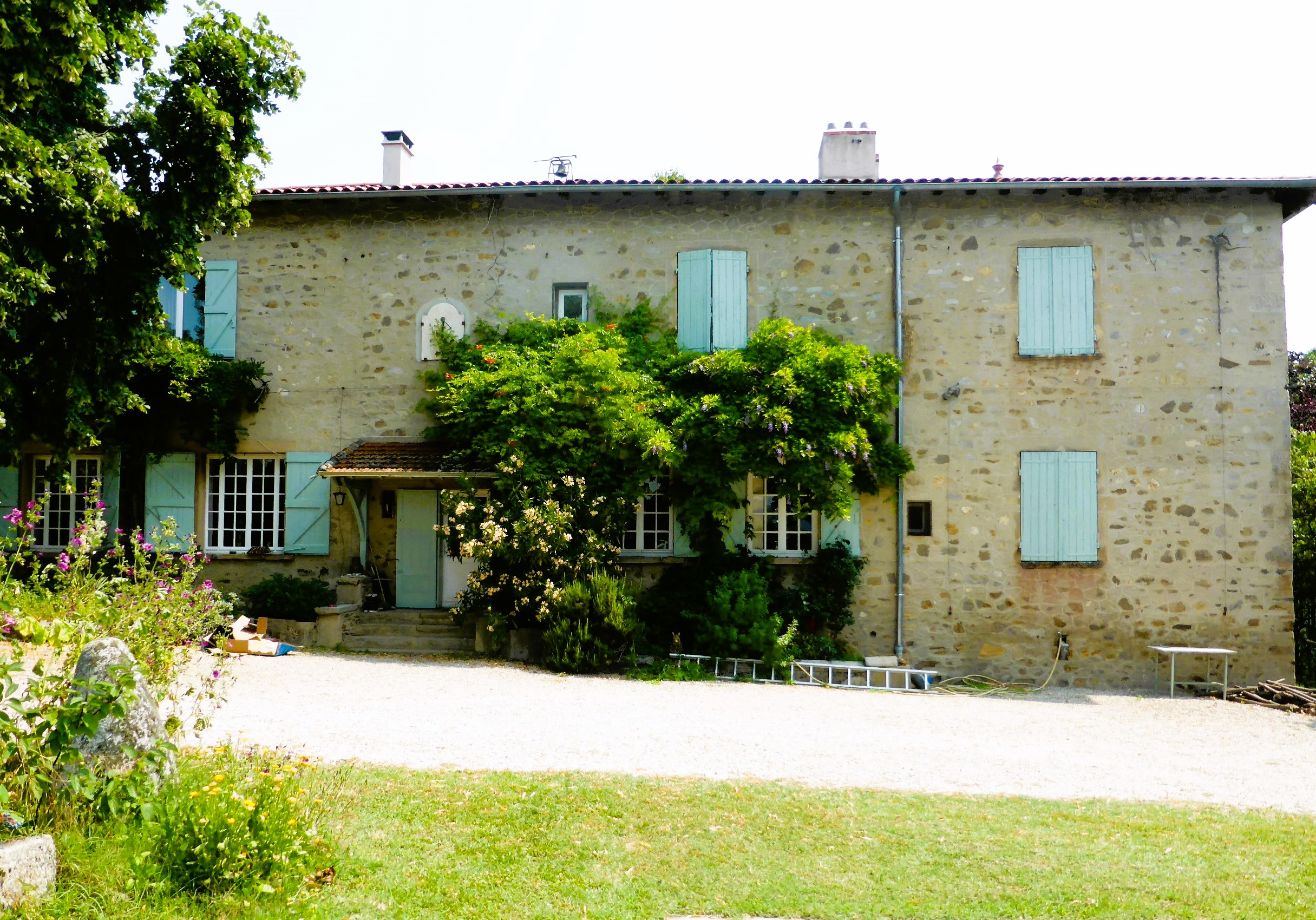
La Bâtie.
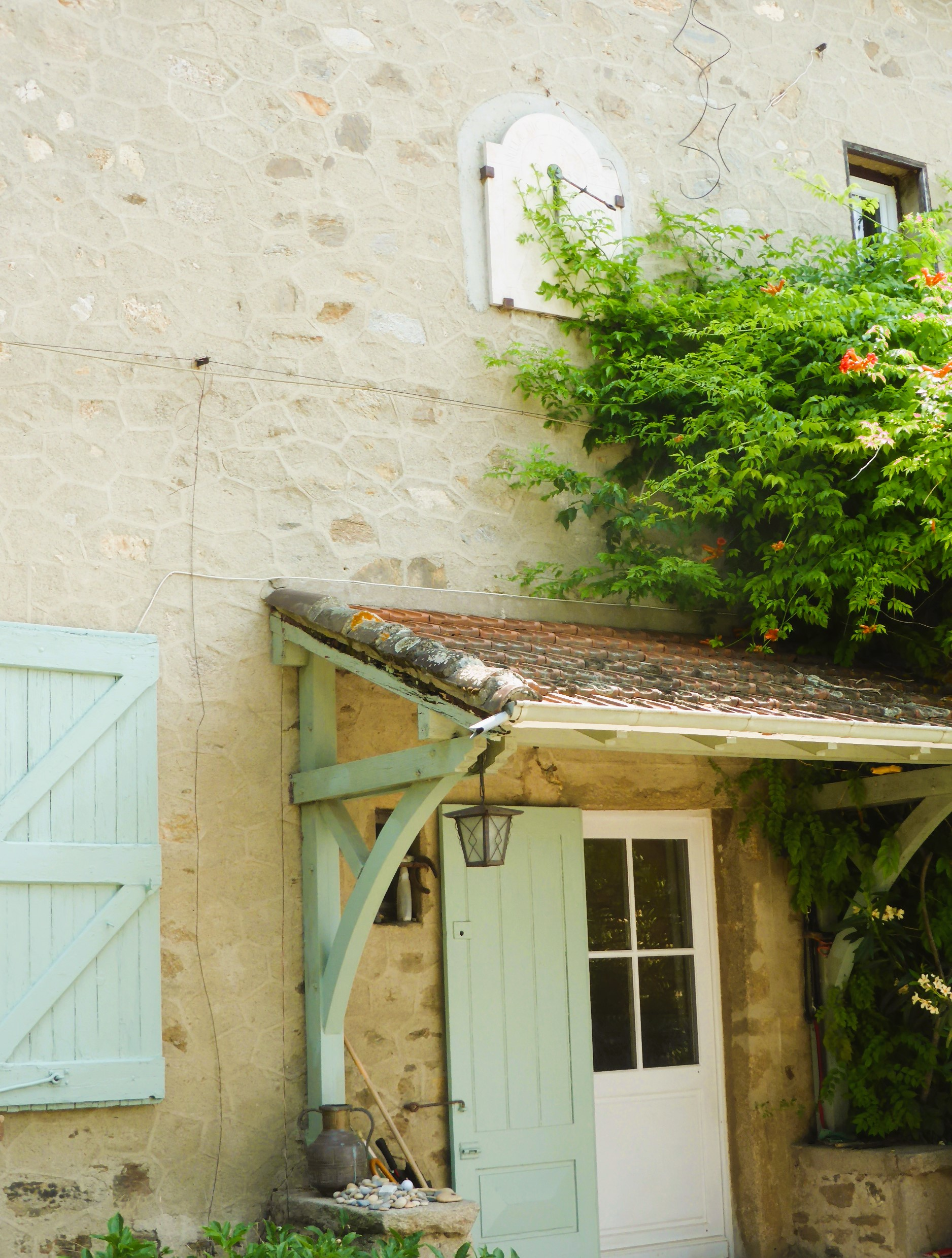
La Bâtie détail.
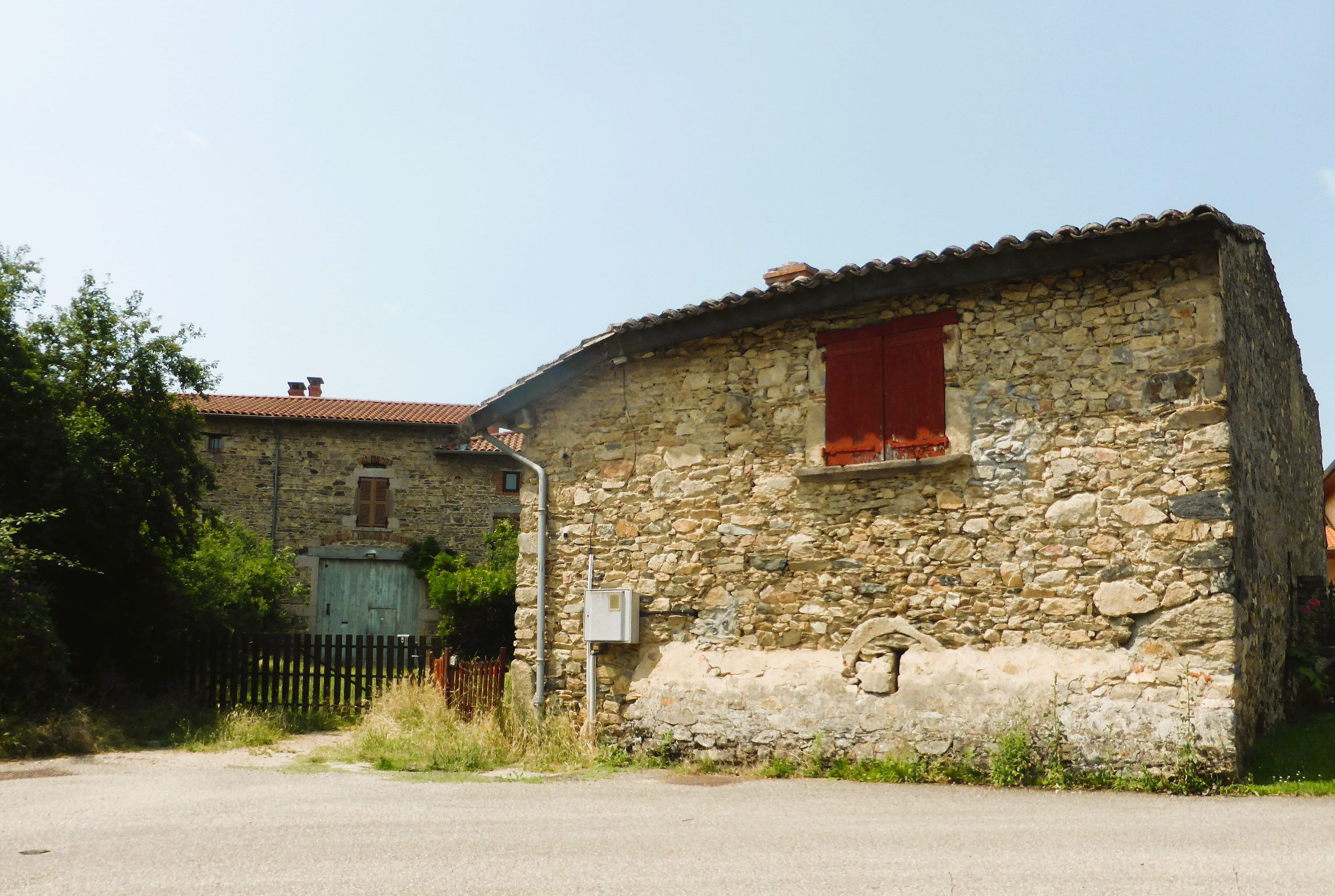
La Blancherie.
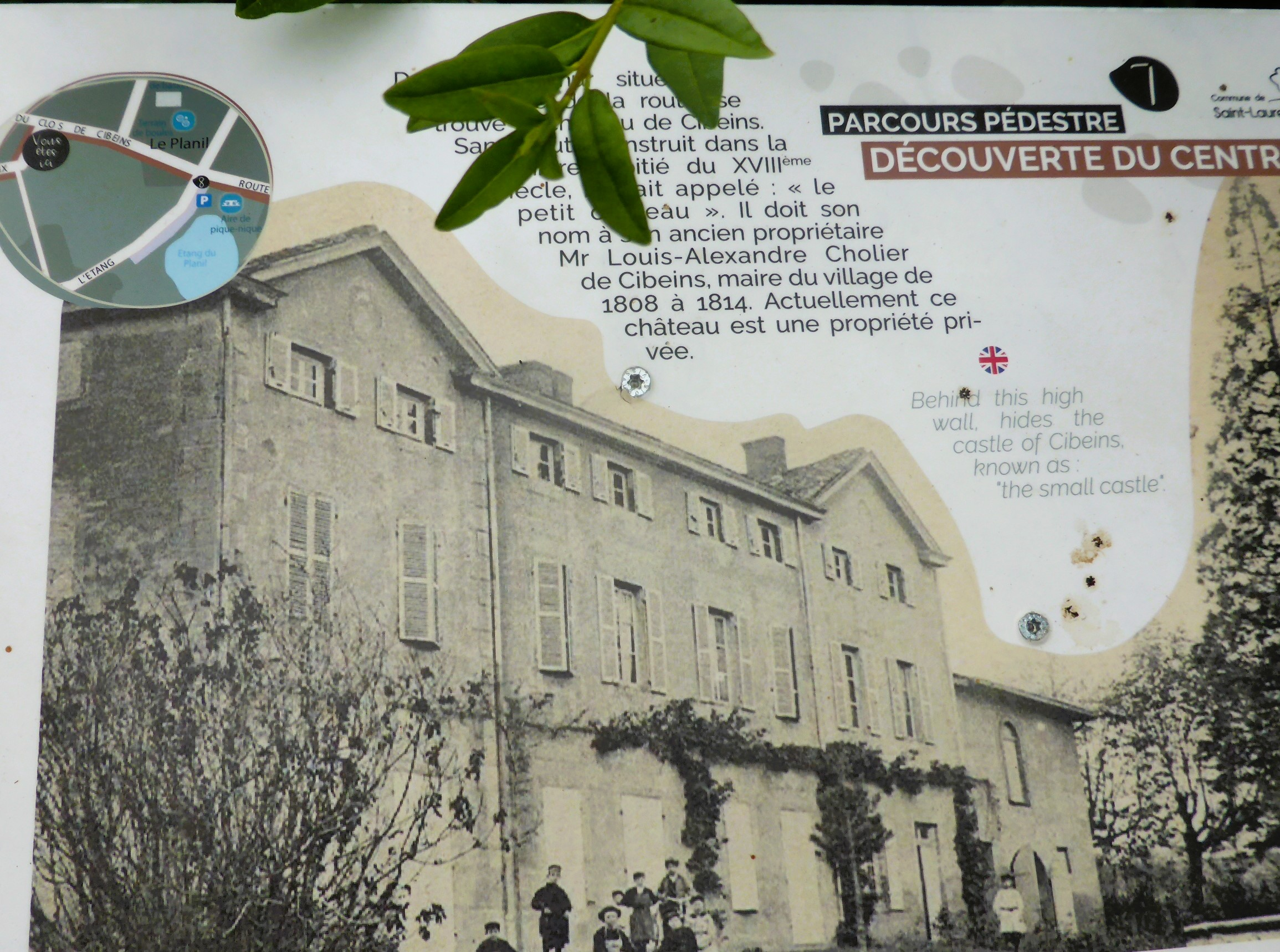
Château de Cibeins.
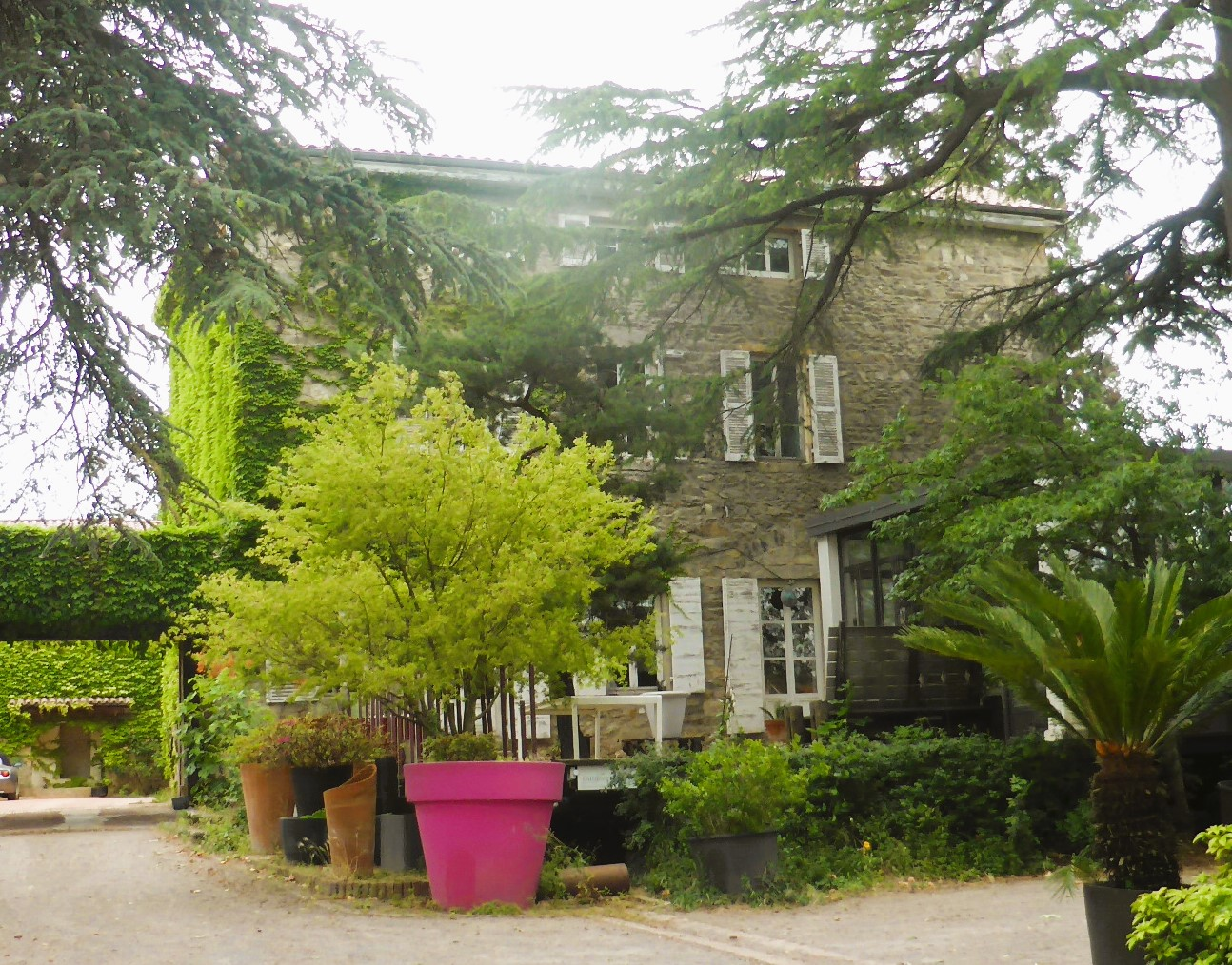
Cibeins aujourd'hui.

#### Les traces de la Révolution
Une majorité de paroissiens ne semble pas avoir apprécié la Constitution Civile du Clergé à laquelle les prêtres en exercice devaient prêter serment. Elle s'est rangée derrière Jacques Peyzaret, qui s’y est refusé contrairement à son confrère Mathieu Bolland jureur. Il dut donc s’exiler pendant trois ans pour échapper à la déportation. Son retour en 1795 est de courte durée puisque, lors d’un regain de la persécution religieuse, il est arrêté, transféré en 1799 à l’île de Ré, antichambre du bagne en Guyane, et finalement libéré contre une rançon versée au commissaire de la garnison en 1800. Il aura été plus chanceux que les curés Bourbon et Soubry, deux vieux religieux de l’ordre des Antonins qui vivaient une paisible retraite au Clos Bourbon. Le premier, ancien prêtre de la paroisse, s’étant rétracté après avoir cédé aux pressions, sera condamné à mort et guillotiné place des Terreaux en mars 1794. Son vieux collègue de 80 ans, transféré comme lui dans la prison lyonnaise des Recluses, échappera au même sort en décédant dans sa cellule.

### La période contemporaine

#### L'évolution démographique et économique
La période est caractérisée par une croissance régulière de la population qui passe de 858 habitants en 1793 à 1116, maximum atteint en 1876. Commence alors un déclin régulier jusqu’au lendemain de la Seconde Guerre mondiale (775 habitants en 1945), déclin qui se poursuivra jusqu’en 1962.

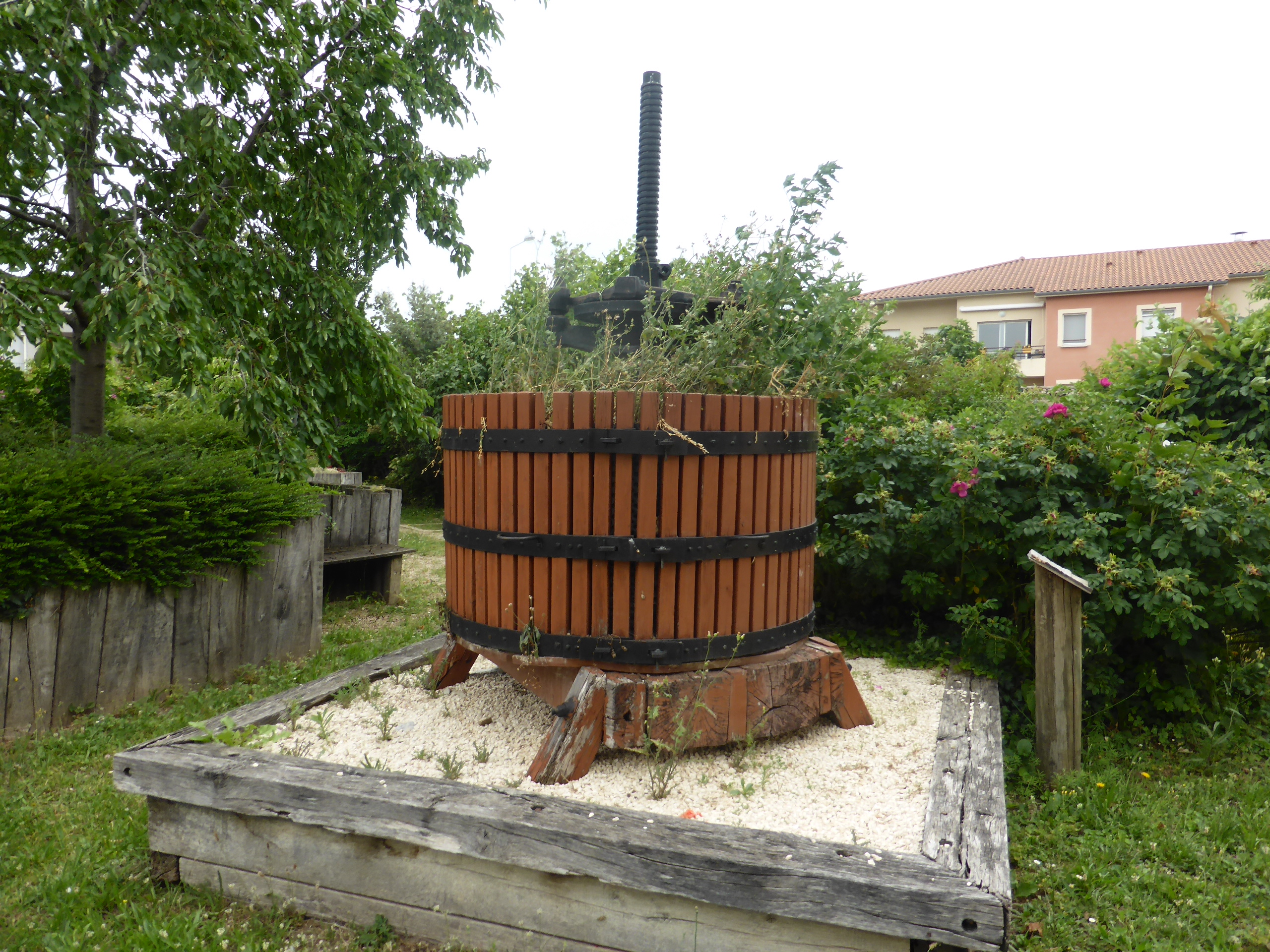

On peut donc parler d’une certaine résistance tout au long du XIXe siècle à l’exode rural caractéristique de cette époque. Certes, l’activité agricole rythme toujours la vie quotidienne. La culture des céréales et l’élevage du bétail doivent permettre une certaine autarcie alimentaire. Le vignoble reste relativement étendu (184 ha en 1913) car la crise du phylloxéra semble avoir été moins aiguë dans le canton de Mornant que dans l'ensemble de la vallée du Rhône et même en partie surmontée grâce à la greffe des plants sur souche américaine. Mais elle sera pratiquement abandonnée entre les deux guerres et plus ou moins remplacée par les cultures fruitières. Le souvenir de cette ancienne spécialisation est entretenu par des restes de pressoir exposé dans le bourg.
Les travaux agricoles n’auraient, de toutes façons, pas suffi à occuper la population. Il y avait des bras disponibles pour une activité artisanale. Si la corporation des cordouaniers, qui a hérité son nom des spécialistes réputés de l’espagnole Cordoue , n’a pas d’aussi lointaines origines elle est présente à Saint-Laurent-d’Agny dès la fin du XVIIe siècle. Mais le nombre d’ateliers s’est fortement accru au cours du XIXe siècle. En 1850 on compte plus de 100 cordonniers pour une population de 1 000 habitants. Ces artisans ont même profité de l’arrivée du chemin de fer pour élargir leur clientèle hors de la commune. Mais le déclin s’est accéléré à partir de la Première Guerre mondiale du fait de la mécanisation. Le rôle de ce corps de métier ne s‘évalue pas seulement numériquement car le statut de ses membres en faisait des acteurs privilégiés de la vie sociale. Cette spécialisation dans le travail du cuir explique également la fondation d’une importante fabrique d’écrins à la Bâtie qui devait survivre à la Deuxième Guerre mondiale. Ses vastes locaux abritent aujourd’hui un foyer de vie artistique : l’espace La Bâtie.
Autre activité artisanale importante : le tissage. Présent déjà au milieu du XVIIIe, il devait connaître une forte croissance avant même la fameuse révolte des canuts qui a incité les marchands fabricants lyonnais à recruter dans les campagnes une main-d’œuvre bon marché et peu revendicative. Au nombre de 43 lors du recensement de 1836, les veloutiers sont 132 en 1896. Leurs ateliers se pressaient dans les maisons du quartier de l’église, de la grande rue et de la fontaine aménagées pour recevoir les métiers sous de hauts plafonds. La corporation va profiter, elle aussi, de l’arrivée du chemin de fer car celui-ci a facilité les contacts avec les donneurs d’ordre pour la réception des commandes et les livraisons. L’effectif va péricliter par la suite et la composition artisanale sera remplacée en 1926 par une entreprise : Le Tissage industriel de la soie qui deviendra plus tard la société Veuve Berger.

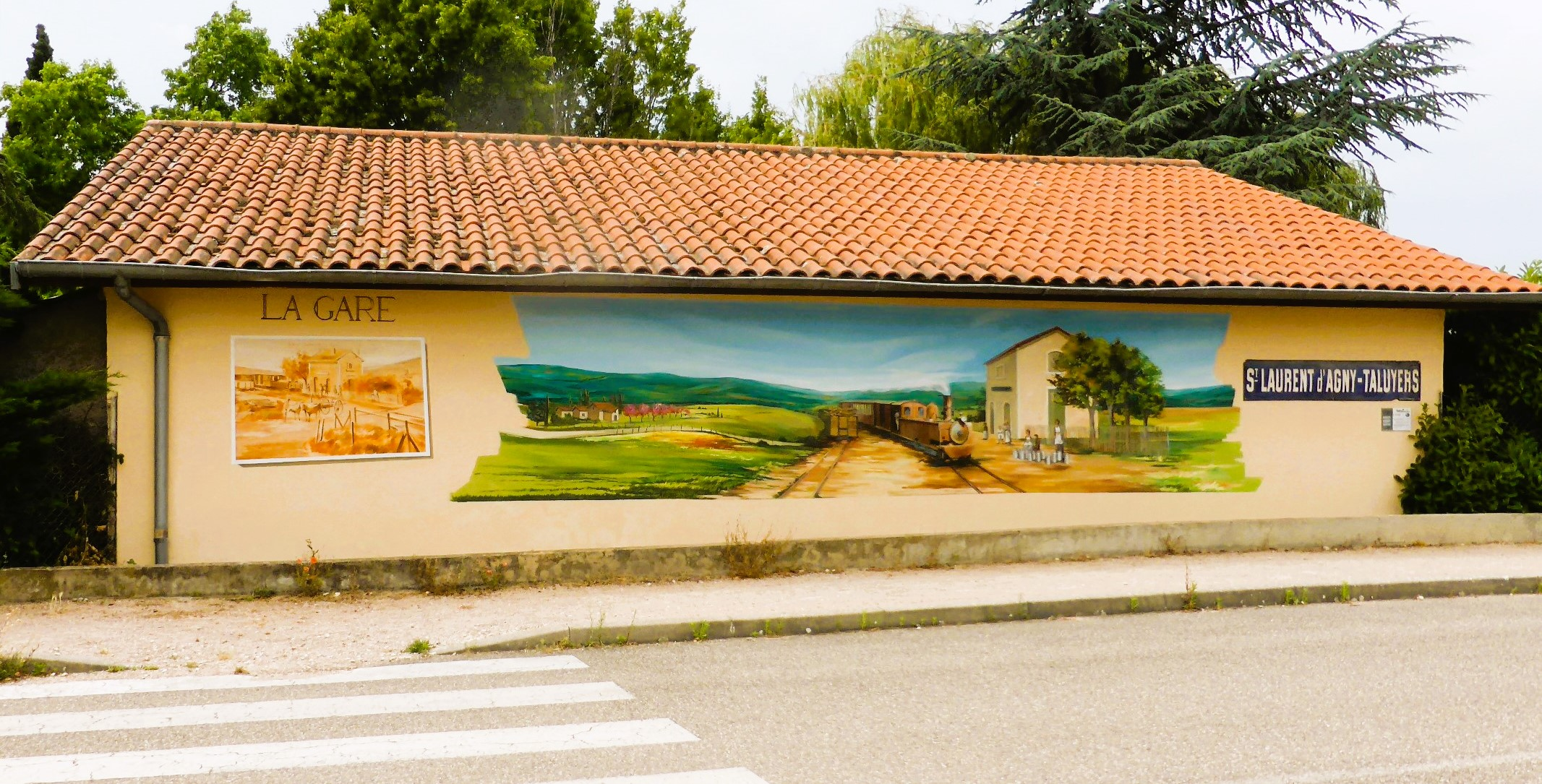

La commune avait été en effet desservie par la ligne de chemin de fer de la FOL (Compagnie des Chemins de Fer de Fourvière et de l’Ouest Lyonnais) dont le dernier tronçon de Vaugneray à Mornant fut mis en service en 1887. L’électrification permit de remplacer la traction à vapeur à partir de 1913. Saint-Laurent-d’Agny étant proche du bout de ligne, un local de batteries de secours fut construit à côté de la gare pour fournir une puissance d’appoint en cas de surcharge. La ligne fut fermée en 1933. Pendant ces 46 années cette ligne à écartement métrique rendit de grands services à la population ainsi qu’aux activités économiques car elle serrait de très près le bourg au point de nécessiter quatre passages à niveau et sa fréquence pouvait assurer jusqu’à 17 services quotidiens. Le bâtiment de la gare, proche du cimetière, privatisé, a été décoré en 2021 d’une fresque très évocatrice établie à partir de cartes postales par Elodie Iwanski.

#### Une collectivité dynamique
Il était de la responsabilité des autorités municipales de répondre aux besoins d’une collectivité de plus plus nombreuse et désireuse de progresser avec son temps. Elles devaient en premier lieu répondre à deux impératifs majeurs dans les domaines administratif et éducatif qui sont apparus à Saint-Laurent-d’Agny étroitement imbriqués.

##### Réalisations administrative et éducative
En 1790 par la Constitution Civile du Clergé les possessions du clergé et de la noblesse avaient été confisquées par la nation et soumis à l’adjudication en tant que biens nationaux. Les bâtiments de l’église et du presbytère avaient été exceptés de cette règle. Une fois passée la tourmente révolutionnaire, ces deux biens immobiliers avaient été remis à la disposition de l’évêque et de la commune.
Les fidèles purent à nouveau se retrouver dans l’église pour la célébration des offices religieux. En revanche, l’utilisation du presbytère devait poser un problème spécifique qui ne devait être résolu qu’en 1868 au terme d’un bref épisode en forme de guerre picrocholine. Que fallait-il entendre sous cette appellation : l’immeuble stricto sensu et son jardin attenants directement à l’église mais aussi le bâtiment servant de dépendance que l’on appelait le chapit situé plus au nord par-delà une cour ?

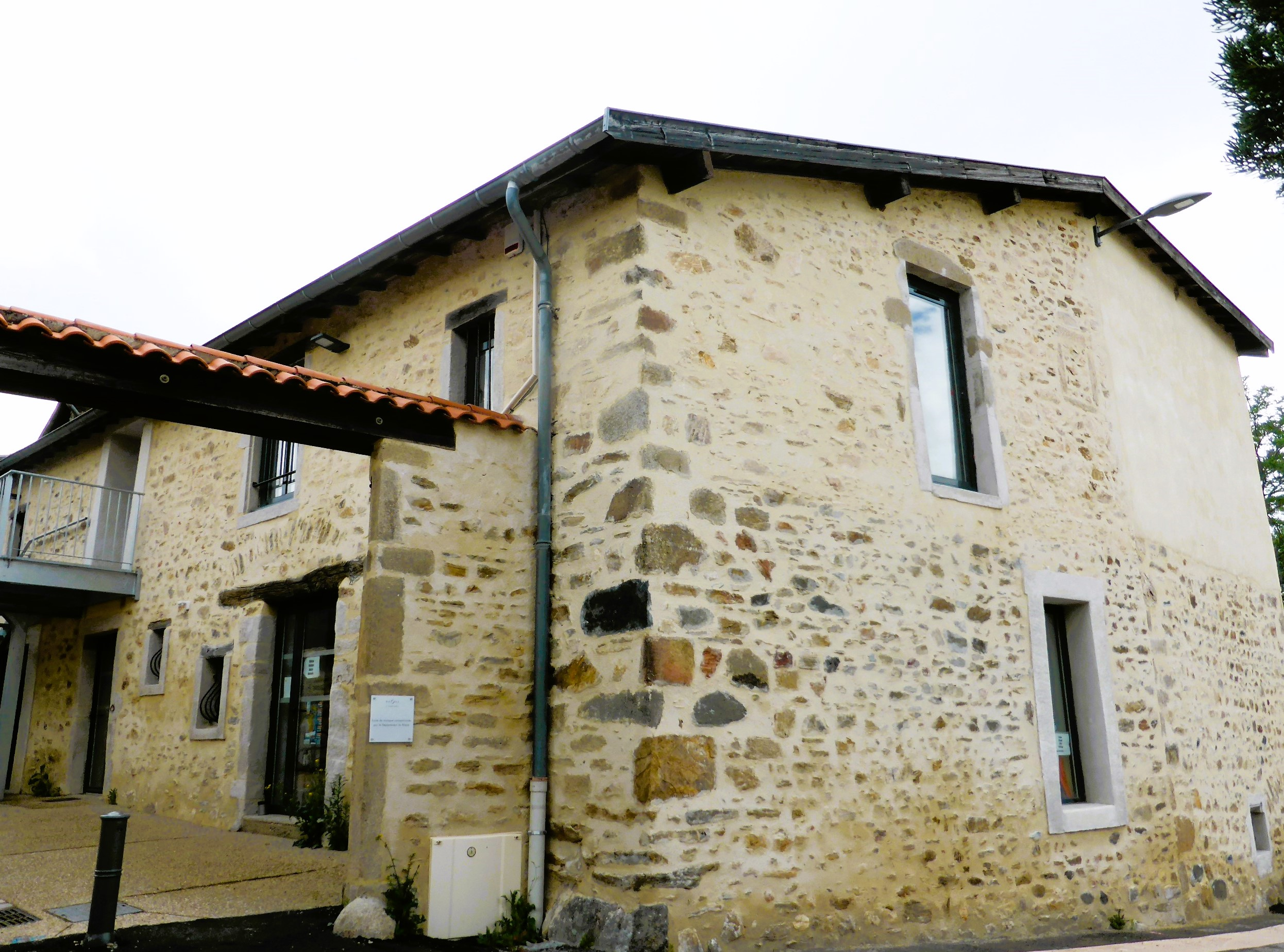
Ancien presbytère.

Sous le nom de maison commune la municipalité s’en est considérée comme propriétaire et l’a utilisé à divers usages mais principalement comme école de garçons. Le curé et les membres de la Fabrique se sont contentés en général de donner leur approbation ce qui était une manière de rappeler discrètement leurs droits. L’affaire ne s’est vraiment envenimée que le 12 janvier 1868 lorsque le maire a inscrit à l’ordre du jour le projet de vente de ce bien communal. Le curé et le Conseil de Fabrique sont allés jusqu’à s’y opposer physiquement et il a fallu attendre le mois de décembre pour qu’une conciliation soit obtenue par le procureur impérial ! Si l’accord s’est fait sur le partage du presbytère l’important pour notre propos est la décision de construire un nouveau bâtiment avec la double fonction de mairie et d’école.

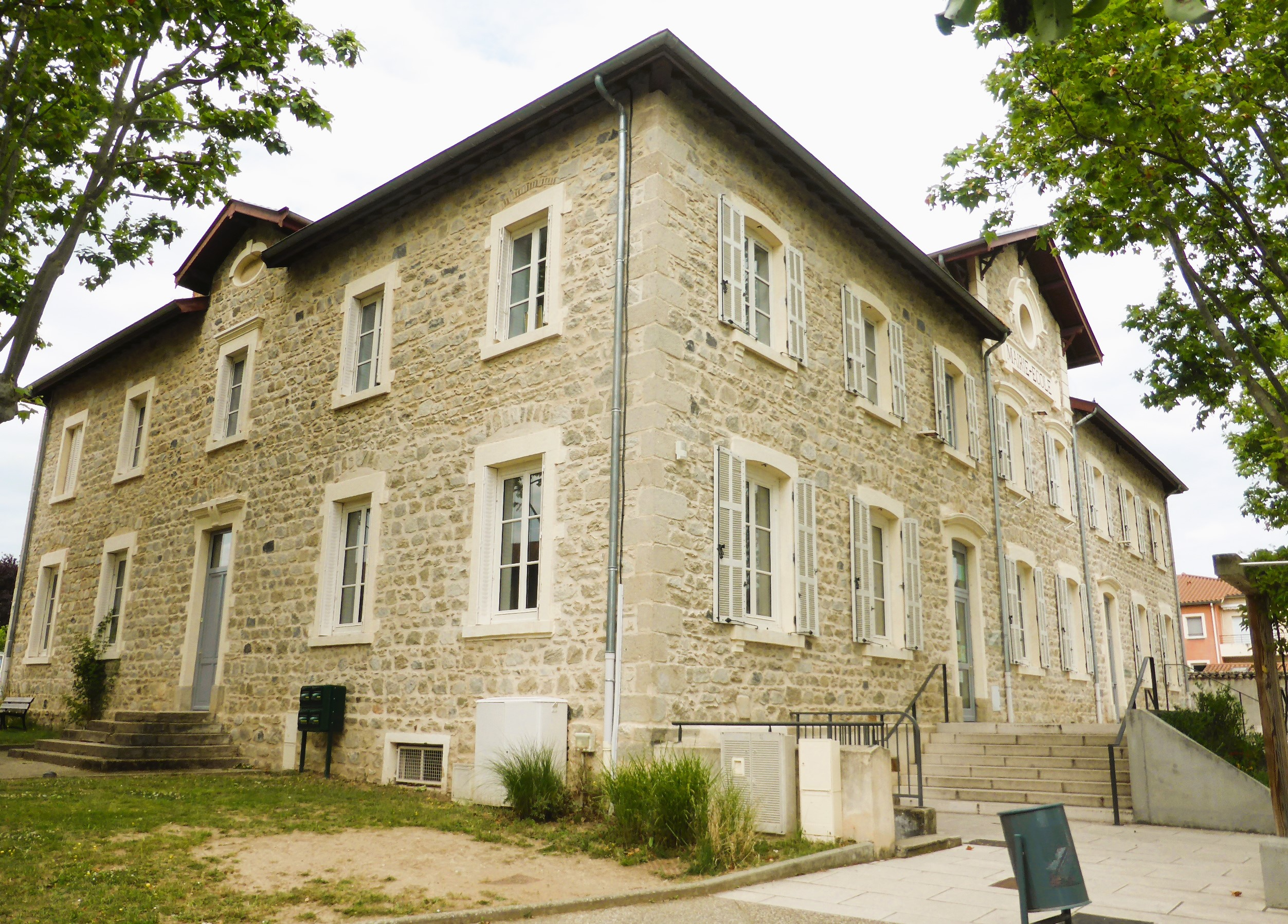
Mairie école de Saint-Laurent-d'Agny.

Cette décision a été confirmée par la suite et l'hôtel de ville a été construit entre 1874 et 1877 par l’architecte lyonnais Henri Montcorger. Il n'est pas indifférent de noter que celui-ci est le petit-fils de Claudine et Mathieu Fillon, cordonnier au bourg et qu'il demandera à être enterré et fera transférer toute sa famille, parents et enfants décédés, dans le cimetière de Saint-Laurent-d'Agny aux côtés de la famille Fillon. La tombe est entretenue depuis par la ville de Lyon qui veut ainsi honorer l'architecte officiel du département. Le bâtiment tel que nous l'observons aujourd'hui a été modifié entre 1910 et 1914 lorsqu'il s'est agi d'y loger également l'école de filles. Les travaux ont été exécutés de telle manière que, « il est difficile d’imaginer que cette bâtisse imposante résulte de l’assemblage de deux constructions autonomes ayant quarante années de différence ». Cependant, seule la façade antérieure à l’est présente des fenêtres bombées mais toutes ont leur arc de décharge.
La question de l’éducation des filles s’est posée très différemment. Elle n’était pas un problème prioritaire car celles-ci étaient plus utiles au foyer, à la garde de leurs enfants. En 1825 les sœurs Saint-Charles, ayant acquis un grand corps de ferme au Cadix, y ont ouvert une école à leur intention. L’enseignement qui leur était dispensé était reconnu unanimement de grande qualité. Lorsque la loi Falloux en 1850 imposera à chaque commune de plus de 500 habitants le devoir de leur scolarisation sur une base volontaire, la municipalité s’est estimée libérée de cette tâche assumée par les religieuses. Elle est restée sourde aux nombreux rappels par les autorités d’un service scolaire municipal propre, rappel renouvelé avec encore plus d’insistance lorsqu’à partir de 1881 la laïcité de l’enseignement a été exigée. Sous la contrainte les filles ont été accueillies provisoirement dans les locaux de l’ancien chapit libéré par les garçons dans des conditions assez précaires. Il a fallu attendre la décision d’agrandir le bâtiment de la mairie-école en 1910-1914 pour résoudre définitivement le problème.

##### Alimentation en eau
De manière plus prosaïque mais aussi plus récurrente se posait la question de l’alimentation en eau. Sans doute dans ces socles cristallins, la nappe phréatique est-elle assez facilement atteinte sous la couche de gore provenant de leur décomposition. En règle générale, il appartenait aux particuliers de forer des puits. Ceux du Cadix et de Saint-Vincent, en forme de guérites, en sont de bons exemples. Mais au cœur d’un bourg resté profondément rural la municipalité a dû intervenir directement. « Le problème est d’importance puisqu’il s’agit du seul lavoir approvisionné en eau en été à 1 km à la ronde, que l’abreuvoir est indispensable aux 150 têtes de bétail et que tout le monde n’a pas un puits alors que la fontaine est le seul point d’eau potable de la commune ». Pour répondre à ce triple objectif il existait par chance un jaillissement naturel, une source, en un point central. Le maire Alexandre Cholier de Cibeins l’a fait aménager dès 1810. La canalisation par un tuyau de fonte a facilité le captage jusqu’à « une fontaine dotée d’un fronton triangulaire orné d’une étoile gravée. Une petite mare en demi-lune sert d’abreuvage pour les animaux et un bassin rectangulaire à pans coupés entouré d’un muret est construit pour servir de lavoir ». Par la suite, surtout après la grande sécheresse de 1874, bien des améliorations ont dû être apportées tant pour garantir l’alimentation, perturbée par des constructions nouvelles qui ont coupé quelques uns des affluents de la source en créant une nouvelle canalisation à l’amont, que pour l’évacuation des eaux à l’aval jusqu’à une boutasse en direction de l’actuelle mairie. Il y allait de l’hygiène mais aussi de la convivialité en ce lieu de forte fréquentation,.

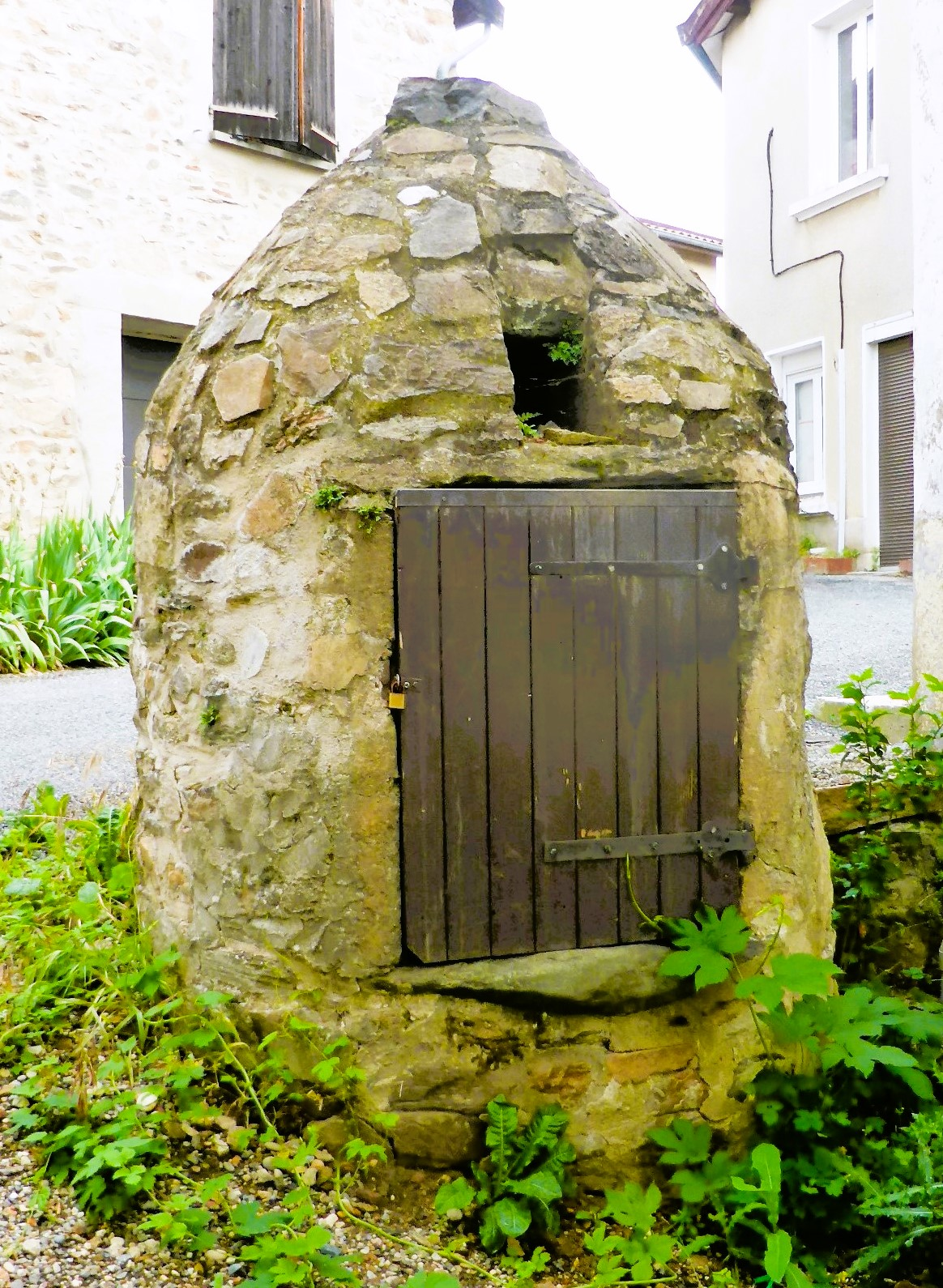
Puits du Cadix.
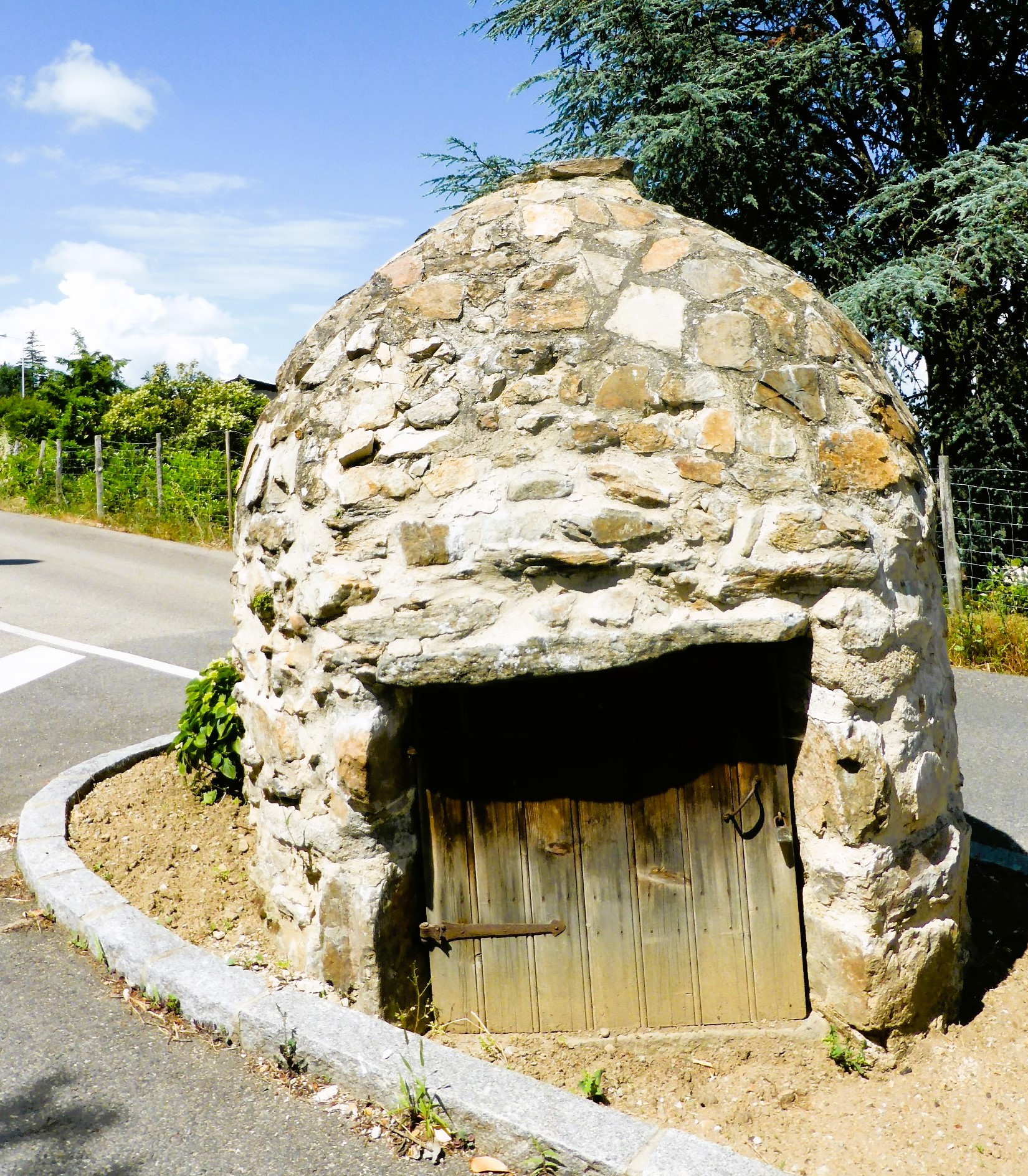
Puits Saint-Vincent.
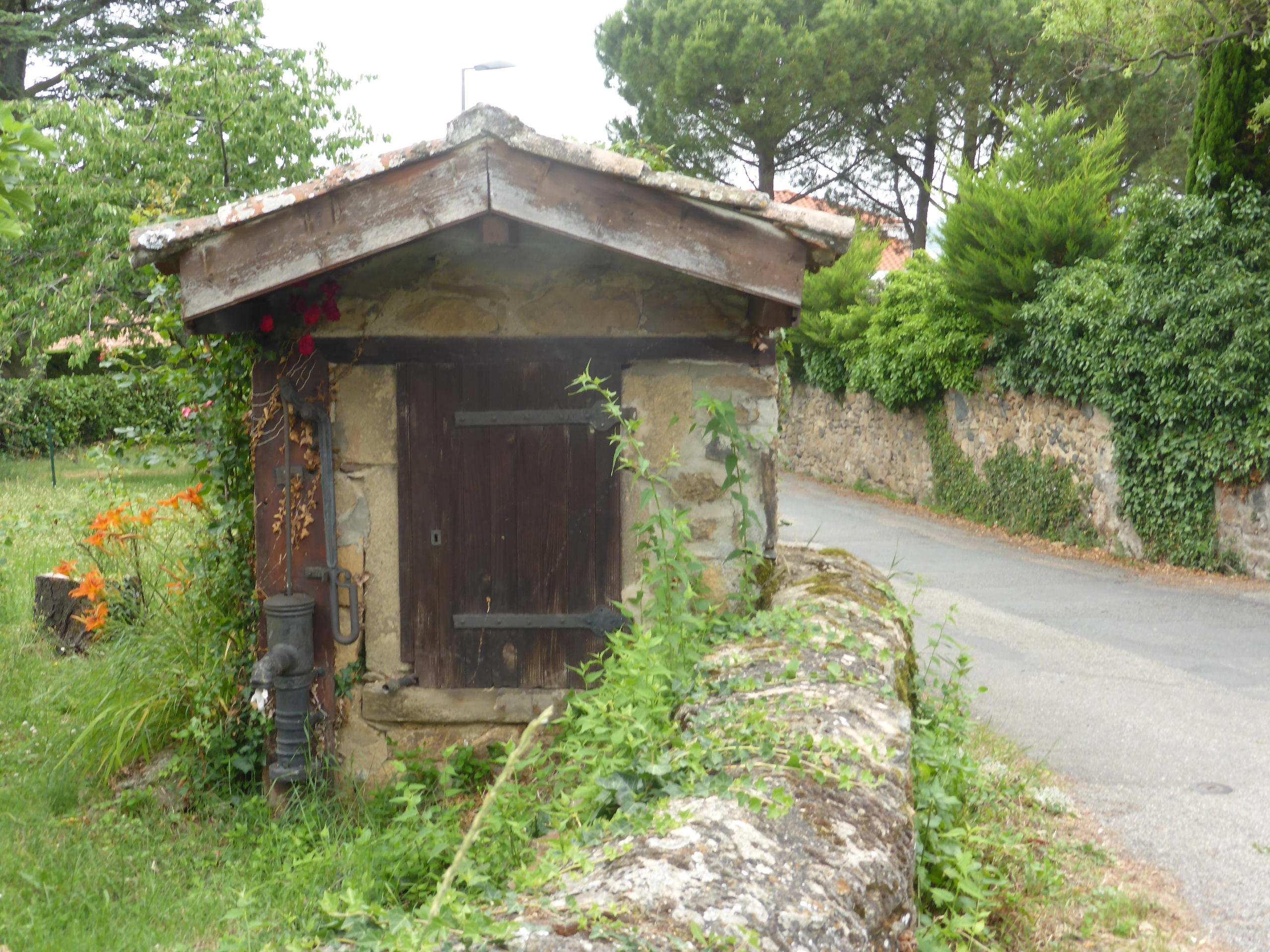
Puits carré.
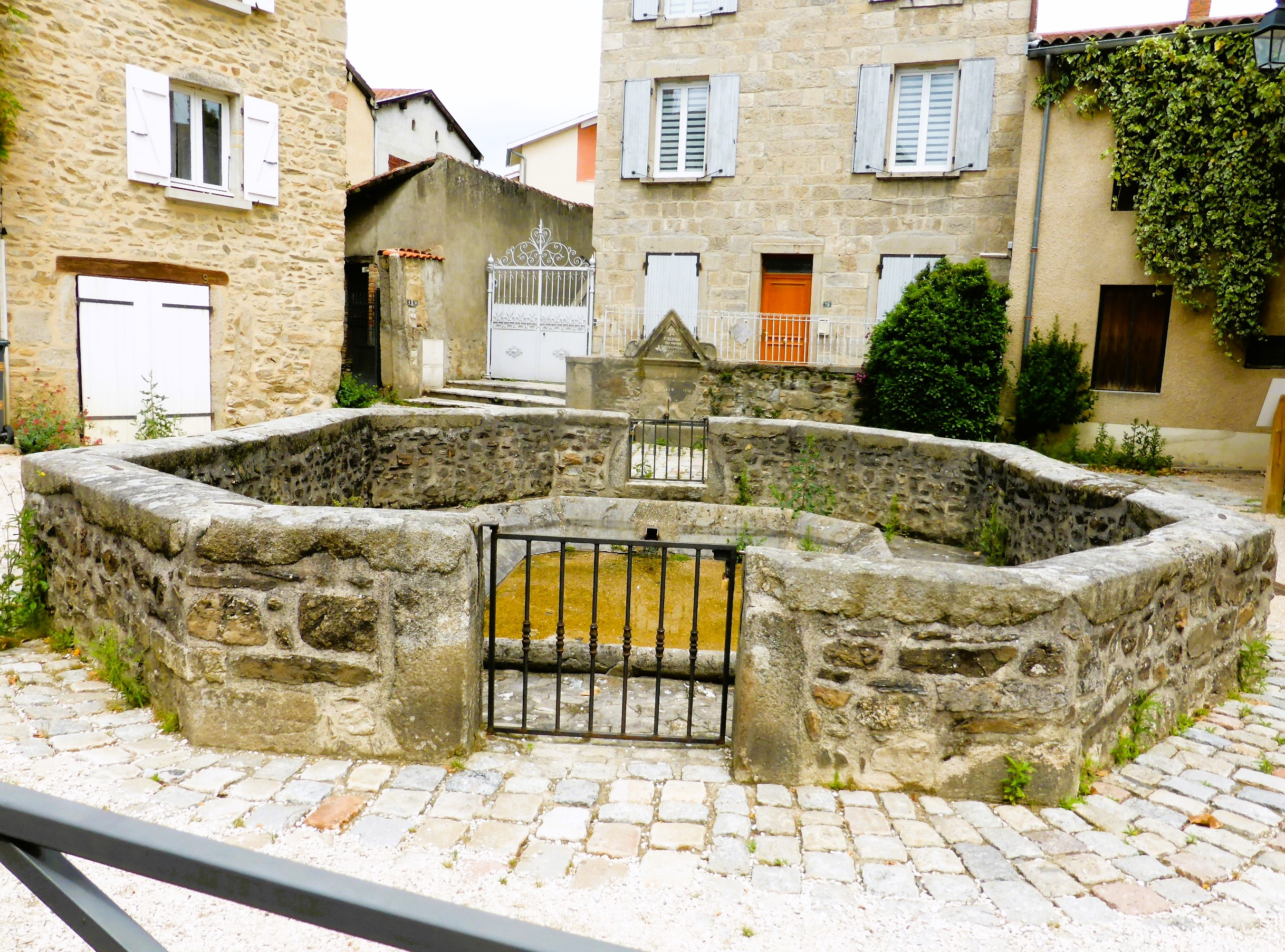
Lavoir de Saint-Laurent-d'Agny.

##### Cimetière
Autre préoccupation : fallait-il restaurer la vieille église ou en bâtir une nouvelle ? La réponse à cette question dépendait des seules décisions à prendre entre les paroissiens et la municipalité. En revanche, le transfert du cimetière qui la jouxtait était exigé par la loi depuis l’époque napoléonienne au début du XIXe siècle. Au rappel des autorités préfectorales en 1823, la mairie répond en invoquant l‘incapacité financière de la commune à engager les dépenses correspondantes, les aléas climatiques ayant directement pesé sur les récoltes et donc sur la richesse des administrés. Nouvelle admonestation en 1848 avec menace d’une intervention directe des pouvoirs publics aux frais de la commune. La pression des habitants vivant à proximité incommodés par ce voisinage pestilentiel rendait également de plus en plus urgente la nécessité d’un transfert. Dès lors, le problème n’est plus que celui de trouver un nouvel emplacement. Il n’est évidemment pas question de réinvestir la proximité de la chapelle Saint-Vincent, trop à l’écart des habitations. Le choix se portera finalement sur un terrain dans le secteur du Planil, le long d’un chemin vicinal préexistant qu’il conviendra de mieux viabiliser. L’agrandissement éventuel ne poserait pas de problème. Les travaux sont donc engagés en 1849 et terminés en 1851. Quant à l’agrandissement, il sera réalisé en 1891-1892,.

##### Église
À Saint-Laurent-d’Agny comme dans l’ensemble du pays, la ferveur religieuse s’est manifestée au lendemain de la tourmente révolutionnaire et, après avoir envisagé de consolider et d'agrandir l'église il fallut se résoudre à en construire une nouvelle en 1858, sur le même emplacement et avec la même orientation. Sa construction par Clair Tisseur fut achevée en 1862. Pour cet architecte ce devait être un peu comme un retour au pays de son enfance. Il était né à Lyon en 1827 dans une famille de marchands de toile mais sa grand-mère maternelle était originaire de Mornant et quand, selon la tradition, ses parents durent se résoudre à le mettre en nourrice ainsi qu'après lui son frère cadet, c'est elle qui prit contact avec les Bégule, une famille de cordonniers et de cultivateurs de Saint-Laurent-d'Agny, de lointains cousins. Plus célèbre dans la mémoire lyonnaise sous le nom de Puipelu, il devait relater dans ses mémoires les souvenirs de ces jeunes années.

###### Architecture
Le plan basilical a été adopté : pas de transept mais une nef de cinq travées et ses deux collatéraux, une abside à trois pans. L’originalité tient à l’inégalité des travées : deux plus étroites encadrant les trois centrales. La sacristie est dans le prolongement de l’abside. La façade antérieure est parfaitement décrite dans le prémémoire avec « un avant-corps central de deux niveaux, sa porte à linteaux sur coussinets surmontée d’un arc en plein cintre à claveaux bicolores lequel s’appuie sur un stylobate à deux colonnettes. Le second niveau est percé d’une baie à trois lancettes avec un quatre feuilles au-dessus. Le fronton triangulaire est interrompu par le clocher-porche qui est coiffé d’une flèche cantonnée de quatre pyramidions et éclairé d’un étage de fenêtres brisées garnies d’abats sons et de quadrants d’horloge ». La solidité de la construction en moellons de pierre est encore enforcée par des contreforts qui rythment les façades latérales jusqu’au-dessus du niveau du toit de tuiles. L’architecte ne semble pas s’en être tenu à un style particulier. Romane si l’on en juge par les ouvertures extérieures, l’église s’apparente plutôt intérieurement au gothique avec les arcs brisés de ses collatéraux et sa voûte à croisées d’ogive pour la nef centrale. Leur délimitation repose sur des piliers de granite monolithiques.

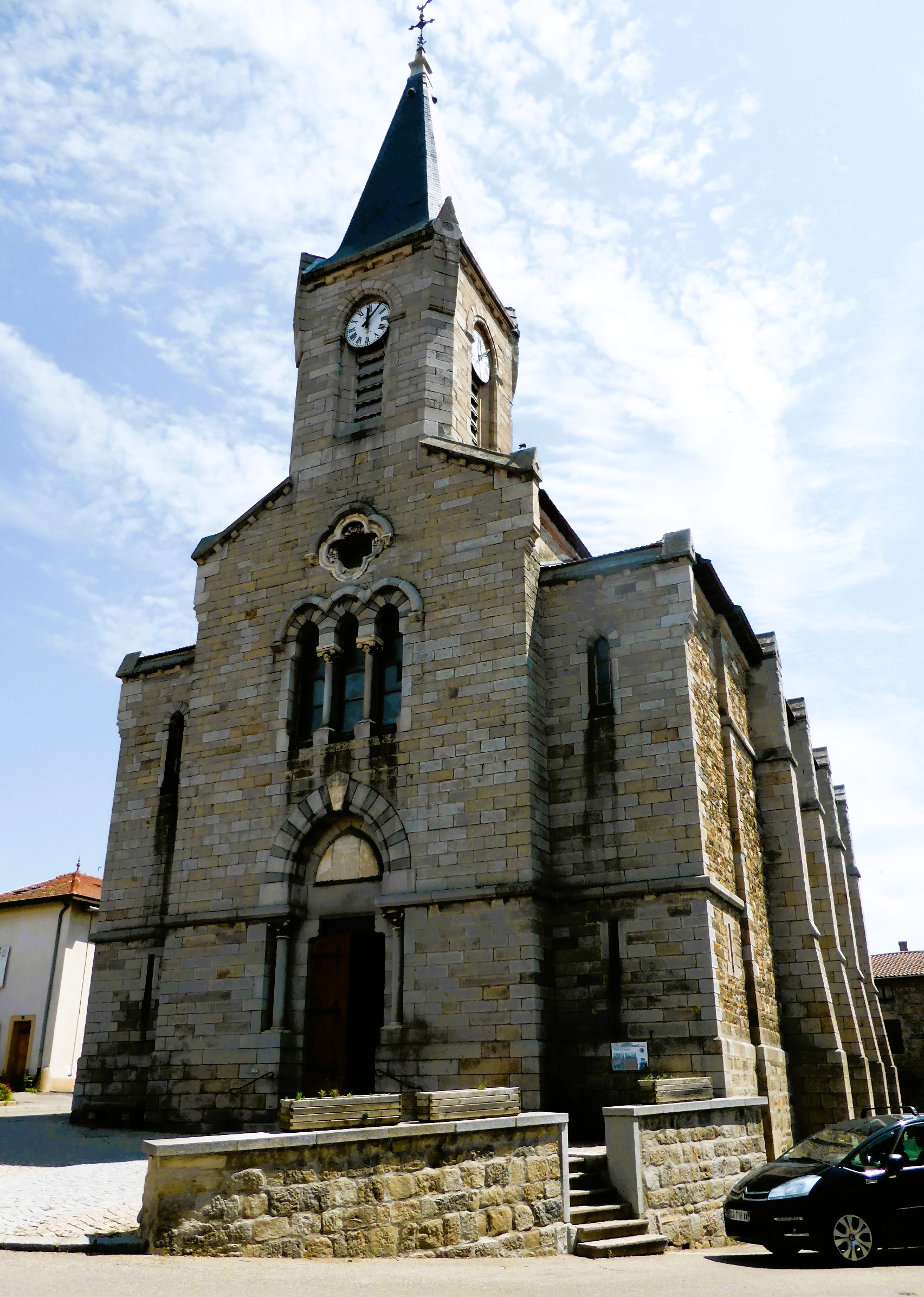
Façade de l'église de Saint- Laurent-d'Agny.
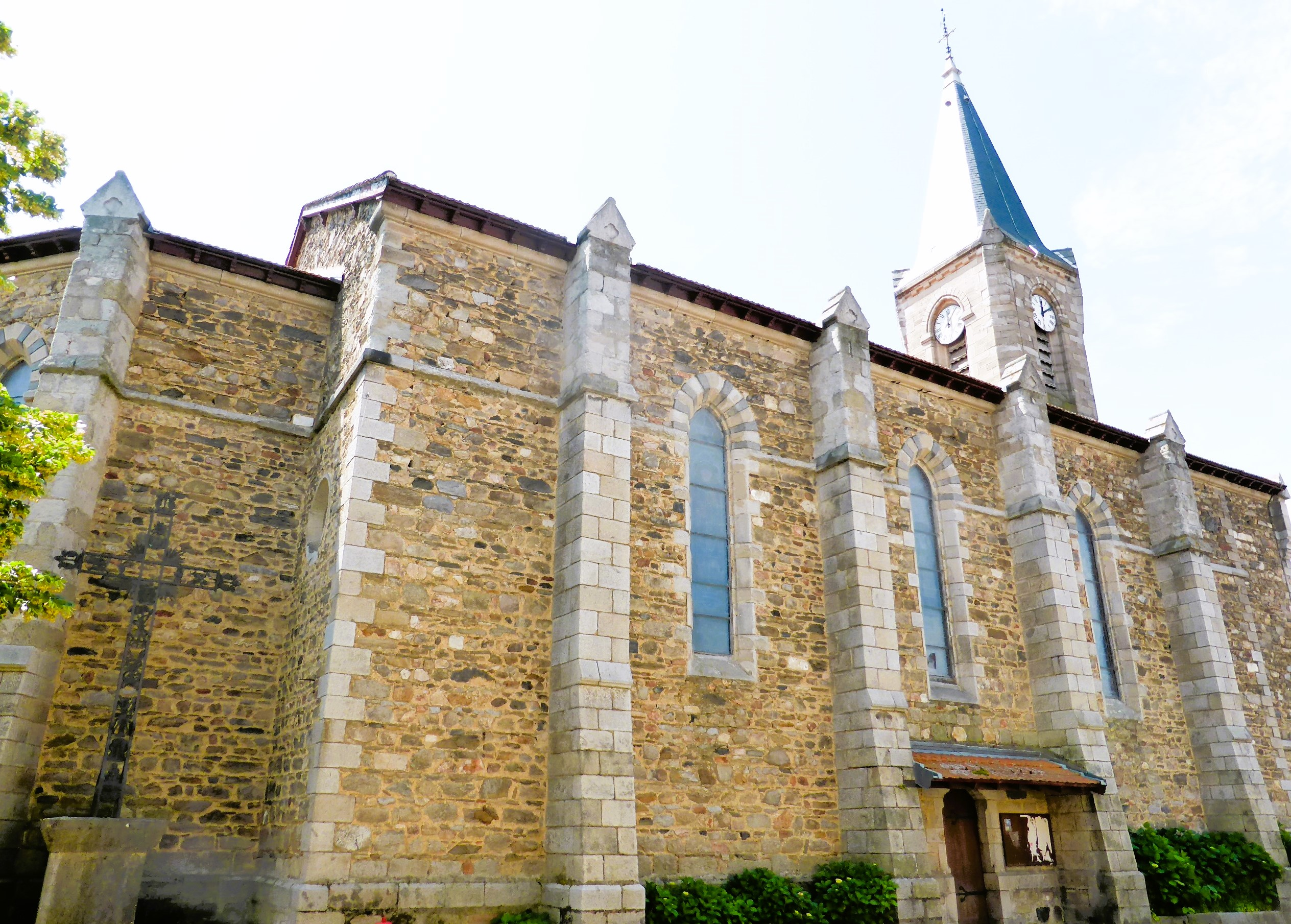
Église de Saint-Laurent-d'Agny côté nord.
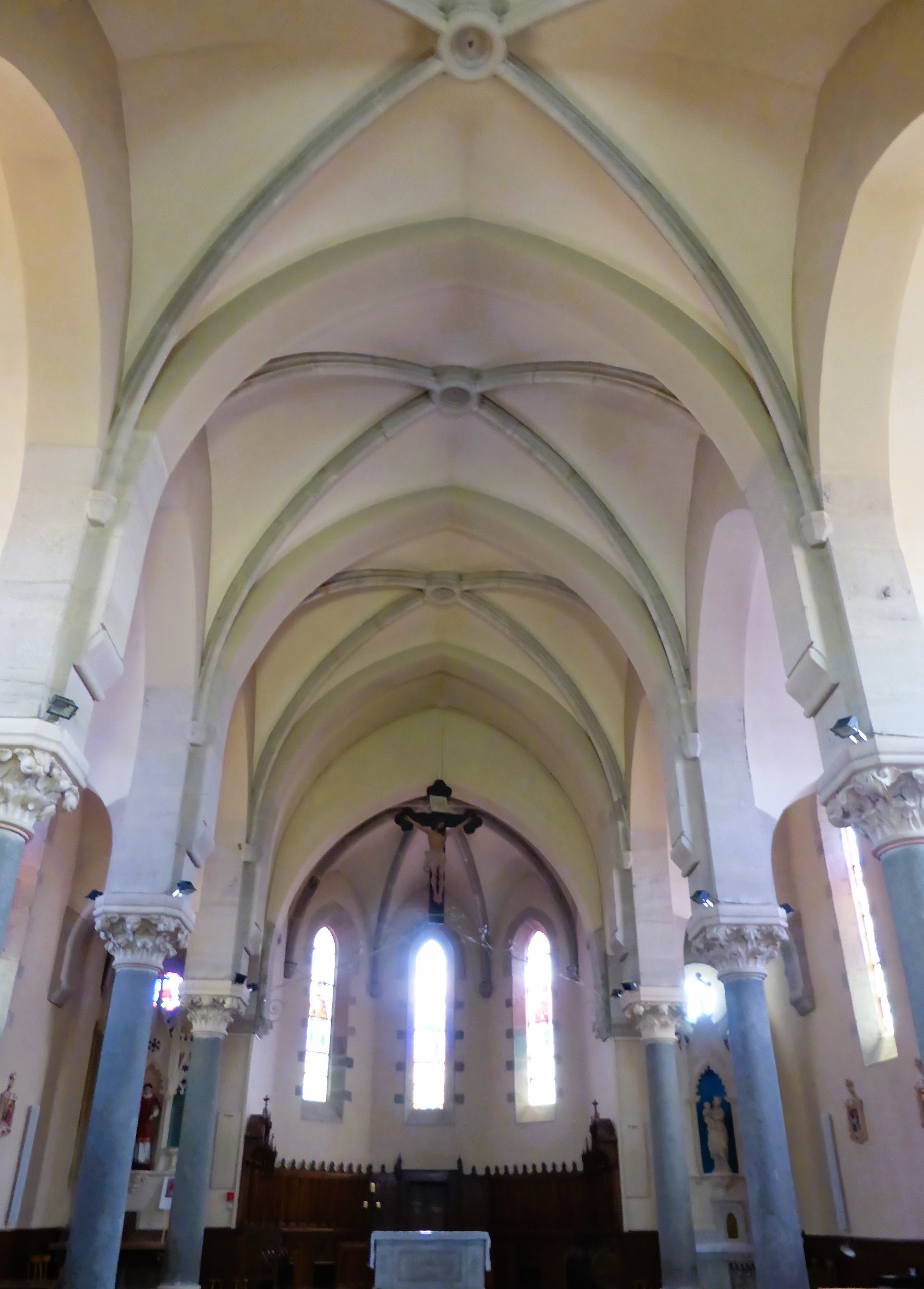
Nef de Saint-Laurent-d'Agny direction abside.
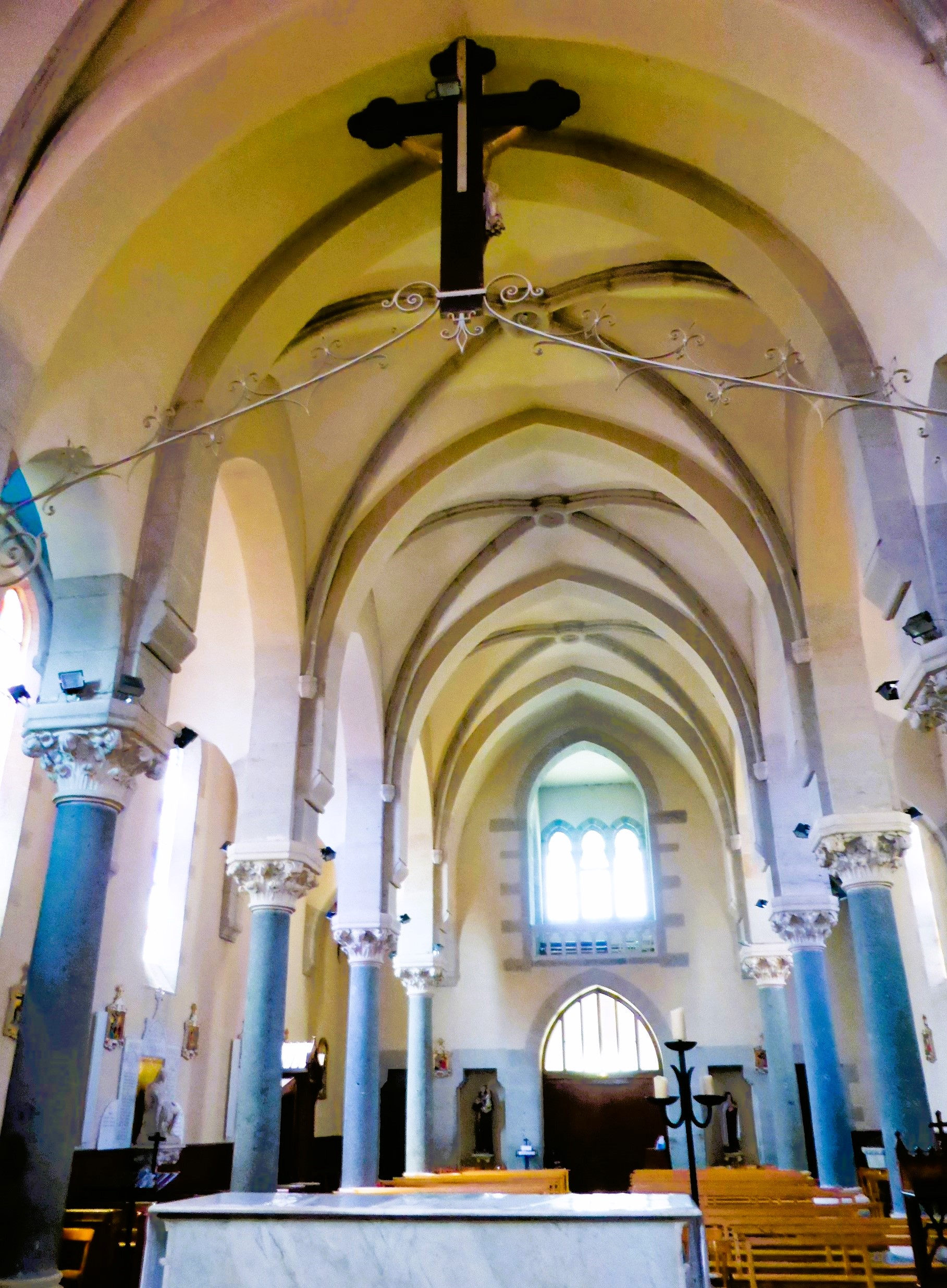
Nef de l'église en direction de l'entrée.
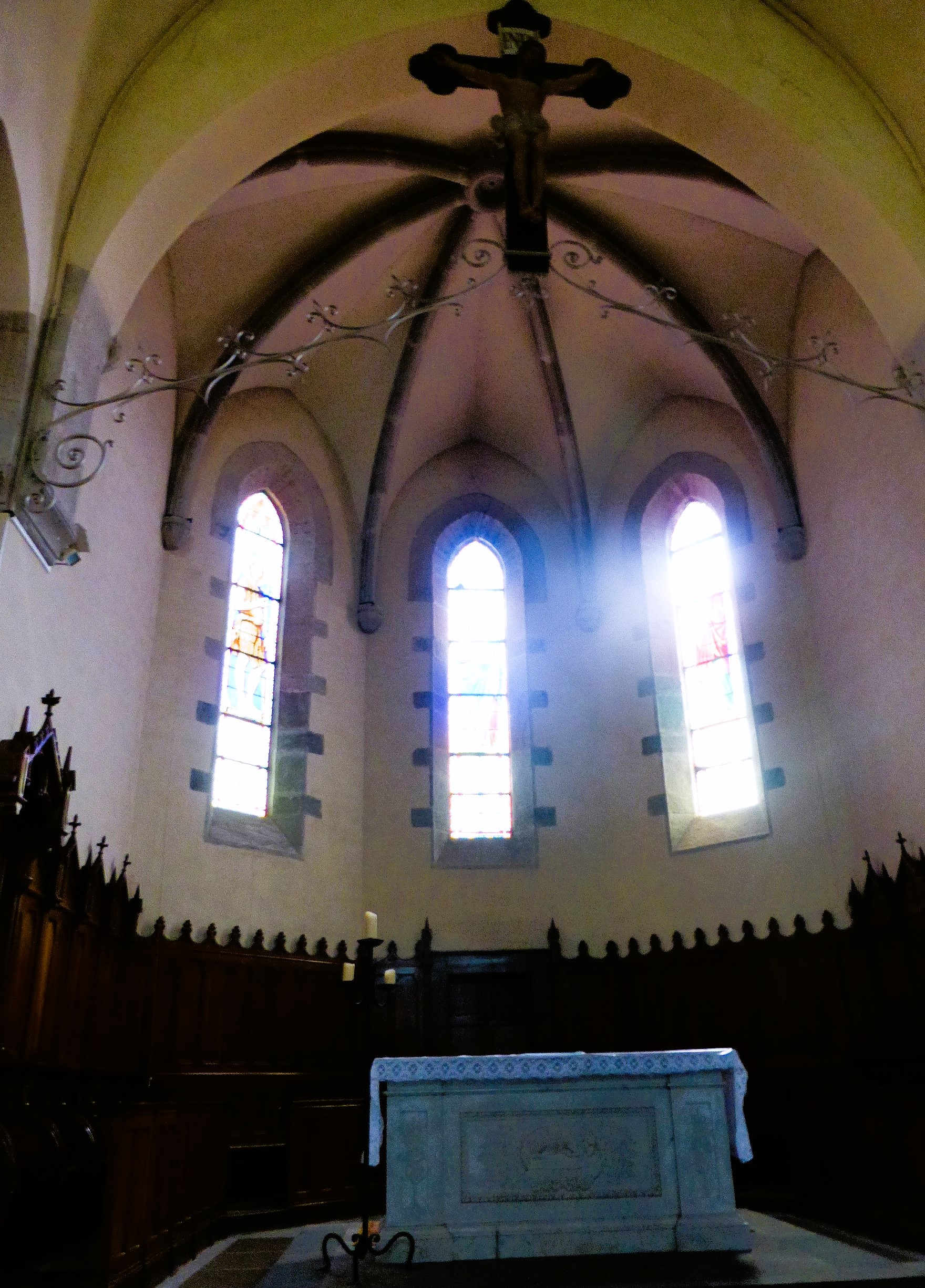
Abside.

###### Mobilier
Personne n’a été oublié par les sculpteurs sur bois de noyer dès la consécration de l’église, du simple pénitent en prière ou à confesse jusqu’à la hiérarchie : les membres du conseil de Fabrique ont leurs bancs d’œuvre à parclose et les chanoines du chapitre sont traités selon leur rang : de part et d’autre de l’abside se succèdent six sièges, quatre stalles ordinaires et une haute stalle à dais trilobé, l’ensemble étant rehaussé de gables et de pinacles dans le style néo-gothique alors à la mode.

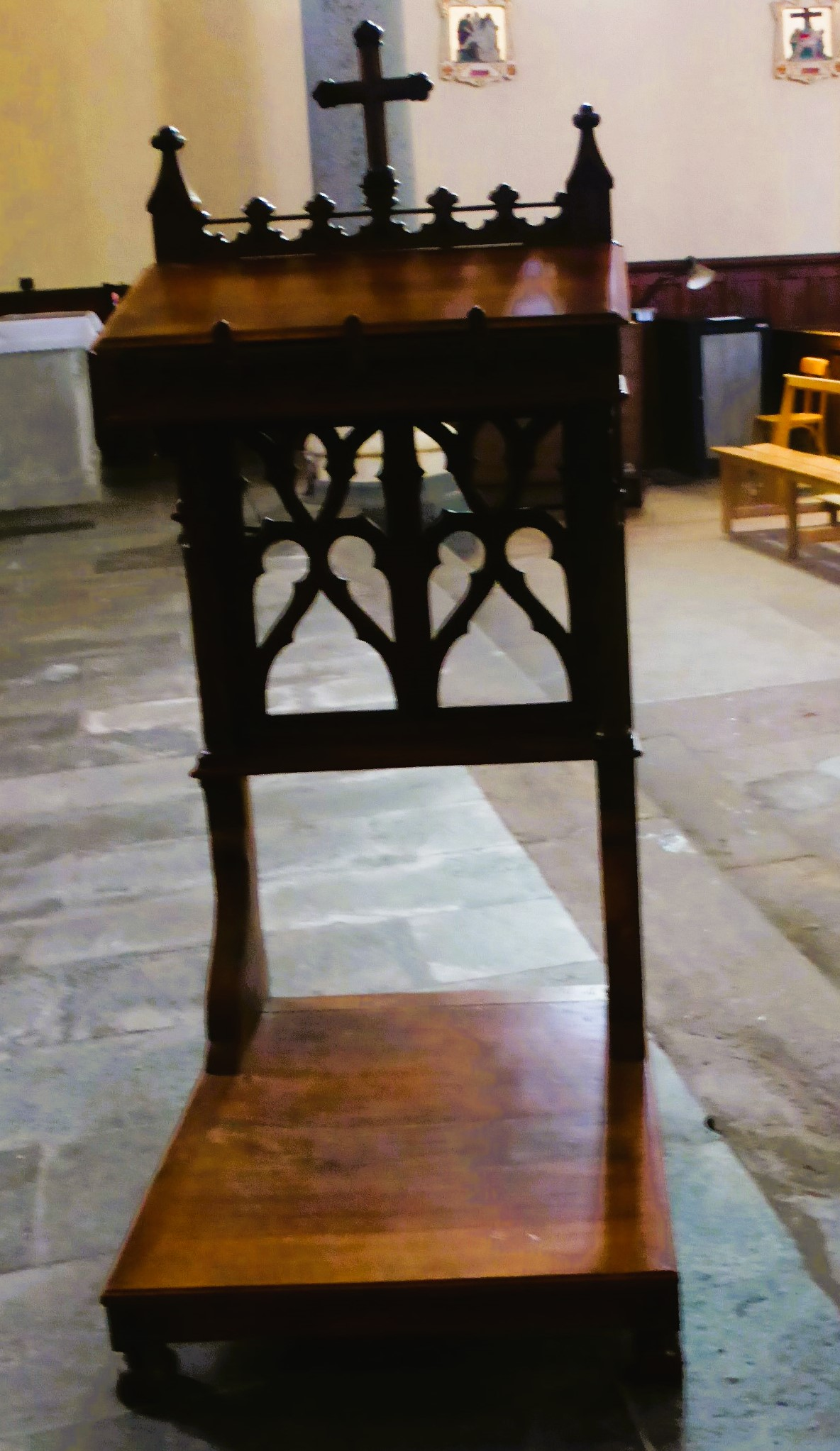
Prie-dieu.
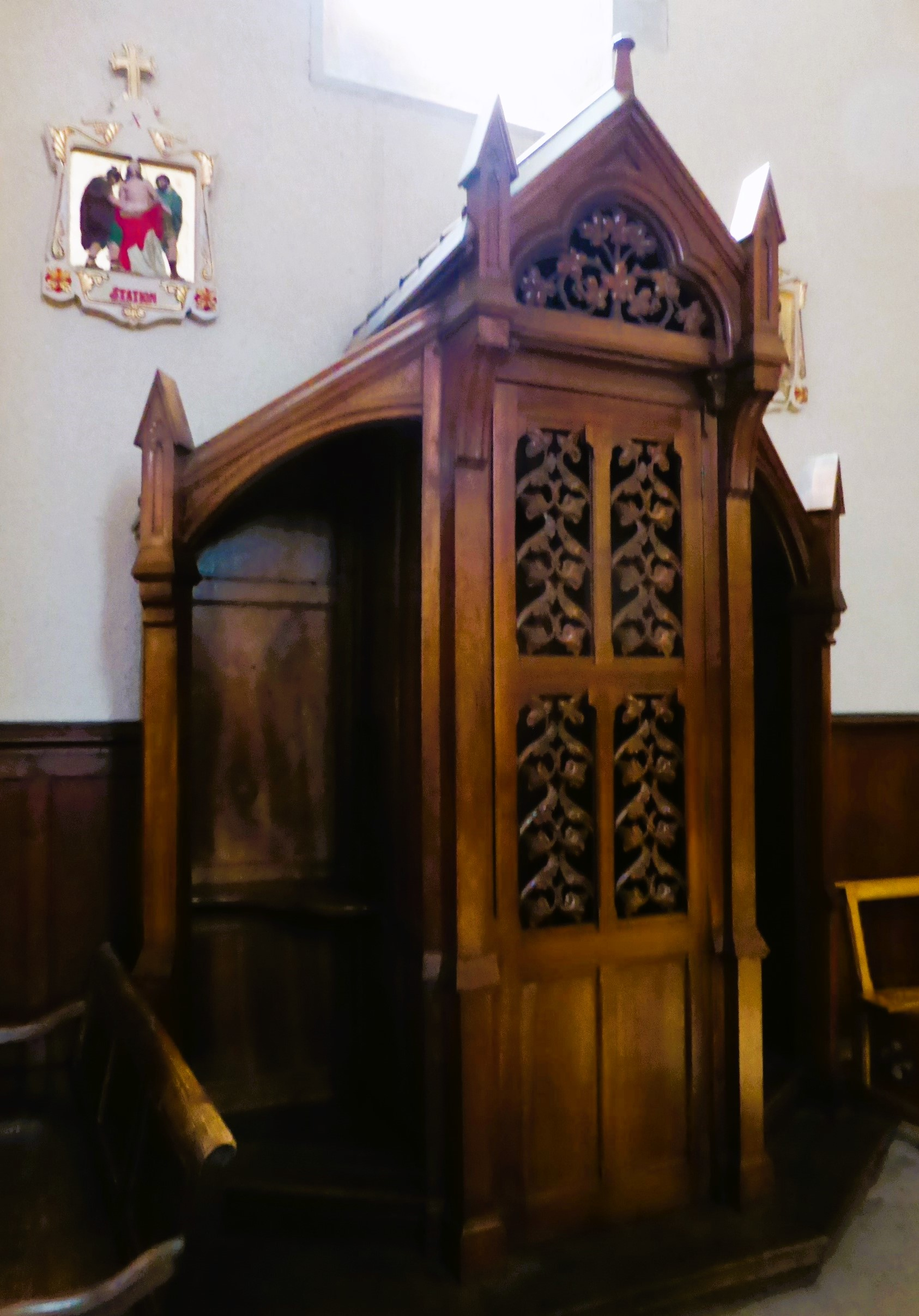
Confessionnal.
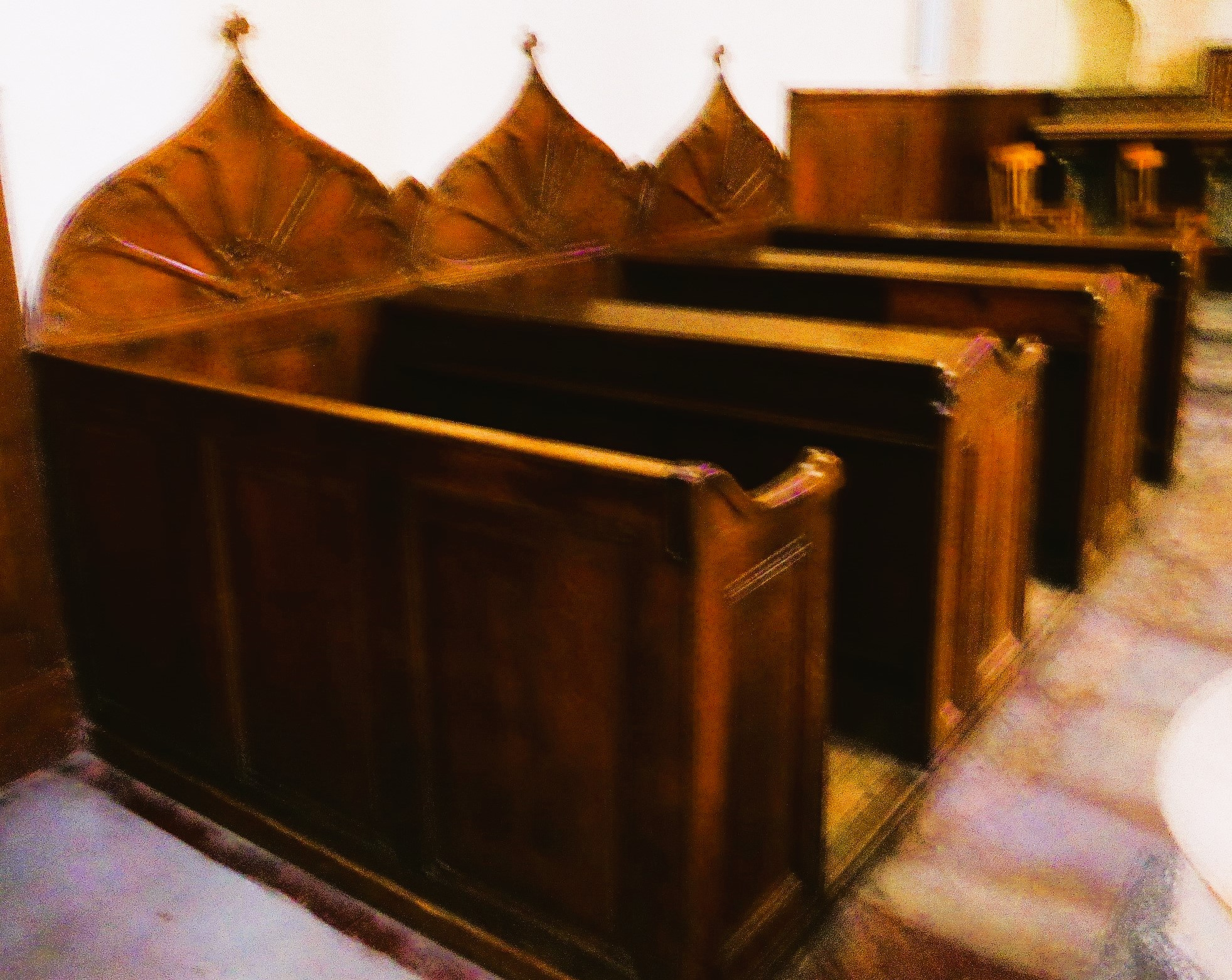
Bancs d'oeuvre.
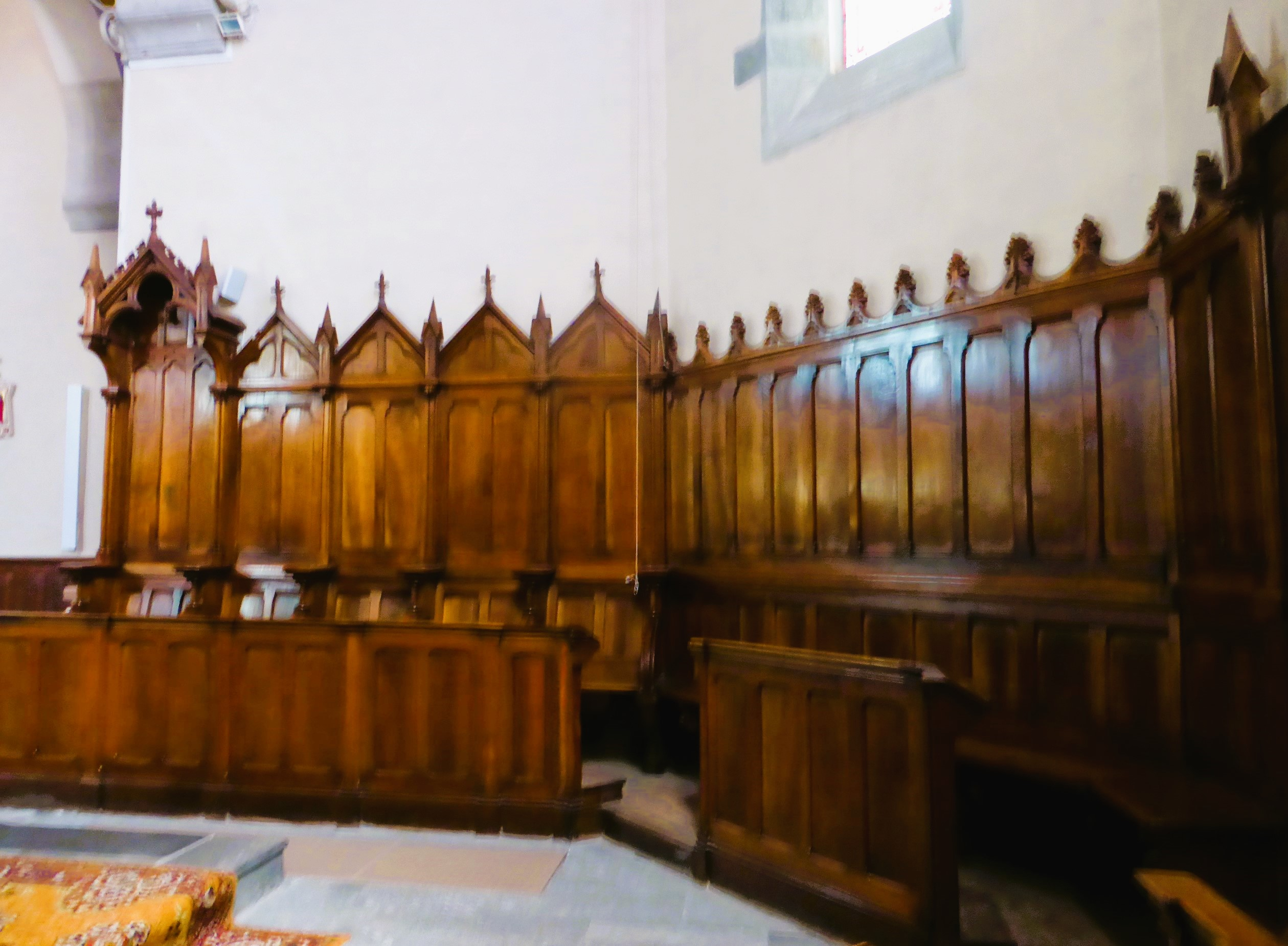
Stalles.

Dans les vitraux de l’abside, à la place d'honneur, le Christ, déjà présent en crucifié sur la poutre de gloire, est figuré en bon pasteur aux côtés de Jean-Baptiste. Dans la nef, sont rappelés les grands moments de l’histoire religieuse nationale avec Jeanne d’Arc, François de Salles, Marguerite-Marie et le culte du Sacré Cœur et Sainte Bernadette avec les apparitions de Lourdes. Jeanne d'Arc a droit en plus à une statue à la Blancherie.

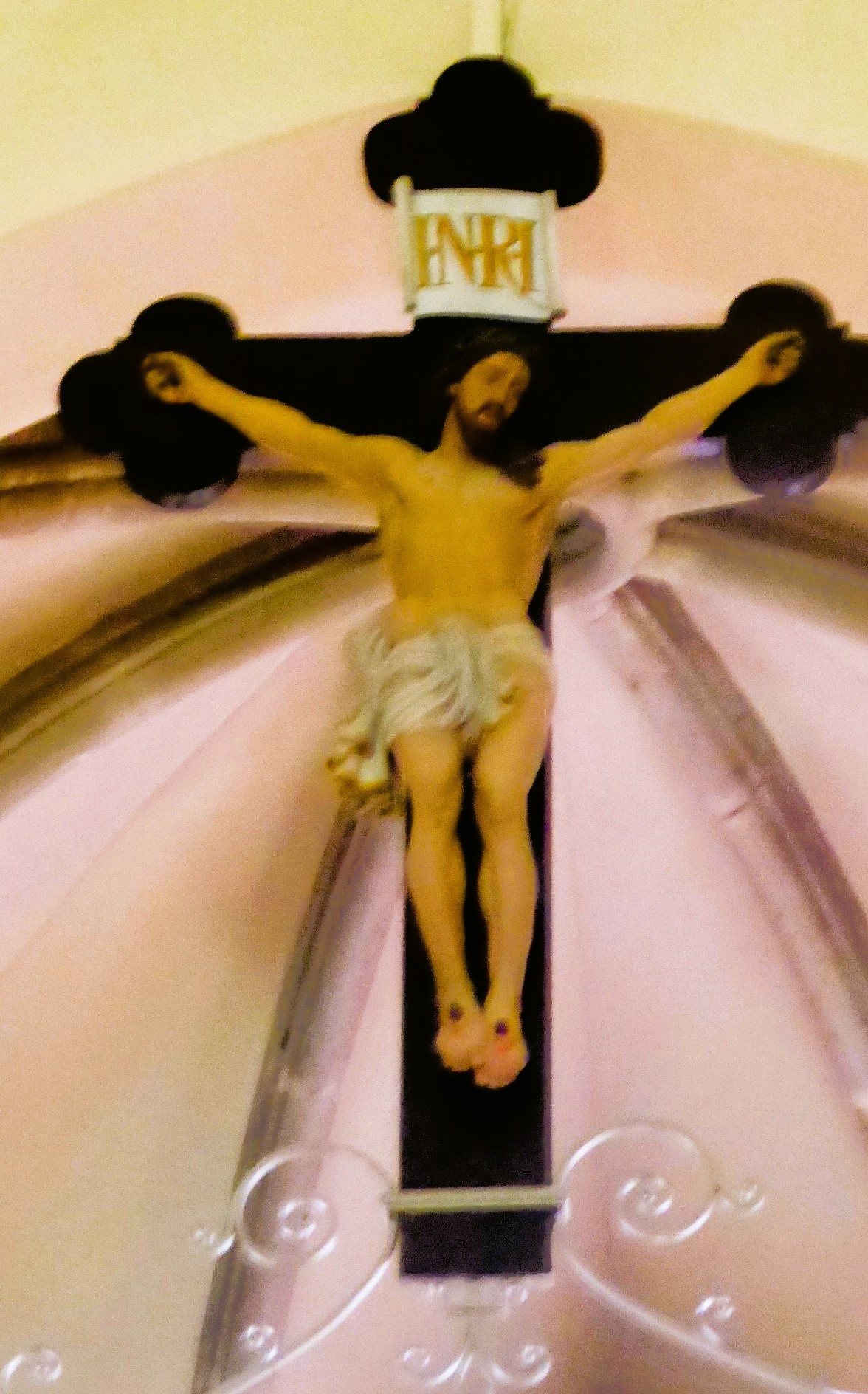
Christ sur la poutre de gloire.
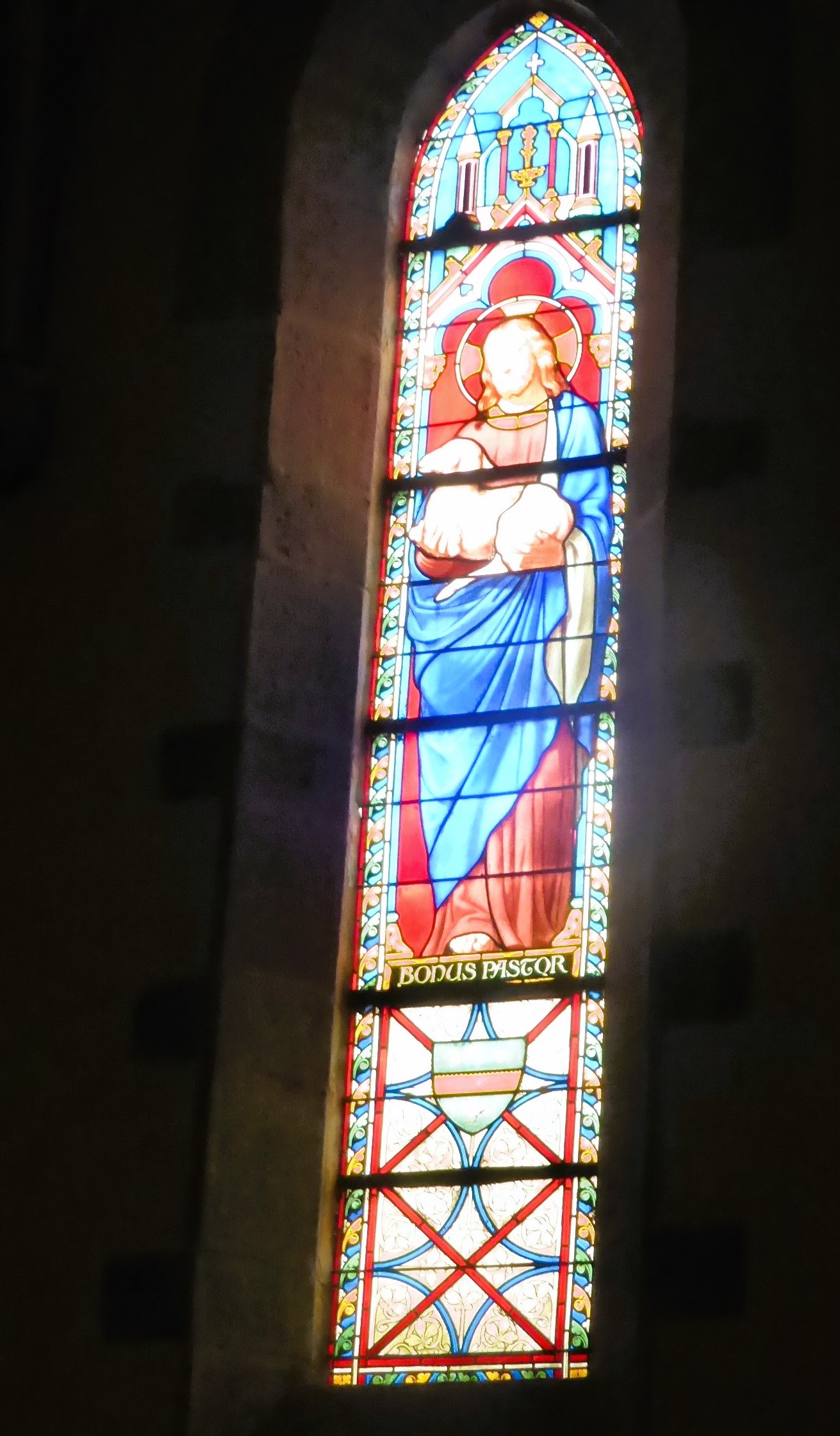
Jésus bon pasteur.
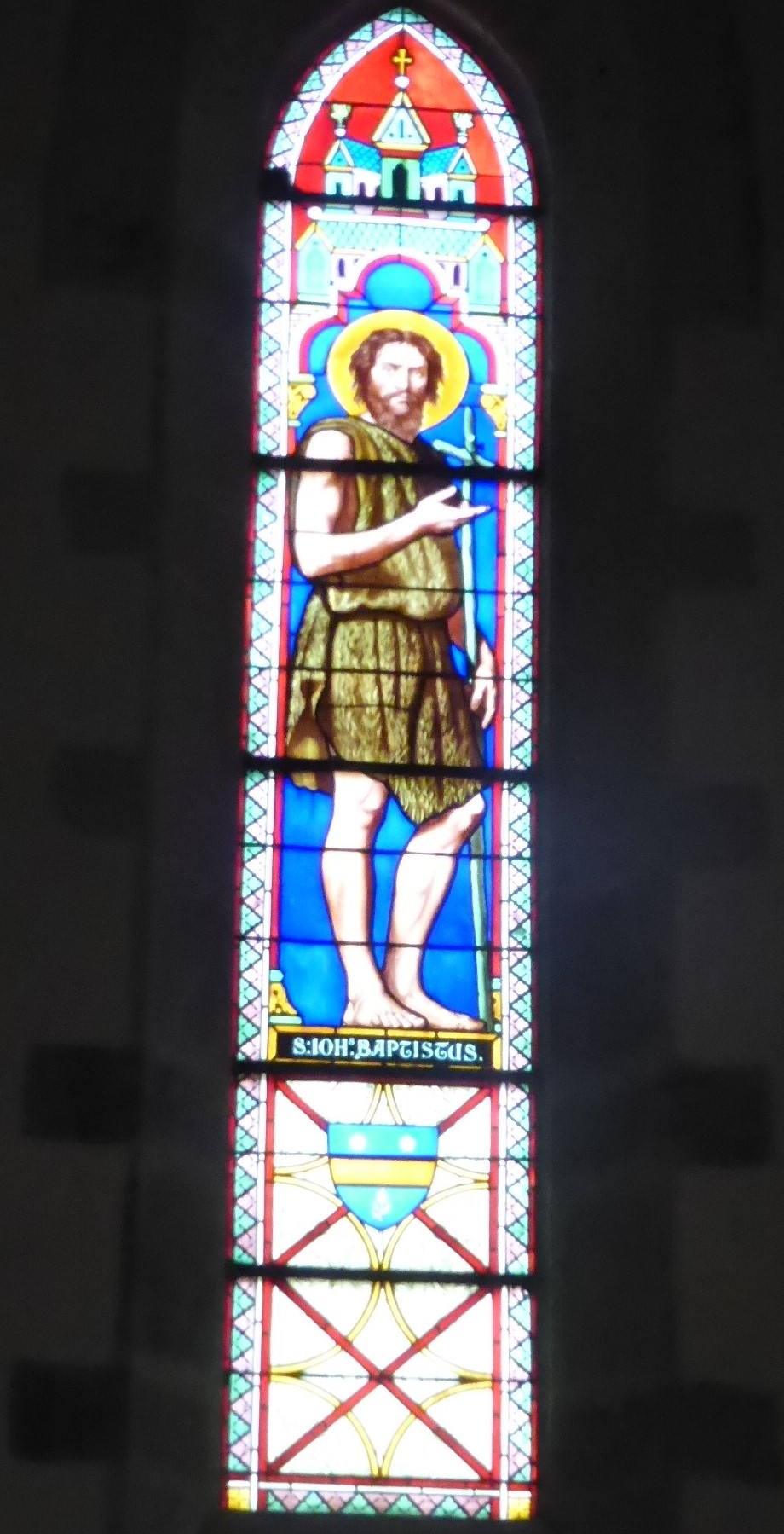
Saint Jean-Baptiste.
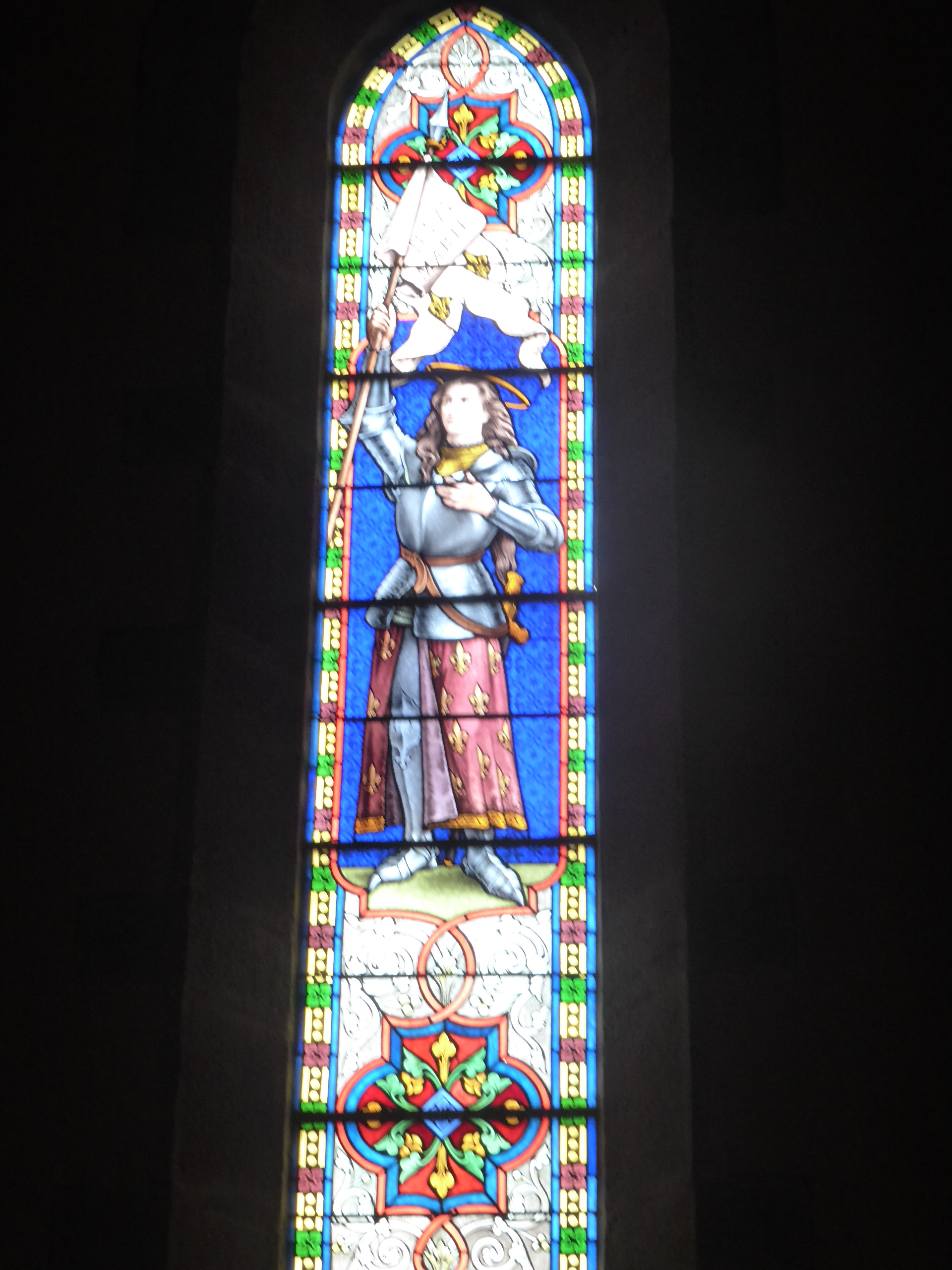
Sainte Jeanne d'Arc.
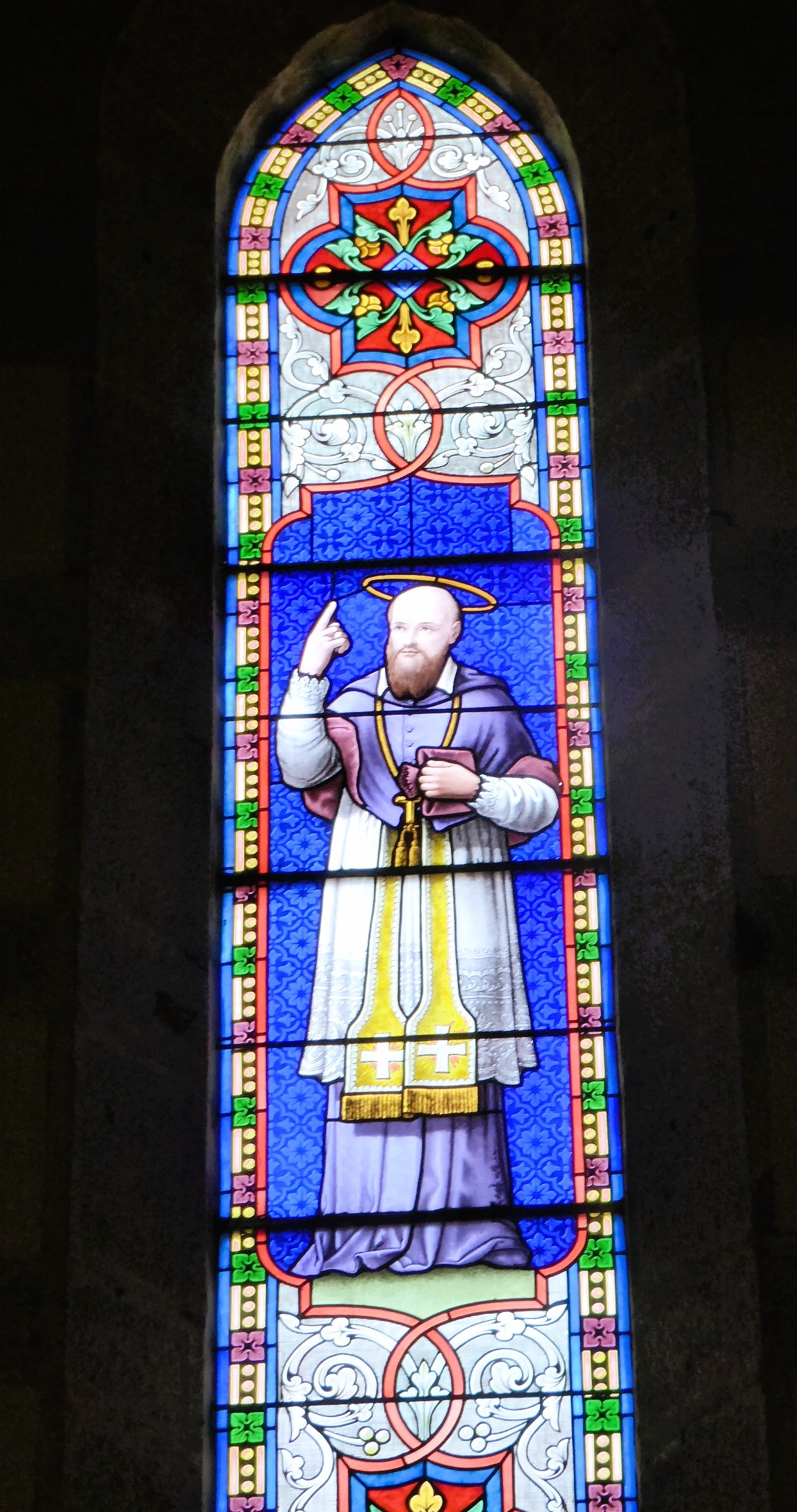
Saint François de Salles.
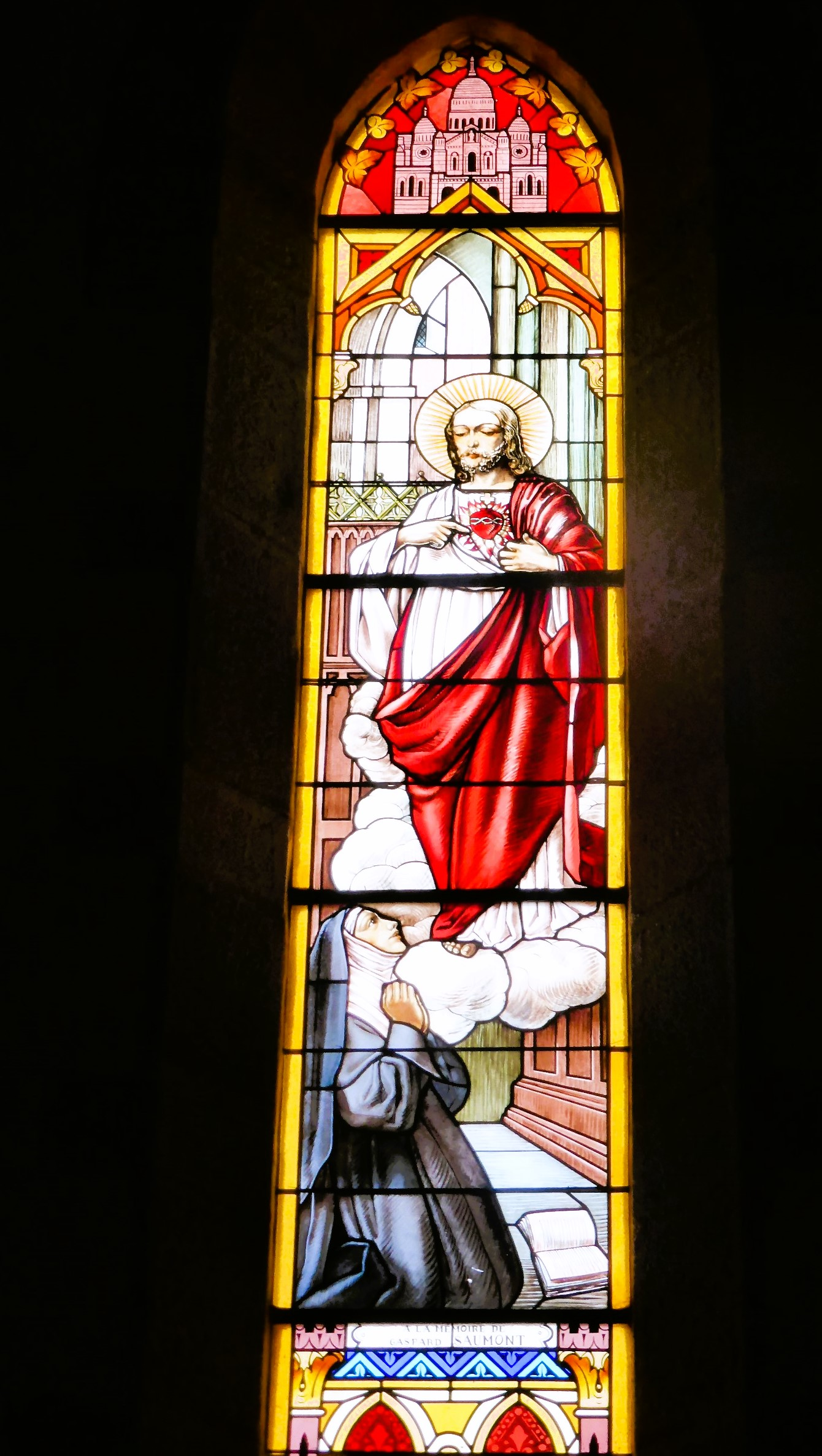
Vitrail du sacré coeur.
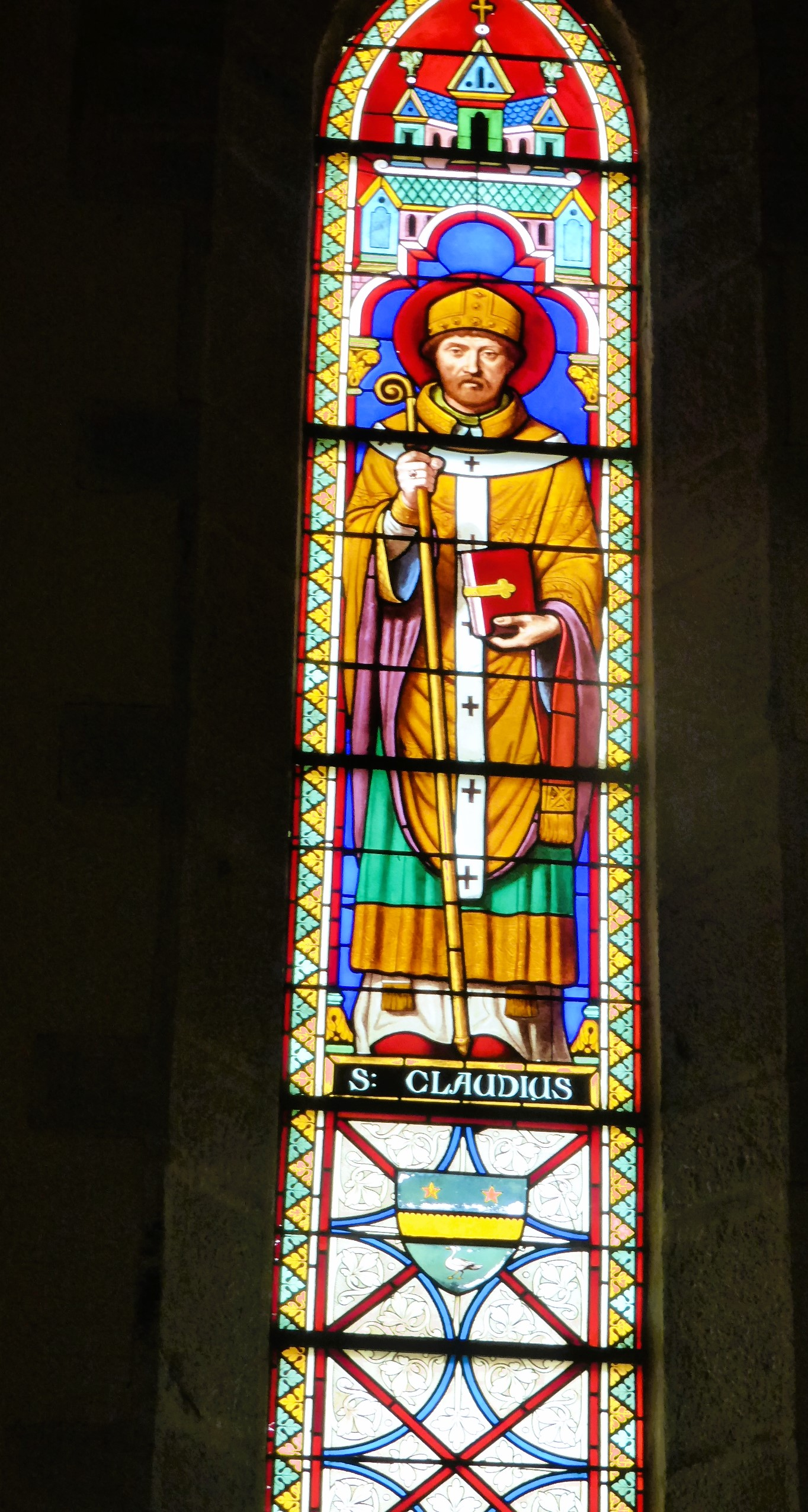
saint Claudius
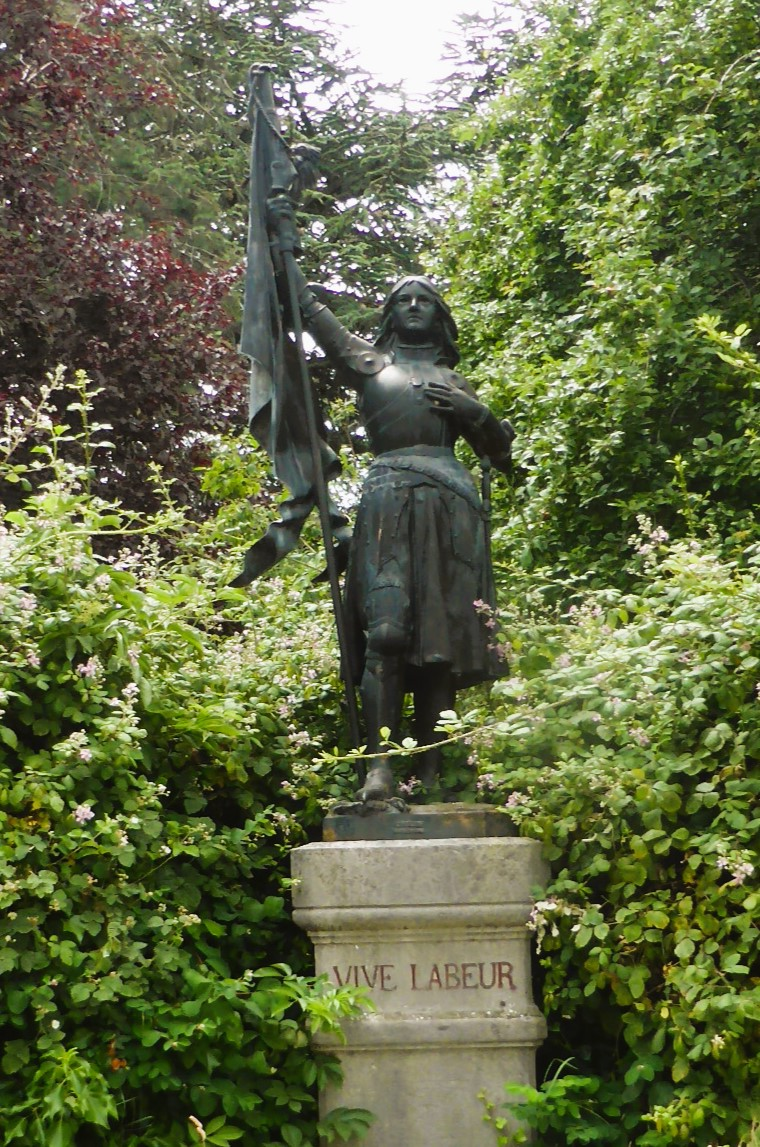
Statue de Jeanne d'Arc.

La présence d’une chapelle dédiée à la Vierge Marie dans la dernière travée de la nef latérale droite est dans le respect de la tradition. La statue est en stuc. Assez logiquement, la chapelle qui lui fait pendant à gauche est dédiée à saint Laurent, éponyme de la commune. Particulièrement remarquable est le devant d’autel de la Vierge taillé dans le marbre. De part et d’autre du motif central représentant la nativité, les litanies rappellent les titres qui lui sont attribués. Les sculpteurs ont également prouvé leur maîtrise en ciselant le bénitier et les fonts baptismaux. « La cuve est de forme octogonale [...] Le socle, également octogonal, est orné d'arcatures en réserve et repose sur une base fortement mouluré ».

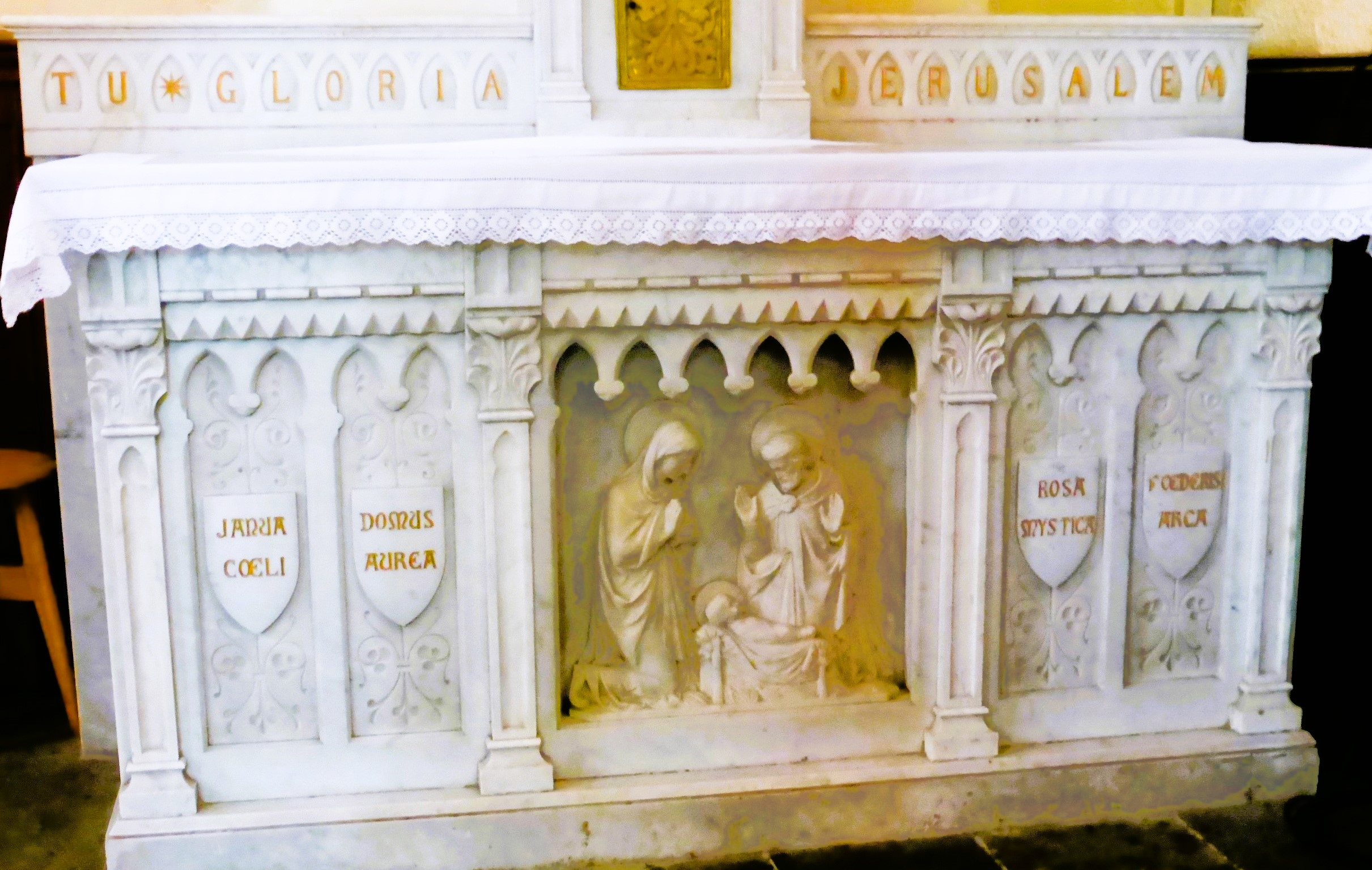
Devant d'autel de la Vierge.
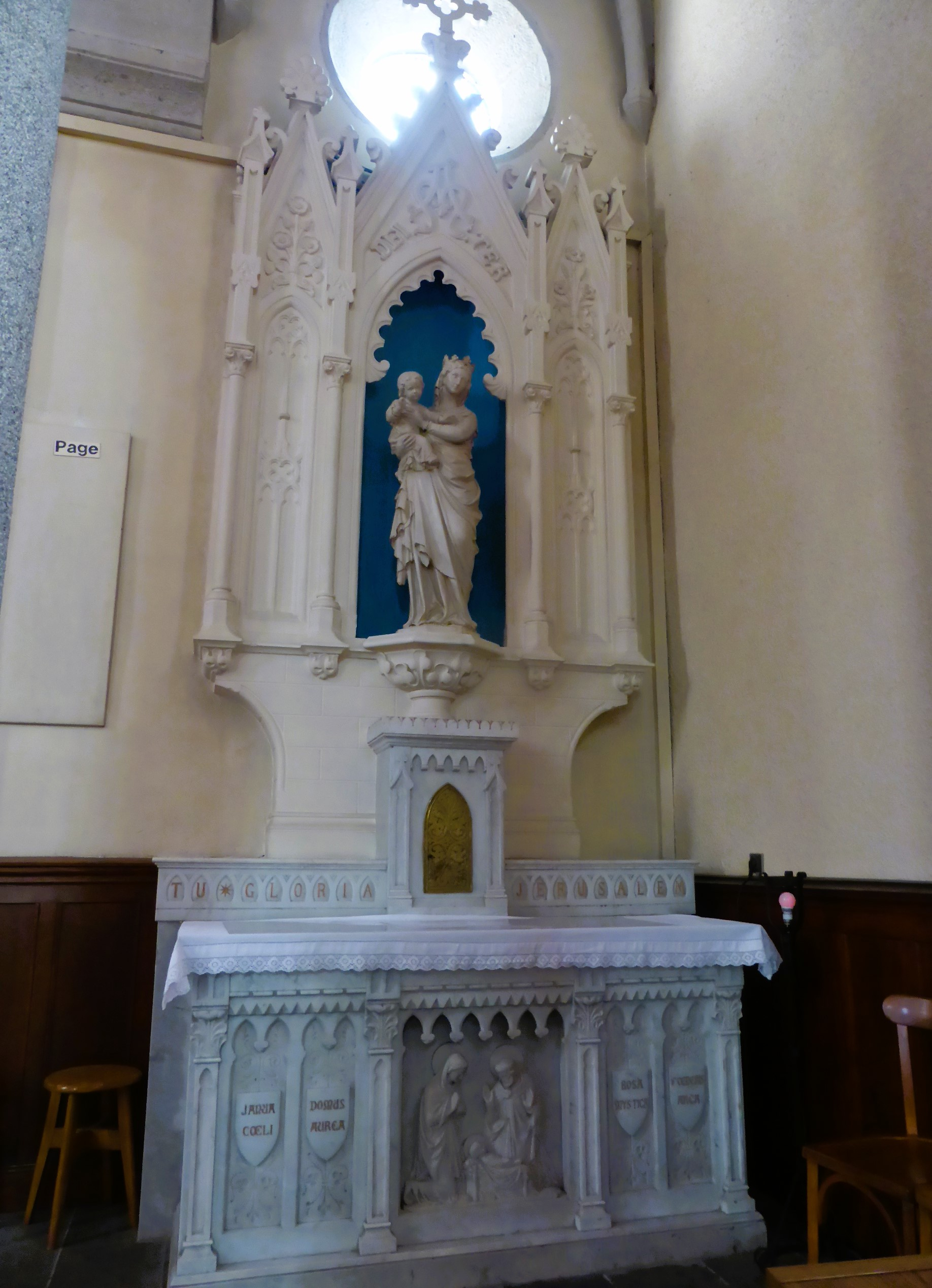
Autel de la Vierge.
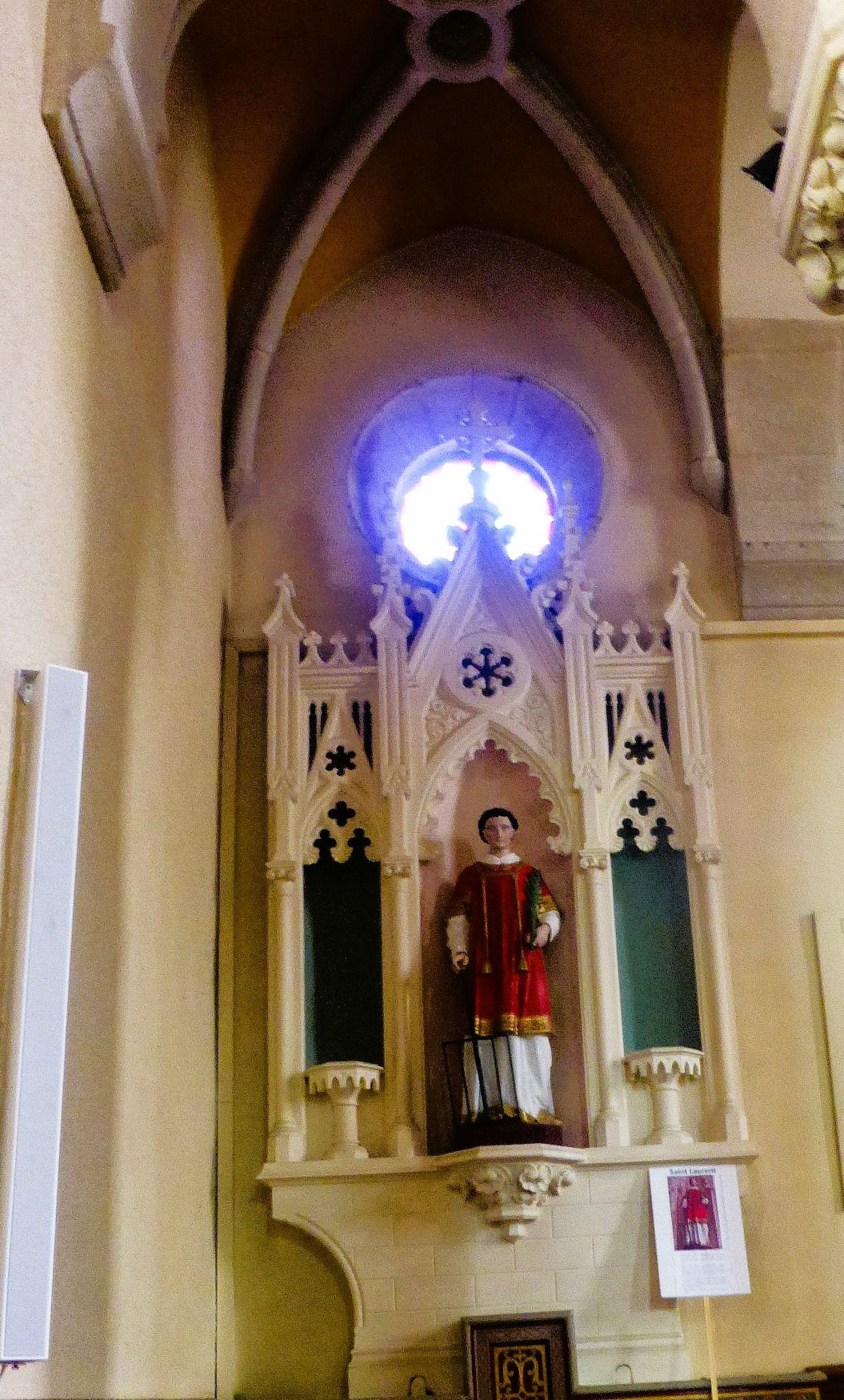
Autel de Saint-Laurent.
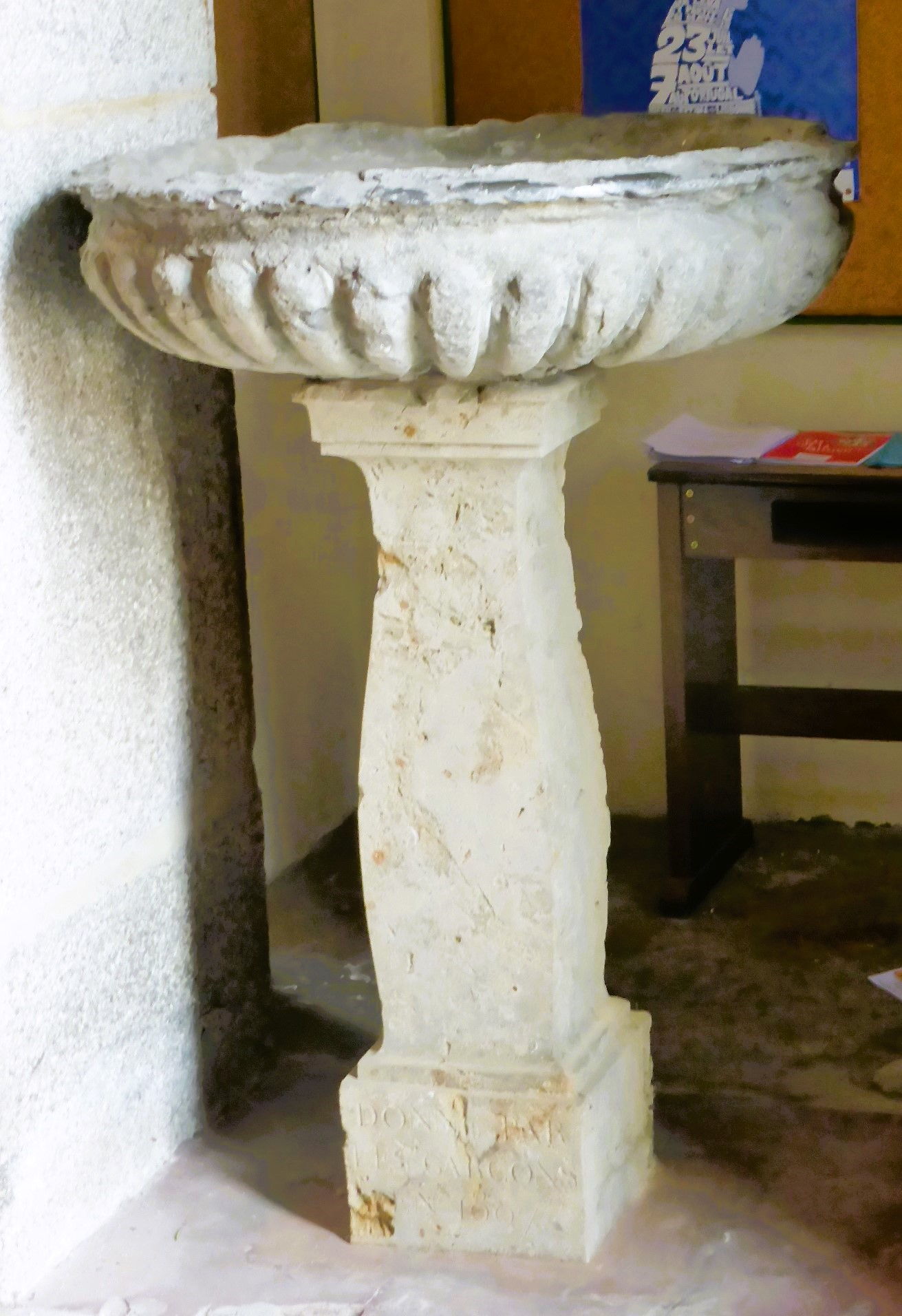
Bénitier.
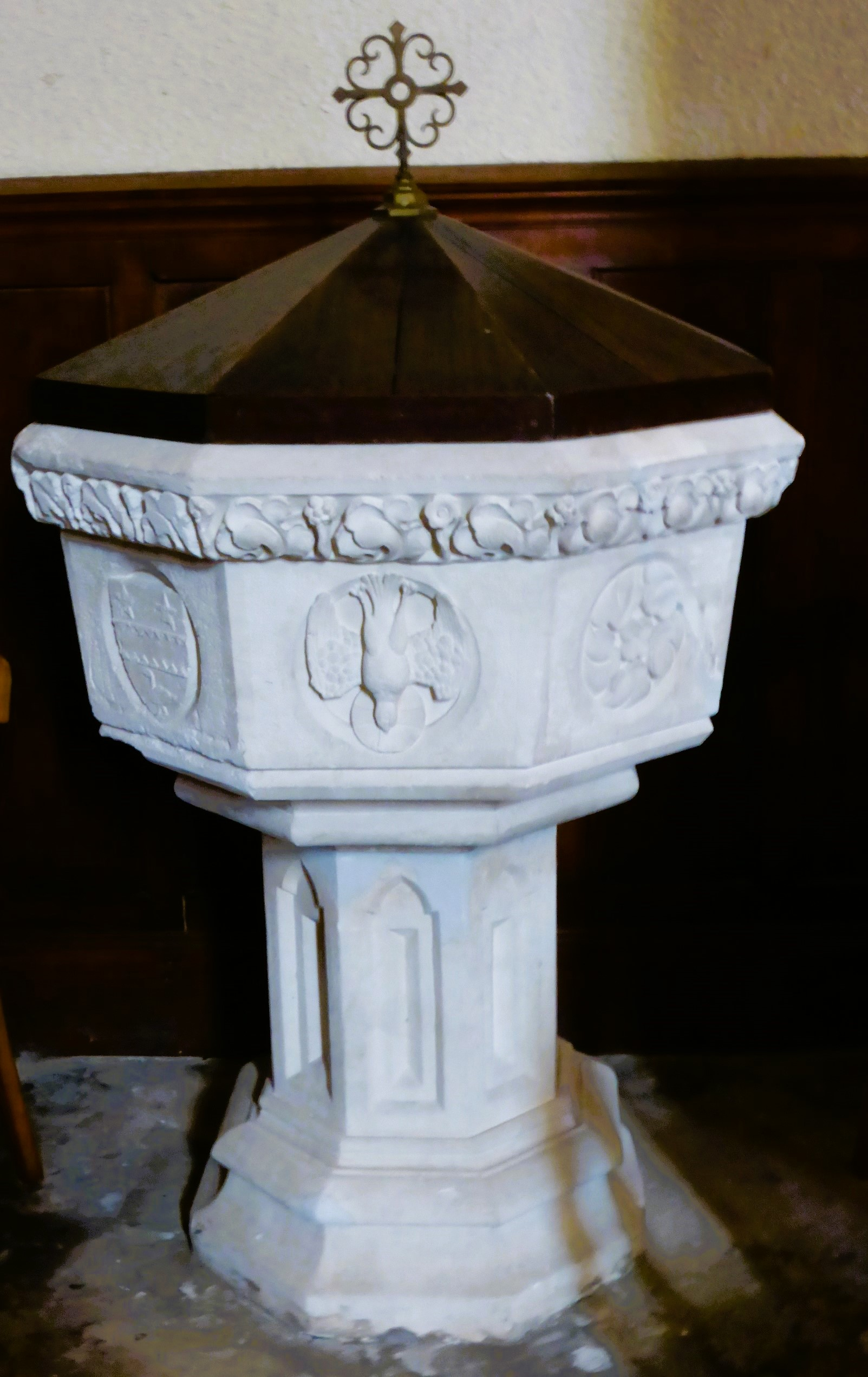
Fonts baptismaux.

##### Les croix
Des 13 croix répertoriées dans le préinventaire 2 seulement sont en pierre. Les autres sont en métal. Bien réparties sur l’ensemble du territoire, elles sont dressées sur des socles de pierre. Elles ne remontent pas au-delà du milieu du XIXe siècle car les anciennes ont été détruites pendant la Révolution. Quant aux héros morts pour la patrie en 1914-18, la commune et la paroisse ont tenu également à les honorer.

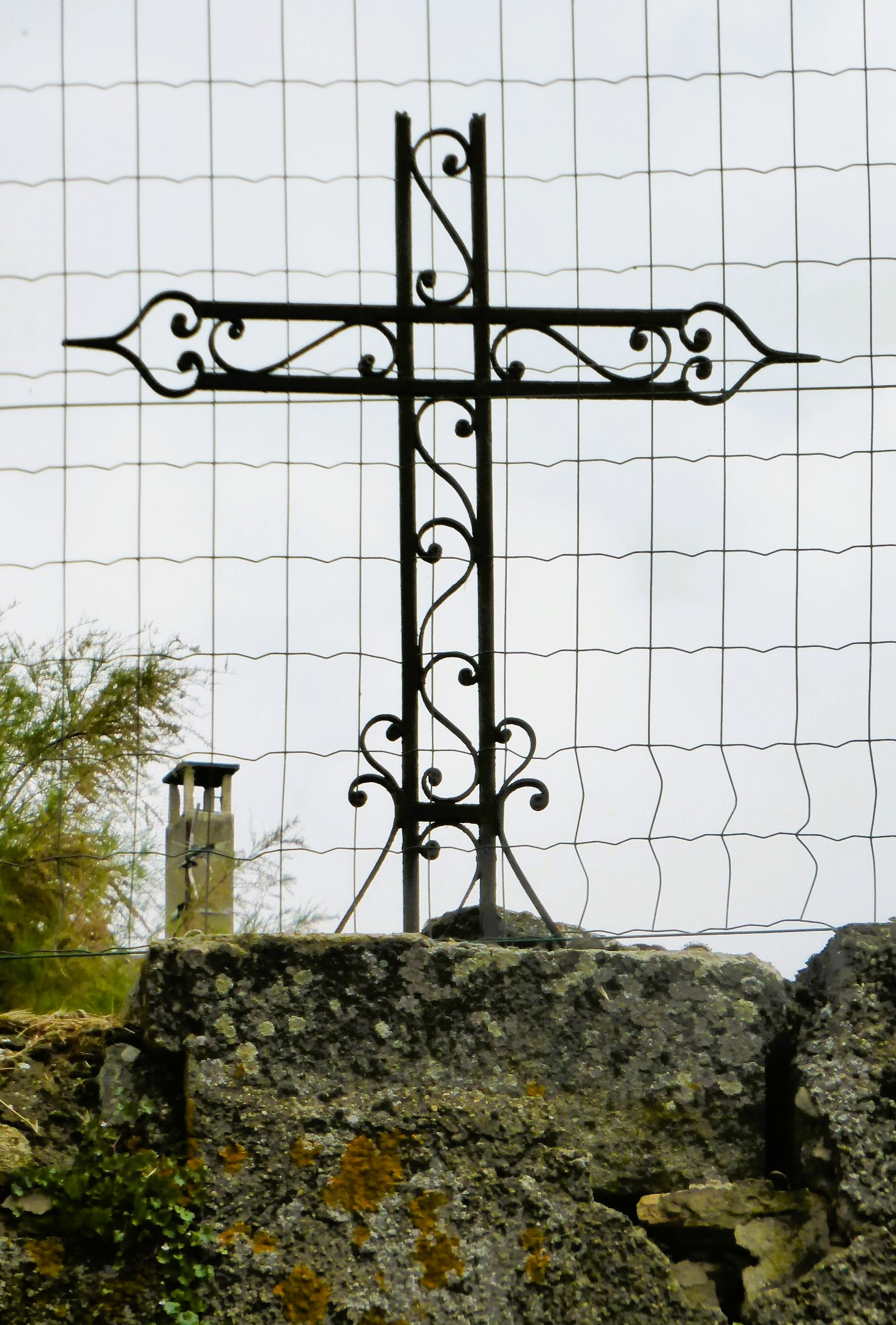
Croix Péronnet.
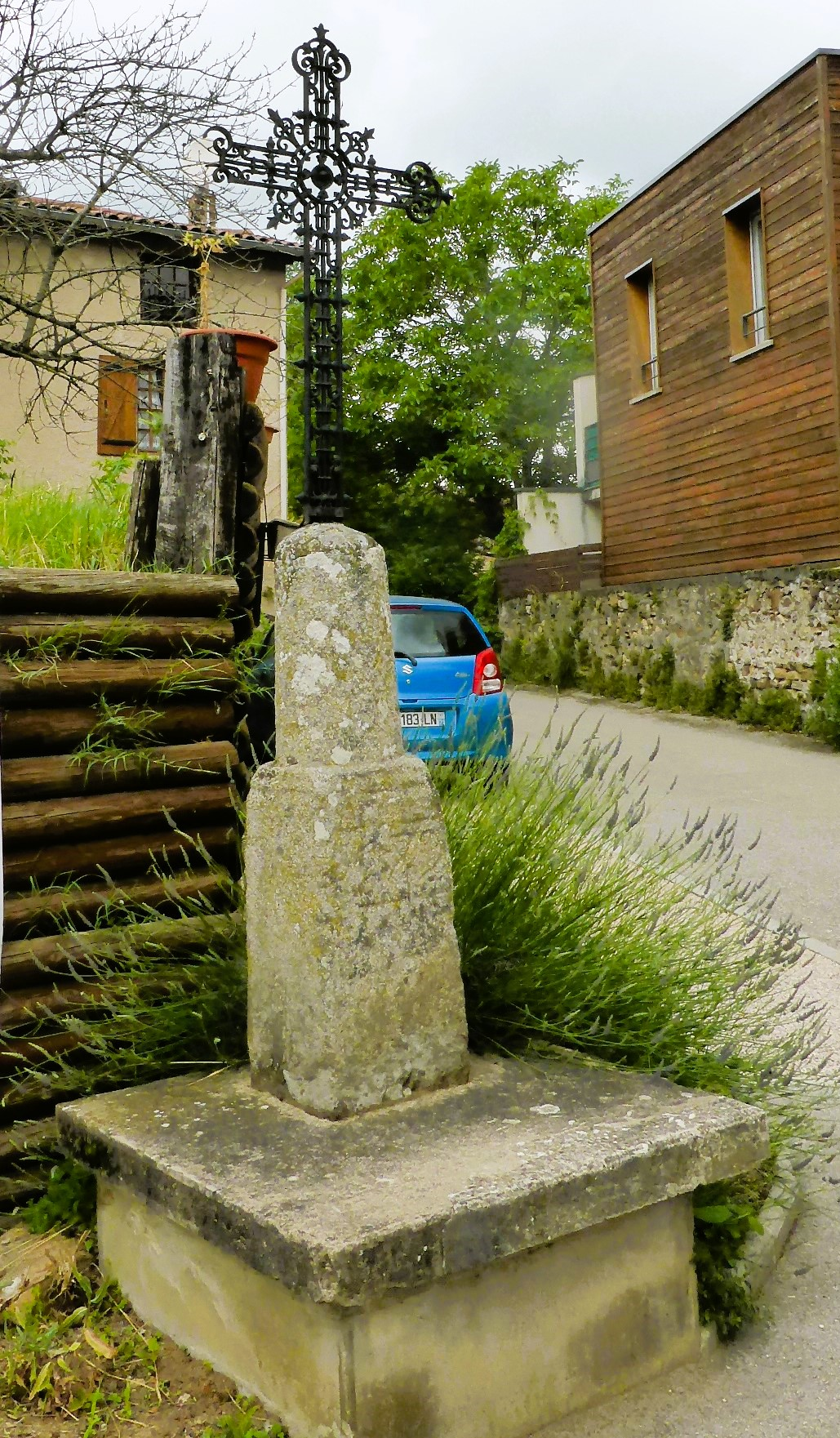
Croix des Rameaux.
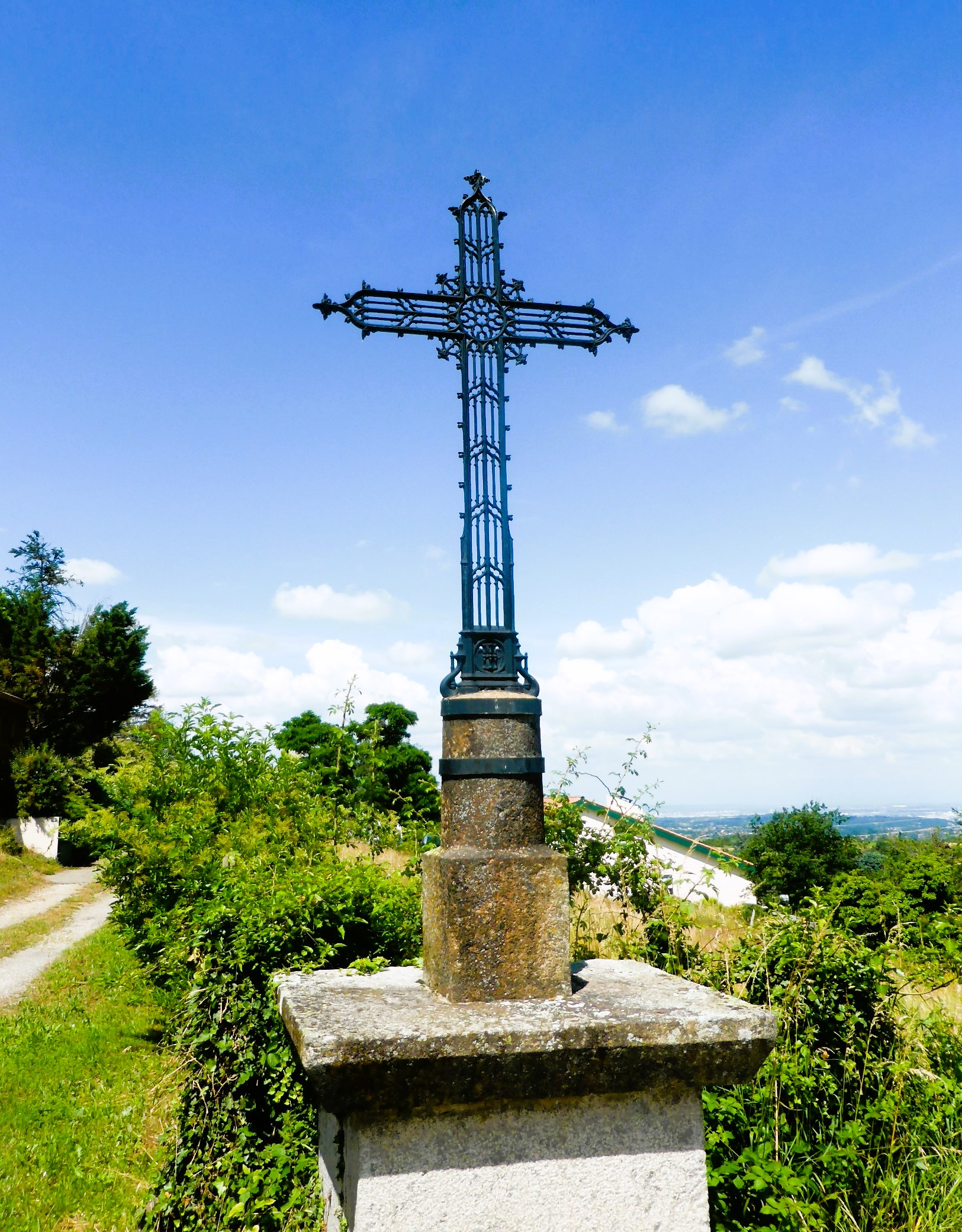
Croix de Saint-Vincent.
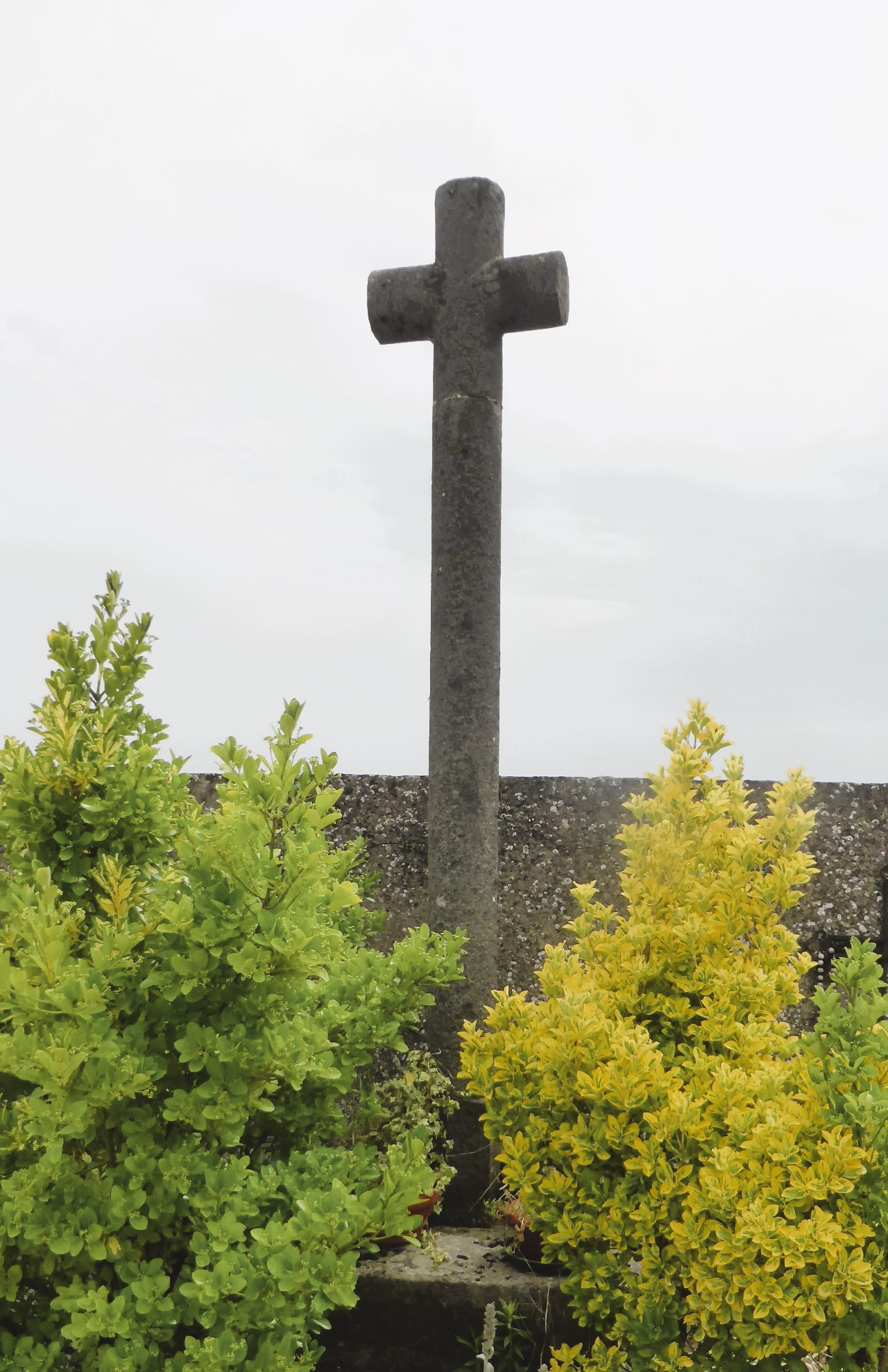
Croix du cimetière.
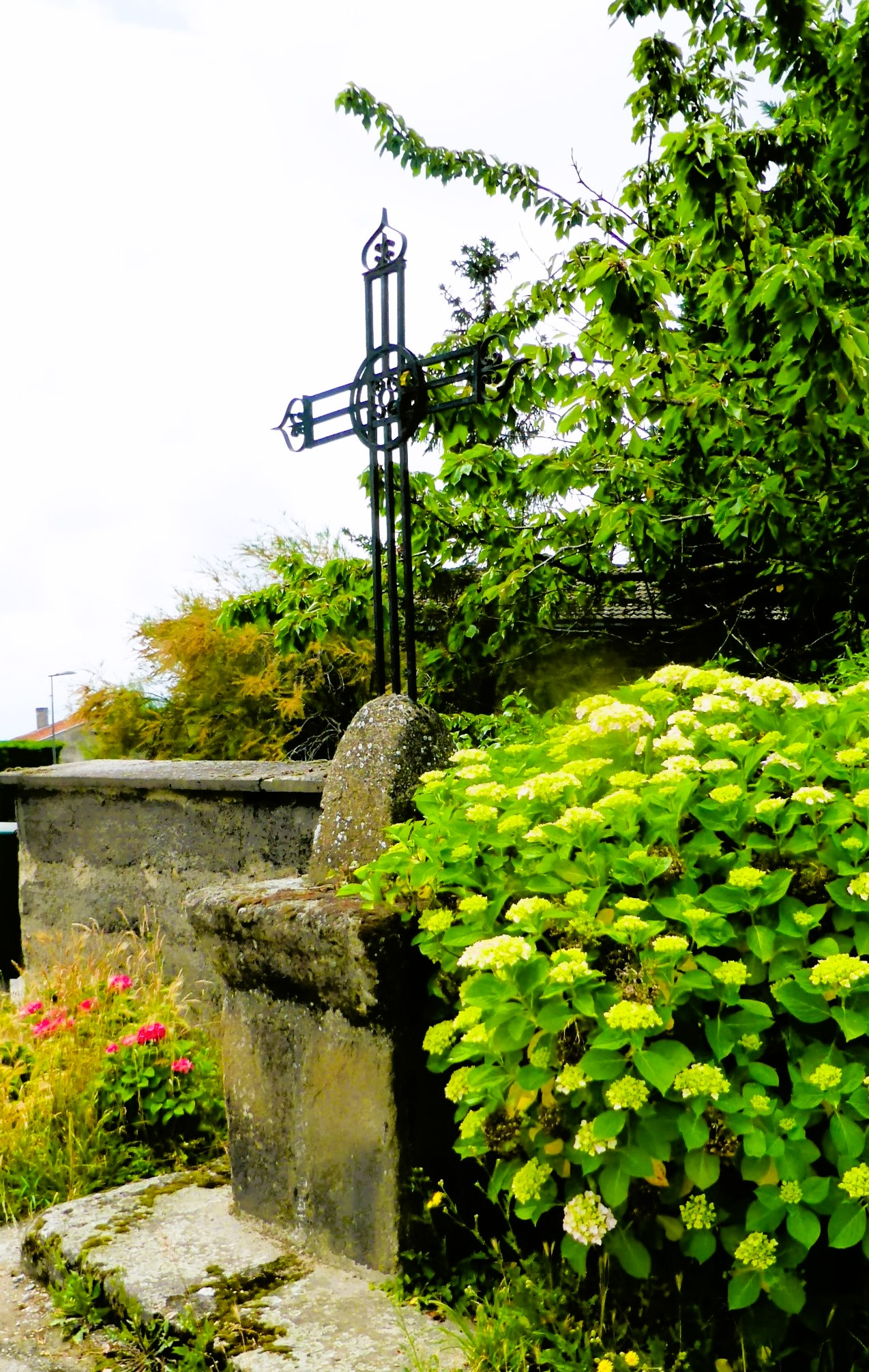
Croix de la Pérouse.
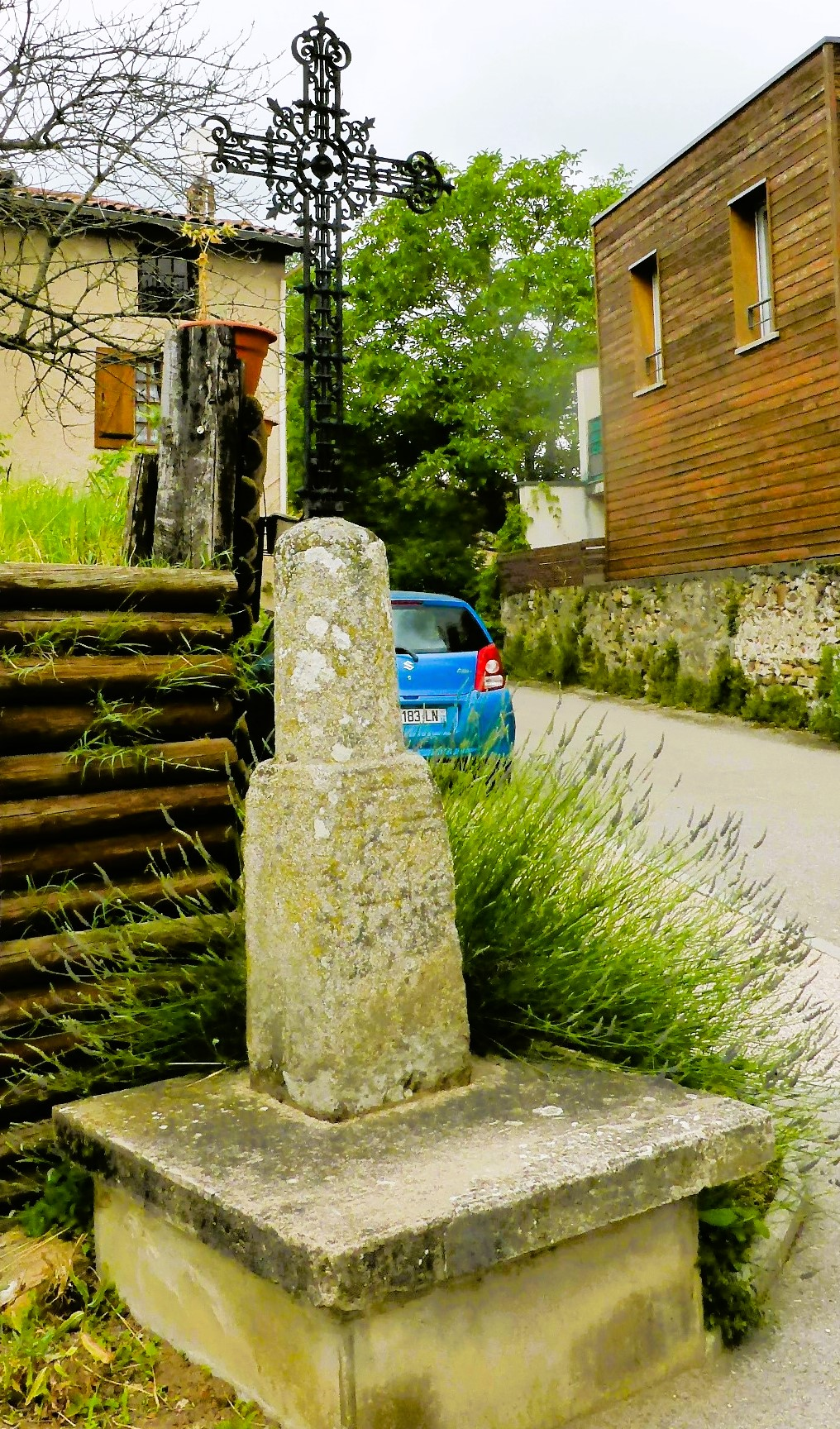
Croix Matazine.
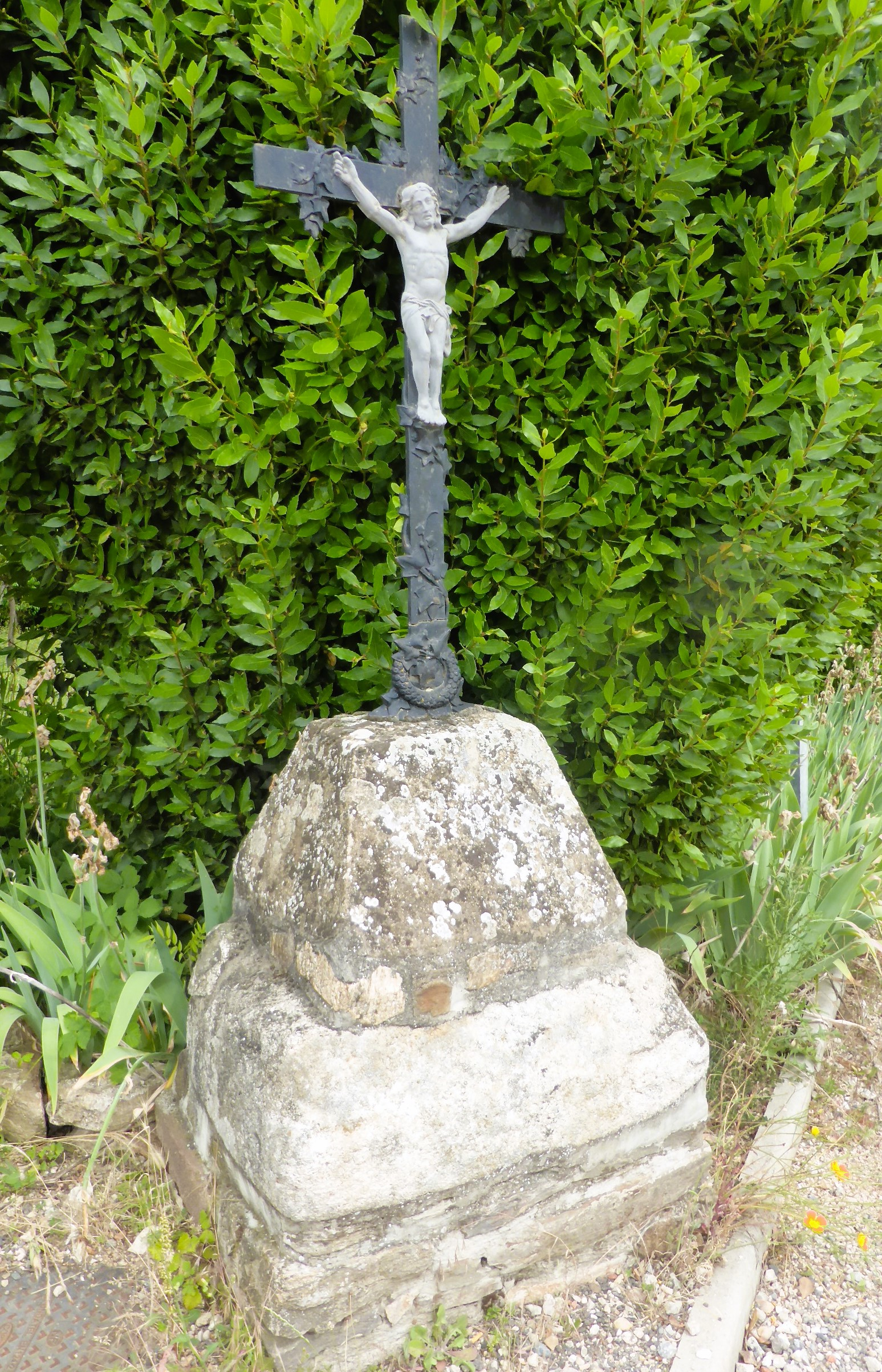
Croix de la Cabiotte.
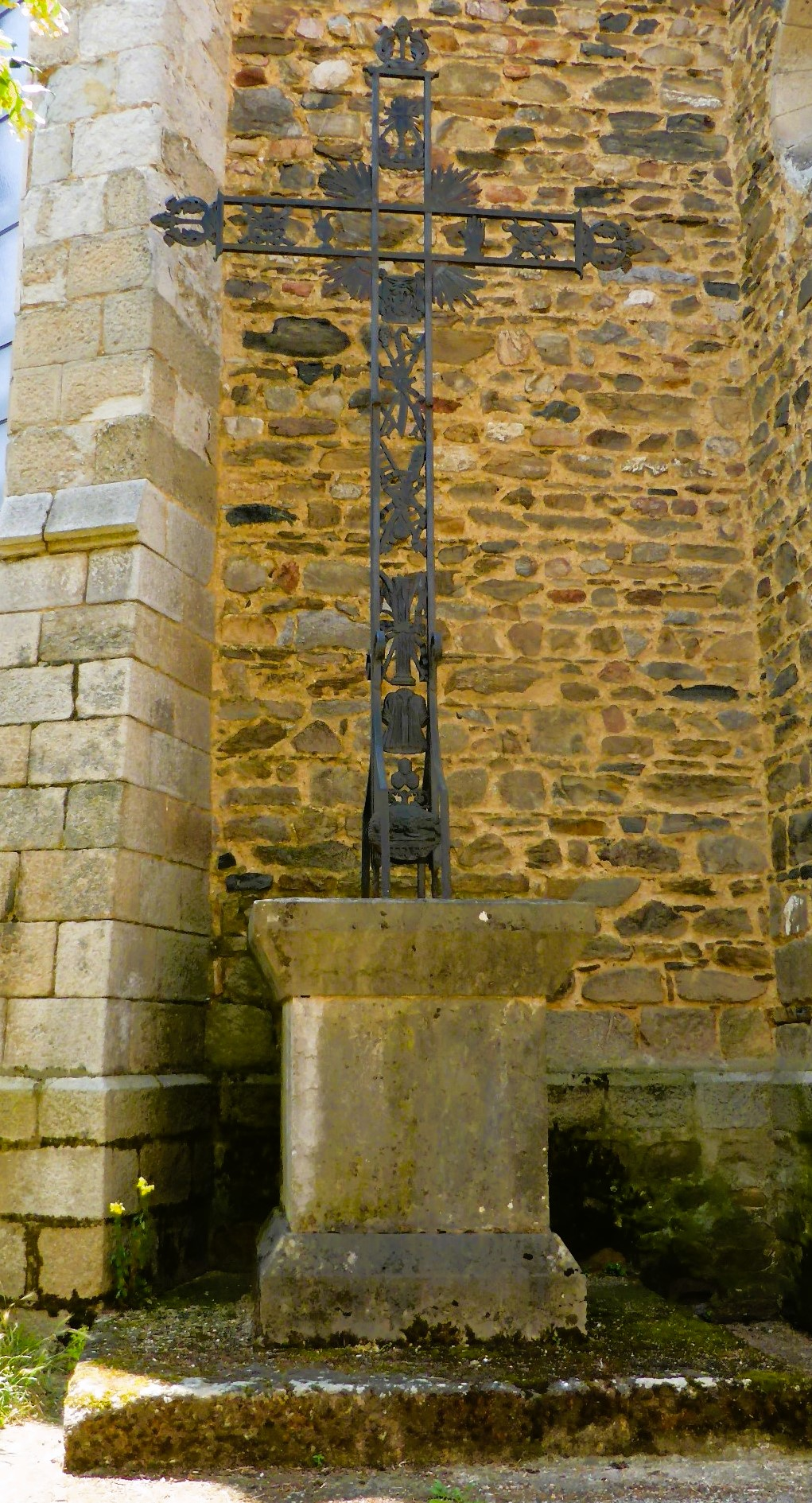
Croix de mission.
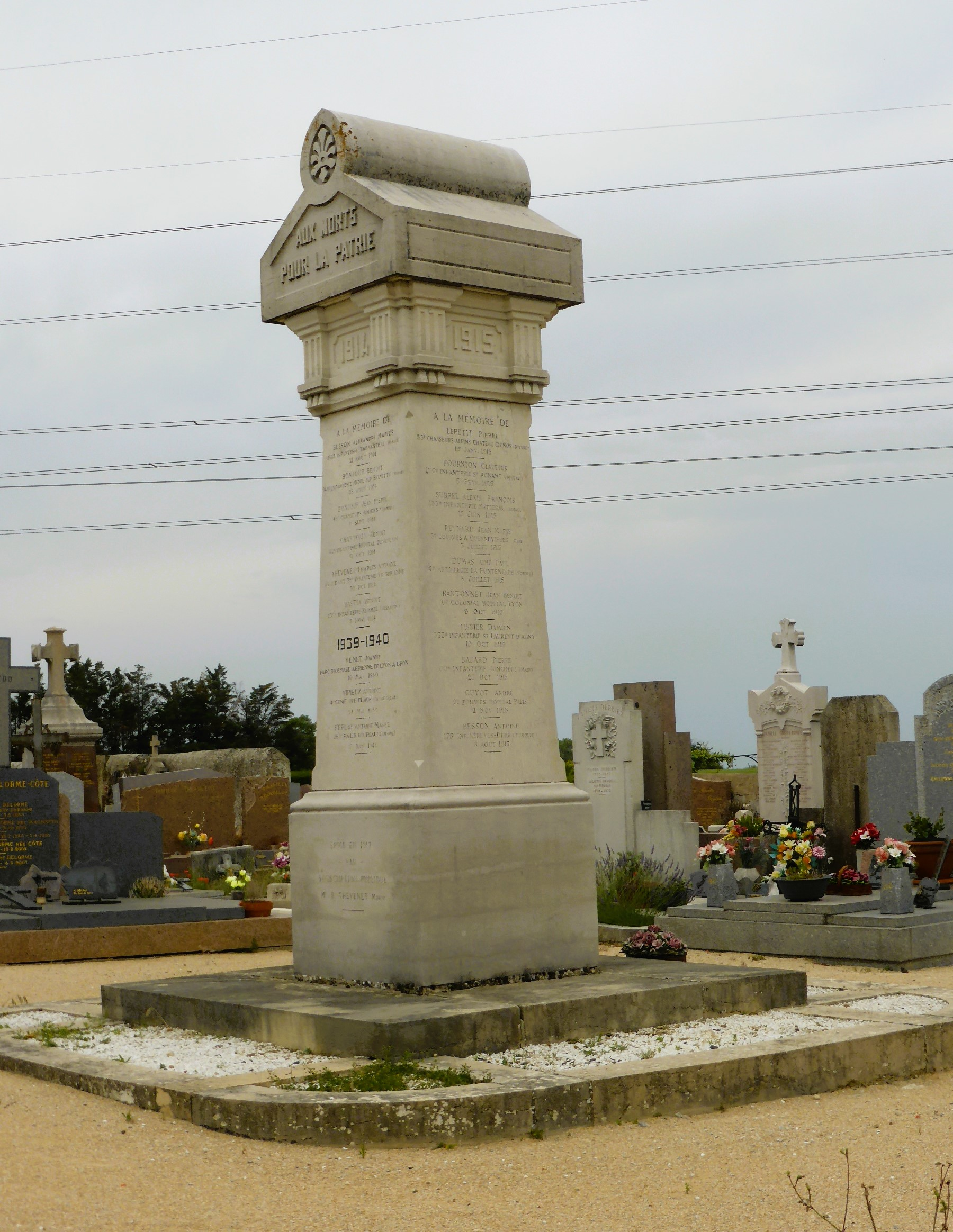
Morts de 1914-18 au cimetière.
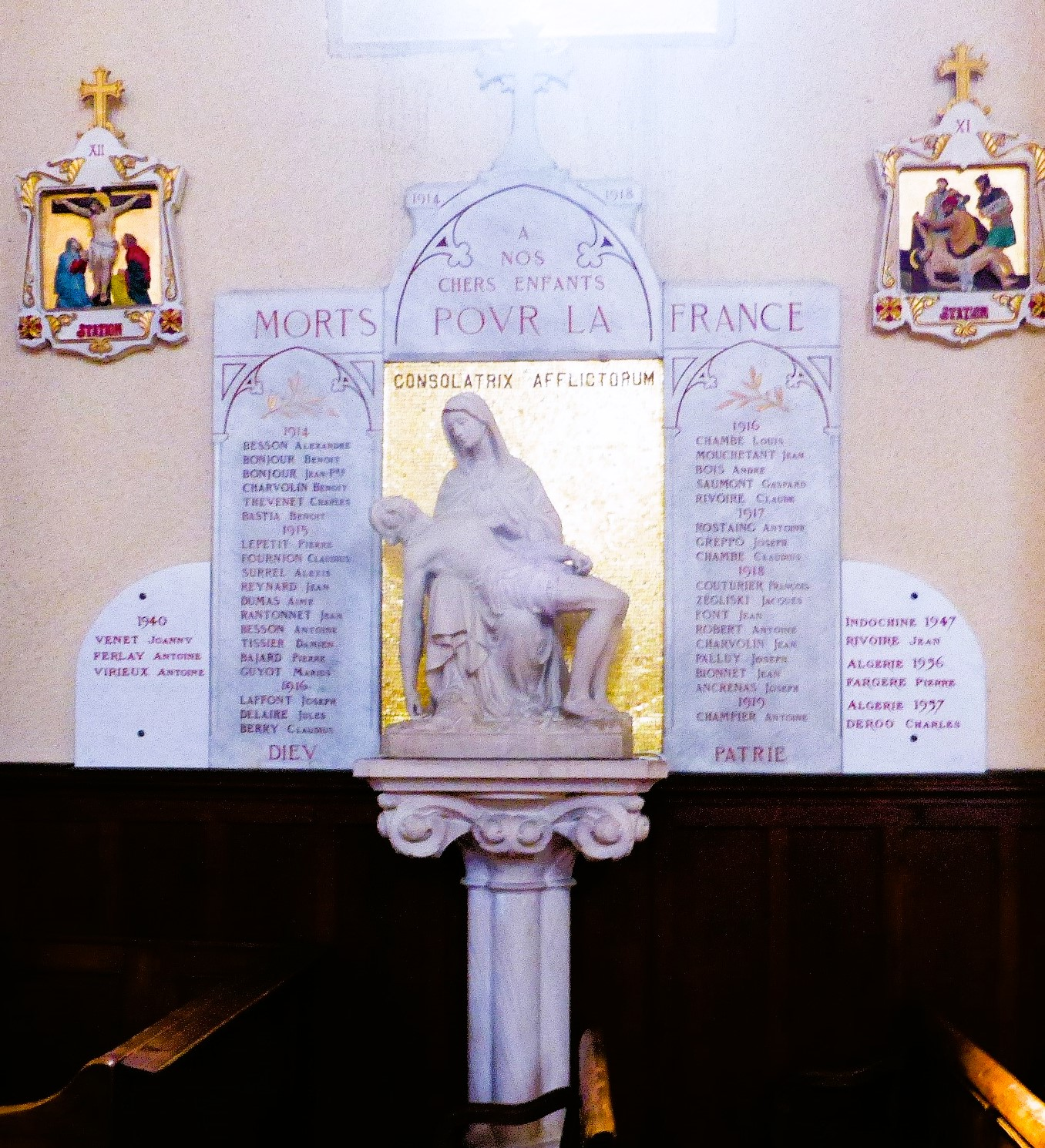
Morts de 1914 dans l'église.

### Saint-Laurent-d'Agny aujourd'hui

#### L'essor démographique
On peut parler d’un dépeuplement prolongé dans le deuxième après-guerre, le minimum de 638 habitants étant atteint en 1962. 2137 personnes sont recensées en 2018, ce qui représente plus qu’un triplement (une multiplication par 3
On peut parler d’un dépeuplement prolongé dans le deuxième après-guerre, le minimum de 638 habitants étant atteint en 1962. 2137 personnes sont recensées en 2018, ce qui représente plus qu’un triplement (une multiplication par 3,3). Cette croissance est liée à un courant migratoire régulièrement entretenu. Entre 1968 à 1975 la variation annuelle de 4,1 % en dépendait quasi exclusivement. Dans la dernière décennie du XXe siècle, il comptait encore pour 1,6 % dans une augmentation globale de 2,3%. On observe un net tassement pour ne pas parler d’une légère inversion de tendance depuis le début du XXIe siècle.
Le logement de ces nouveaux habitants n’a été possible que par un intense effort de construction. L’âge du patrimoine immobilier traduit ce rajeunissement. Il n’est plus que de 18,5% pour la période antérieure à 1919 et guère plus important si l’on ajoute les 5,8% de l’Entre-Deux-Guerres et même les 7,8% de 1946 à 1970. Le choix de la maison individuelle a toujours la préférence sur l’appartement en immeuble. Son pourcentage de 80,8 en 2020 reste stable par rapport aux 82,2 de 2009. Le bourg traditionnel s’est étoffé de lotissements au nord comme au sud de telle sorte que l’urbanisation forme aujourd’hui un ruban continu sur près de 1,5 km de la Croix des Rameaux à Goiffieux suivant l’axe de la RD 30. Sur le coteau au pied de Saint Vincent, bien exposé lui aussi au midi, cette urbanisation a pris une forme plus diffuse.

##### Le problème de l'emploi

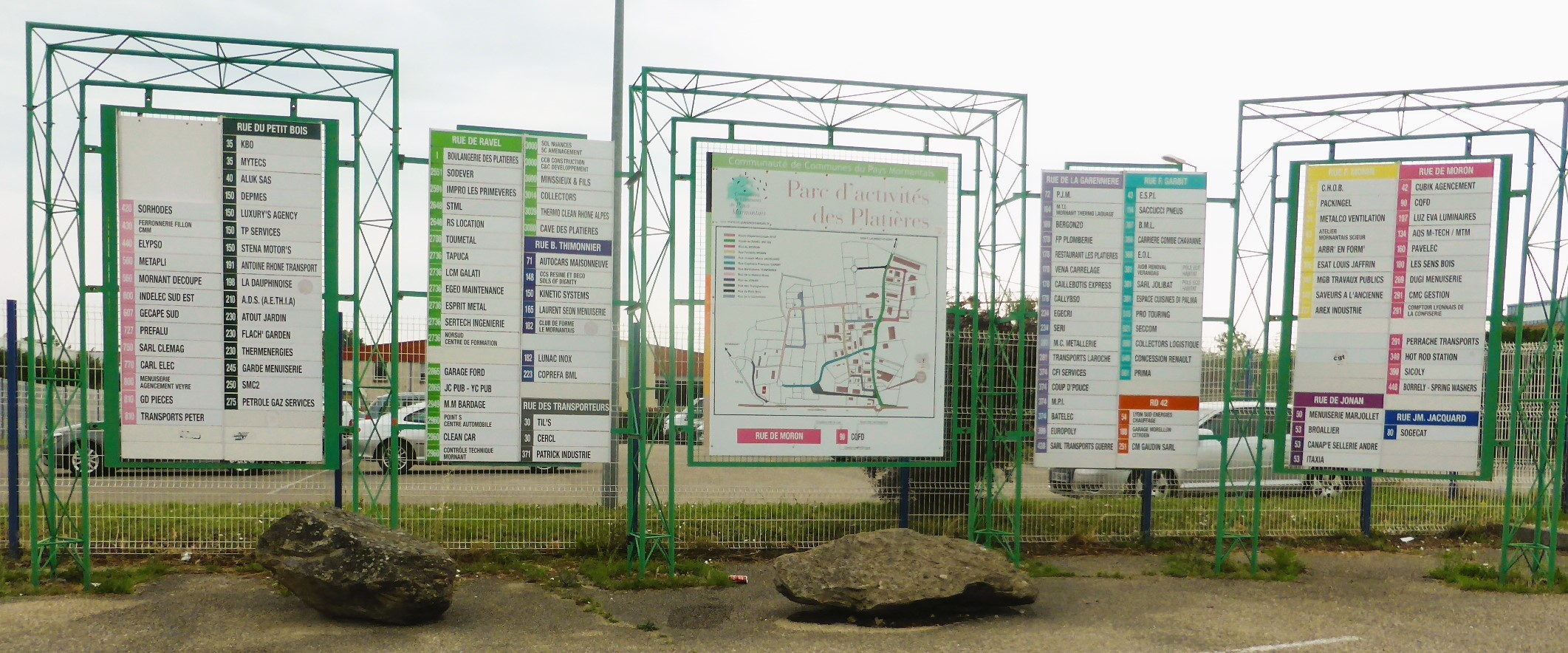

Cette nouvelle population se caractérise par une surreprésentation des catégories fortement diplômées. En 2020, 50,7 % des actifs ont eu une formation universitaire, parfois même de très haut niveau : 14,1 % ont un cursus égal ou supérieur à 5 ans. L’analyse des catégories socio-professionnelles corrobore ces données. Les cadres hautement qualifiés comptent à eux seuls pour 26,1 %. En ajoutant les professions intermédiaires on totalise 47,2 %. Quant aux catégories les plus modestes, en additionnant les 13,5 % d’employés et les 5,2 % d’ouvriers on ne totalise que 18,7 %. Les offres d’emploi sur le territoire de la commune ne correspondent aux attentes d’une telle population ni qualitativement ni quantitativement. Les statistiques font état en 2020 de 614 offres dans la zone alors que les demandeurs sont au nombre de 1023. Ce qui est vrai dans la généralité des cas peut l’être également pour les personnes les moins qualifiées. Certes, les responsables chargés du développement économique au niveau de la communauté mornantaise ne sont pas restés inactifs. Le parc d’activités des Platières au bas de la commune, idéalement desservi par la route départementale, pour parti situé sur le territoire de Saint-Laurent-d’Agny, en impose par sa vaste étendue mais les habitants de la commune n’y exercent pas forcément un droit de priorité.

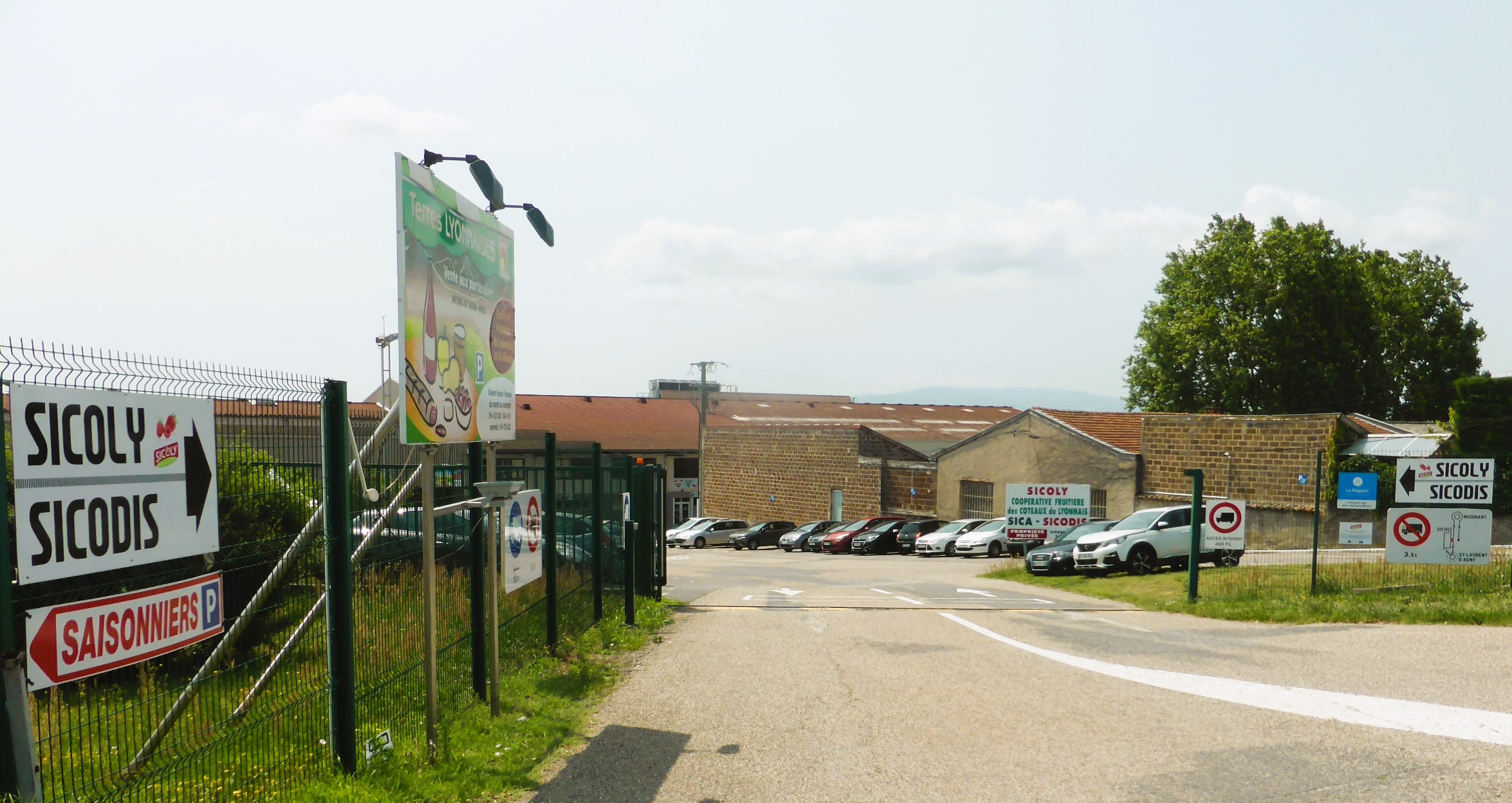
La Sicoly.

Avant de clore cette rubrique, il apparaît nécessaire de rappeler, que l’activité agricole, reste très présente dans la commune bien que n‘occupant que 2,1% des ménages. Le meilleur symbole en est l’existence d’une importante coopérative. La SICOLY (SIca des Coteaux du LYonnais) dispose dans le quartier de Goiffieux d’imposants bâtiments de collecte, de stockage, depuis 1978 de surgélation. Fondée en 1962, elle regroupe aujourd’hui 120 membres cultivant 570 ha de vergers et récoltant 10 000 tonnes de fruits dans un rayon de 50 km. Elle donne de l'ouvrage à une centaine de salariés. Sa clientèle, d’envergure nationale, est constituée de pâtissiers, restaurateurs, glaciers et barmen.
Il est donc logique de conclure que Saint-Laurent-d’Agny est devenu une typique commune dortoir, ce que confirme la statistique : 13,5 % ont leur emploi dans la zone, 86,5% devant migrer quotidiennement pour rejoindre leur lieu de travail. La desserte par les transports en commun (les cars du Rhône, car la commune n’est pas desservie par les TCL) est très réduite. D’où l’importance des migrations alternantes quotidiennes par voiture individuelle en direction de la métropole lyonnaise pour 87,6% des actifs.

#### Les services publics
La mairie école de 1877 et agrandie avant 1914 n’aurait plus été en mesure de satisfaire au bon fonctionnement d’une commune en forte croissance. La solution s’est imposée de construire de nouveaux bâtiments pour recevoir les nombreux élèves de l’école primaire dans le voisinage immédiat : les lotissements jouxtant le bourg, celui-ci était plus central que jamais. Ils ont été terminés en 1992. Le rez-de-chaussée de l’hôtel de ville ainsi libéré a même pu être transformé en bibliothèque. Les services municipaux sont à l’aise à l’étage. Des travaux de rénovation ont été entrepris tant à l'extérieur en 2014-2015 qu'à l'intérieur en 2022.

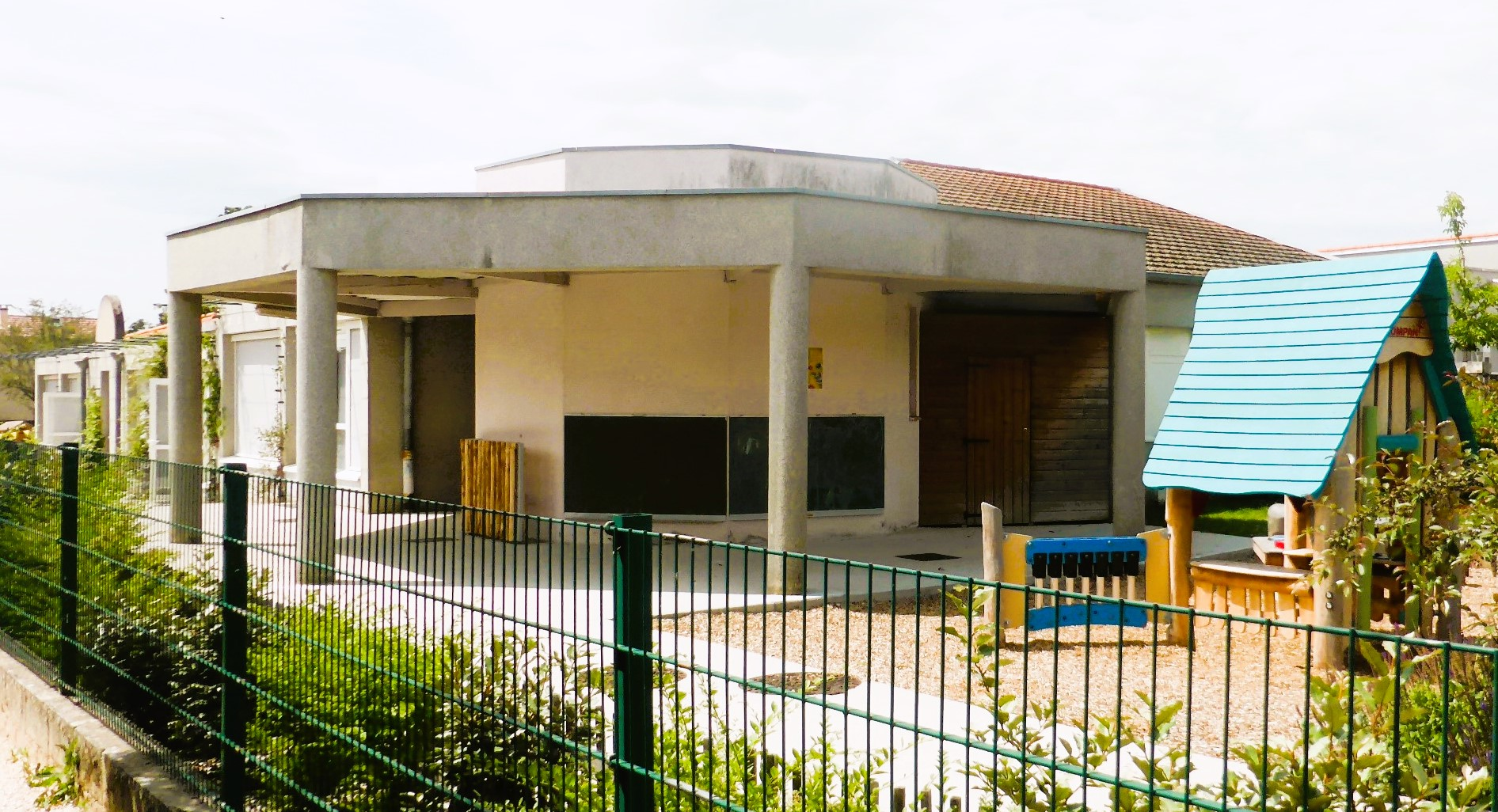
Groupe scolaire.
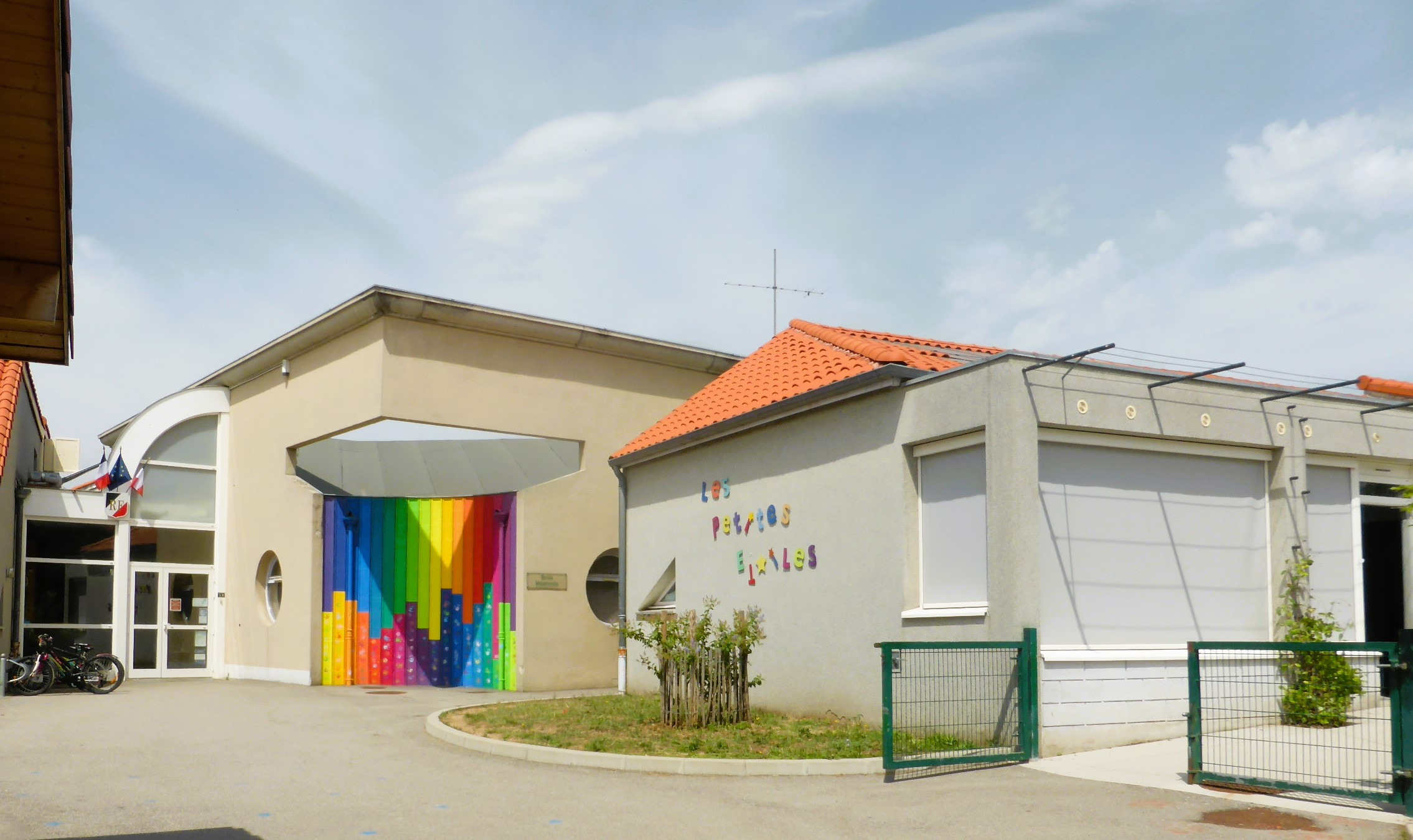
Maternelle.
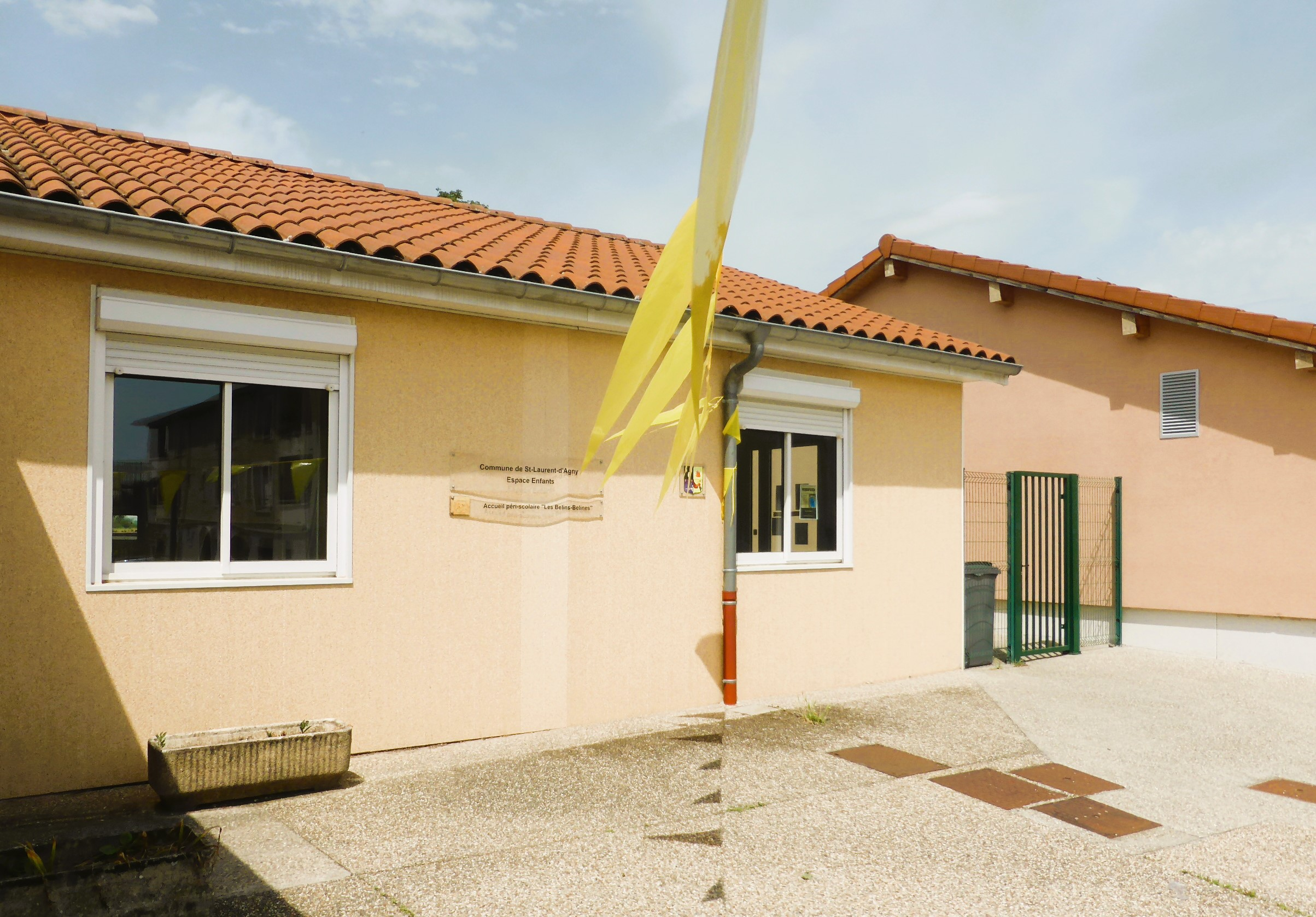
Accueil enfants.

Faute d’espace à proximité du bourg, c’est au nord-est, au lieu-dit le Planil, qu’ont été concentrées les activités de loisirs de la commune. Il faut dire que ce territoire lui appartenait depuis 1889. La propriétaire du château de Cibeins lui avait fait alors don de 9,5 ha. Elle avait posé ses conditions. « Les revenus dudit domaine seront distribués par le bureau de bienfaisance aux pauvres, aux malades et surtout aux vieillards incapables de gagner leur vie de l’un et l’autre sexe ». Sa volonté est toujours respectée et les revenus des activités implantées sont versées au CCAS. Du nord au sud se succèdent terrains de foot, de basket et de boules puis, sur le tracé de l’ancienne voie ferrée, un ensemble de bâtiments abritant salle de sports et salle des fêtes ainsi que des courts de tennis, un skate parc et un parcours de santé. Là où paissaient les vaches charolaises du boucher a été créé en 1972 un étang profond de 4 mètres. Sous les ombrages de ses rives se retrouvent les pique-niqueurs et les pêcheurs de la gaule du Planil. Des jeux nautiques y sont organisés et les feux d’artifice l’illuminent le 10 août pour la Saint-Laurent.

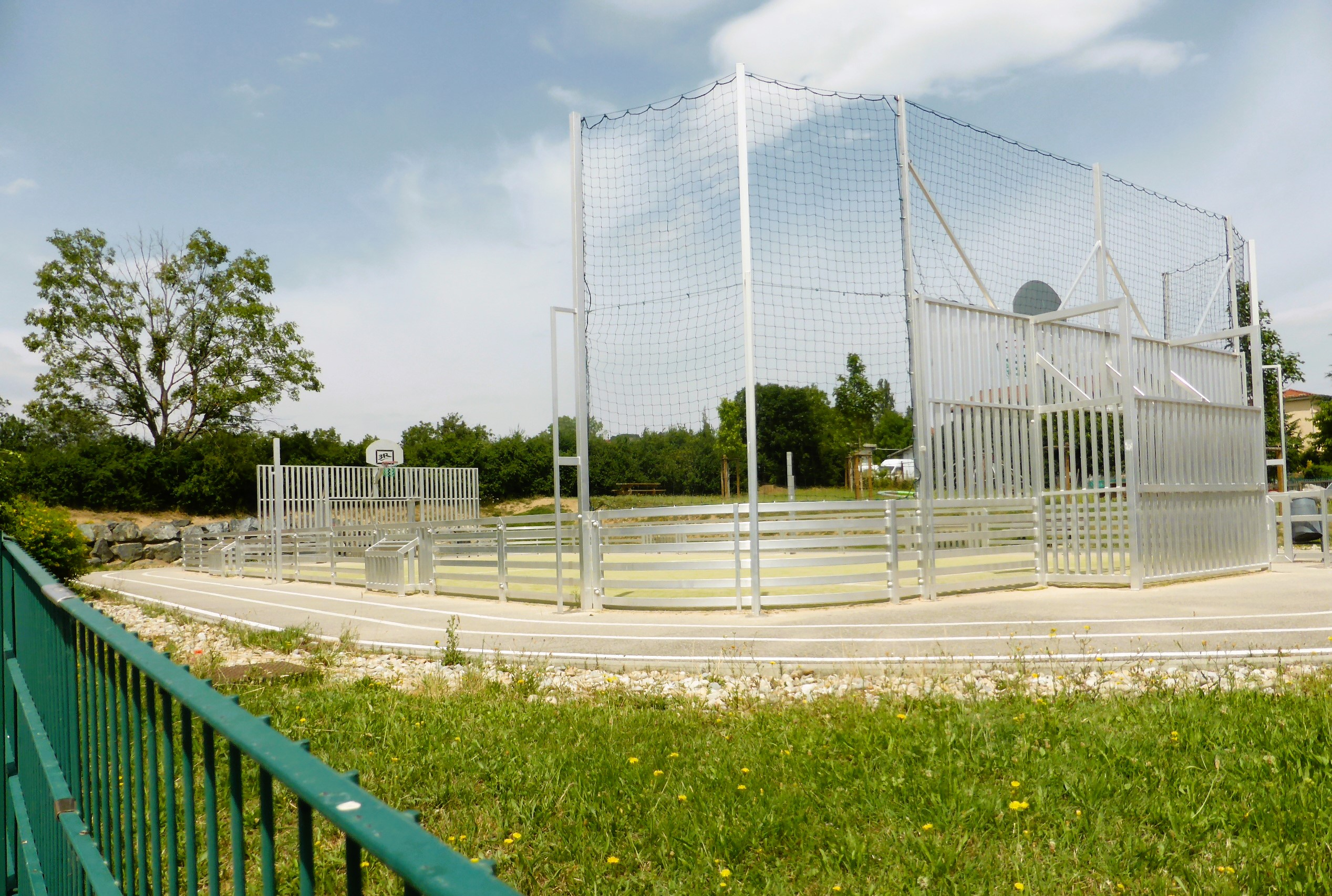
Terrain de sports.
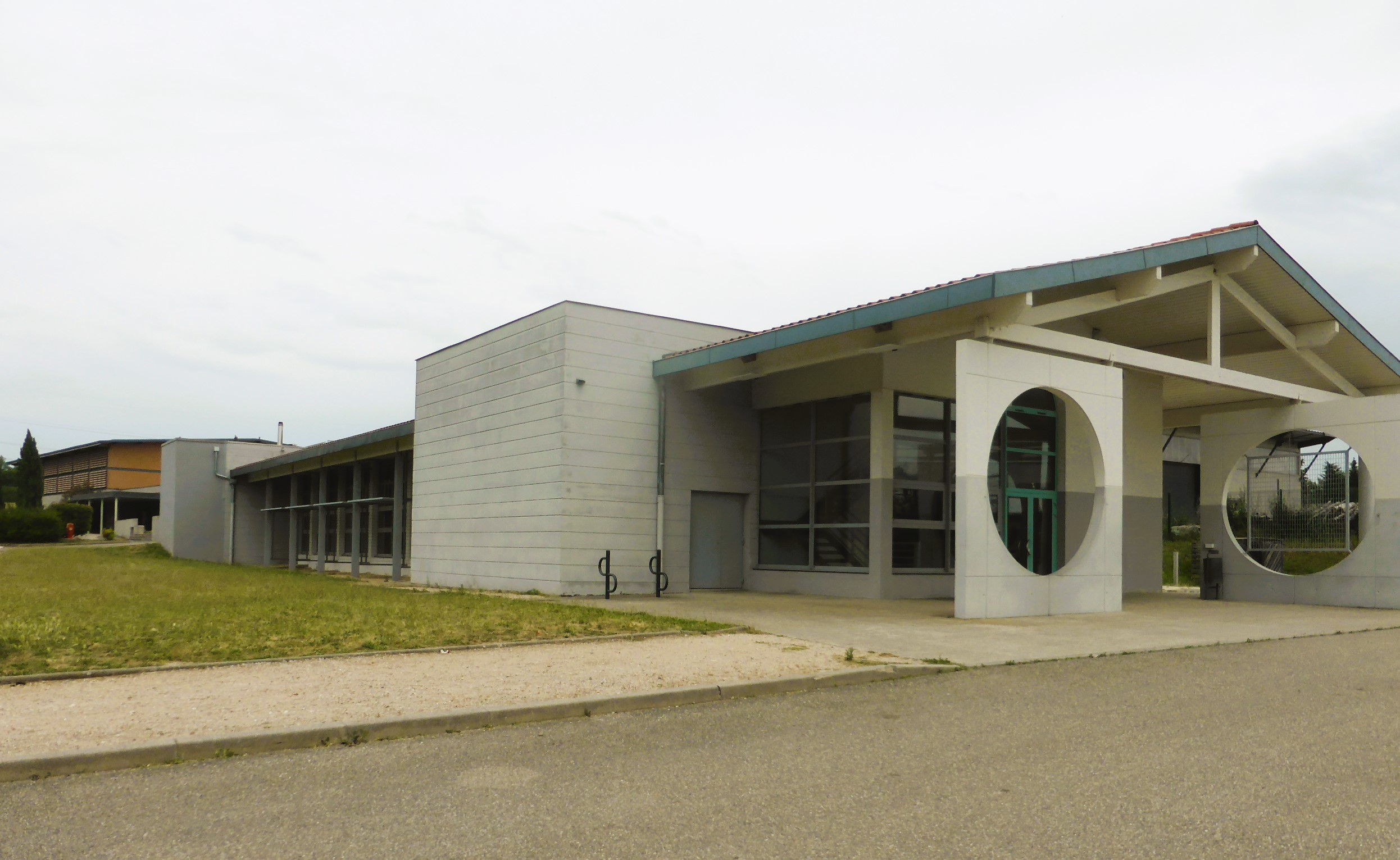
Salle des fêtes.
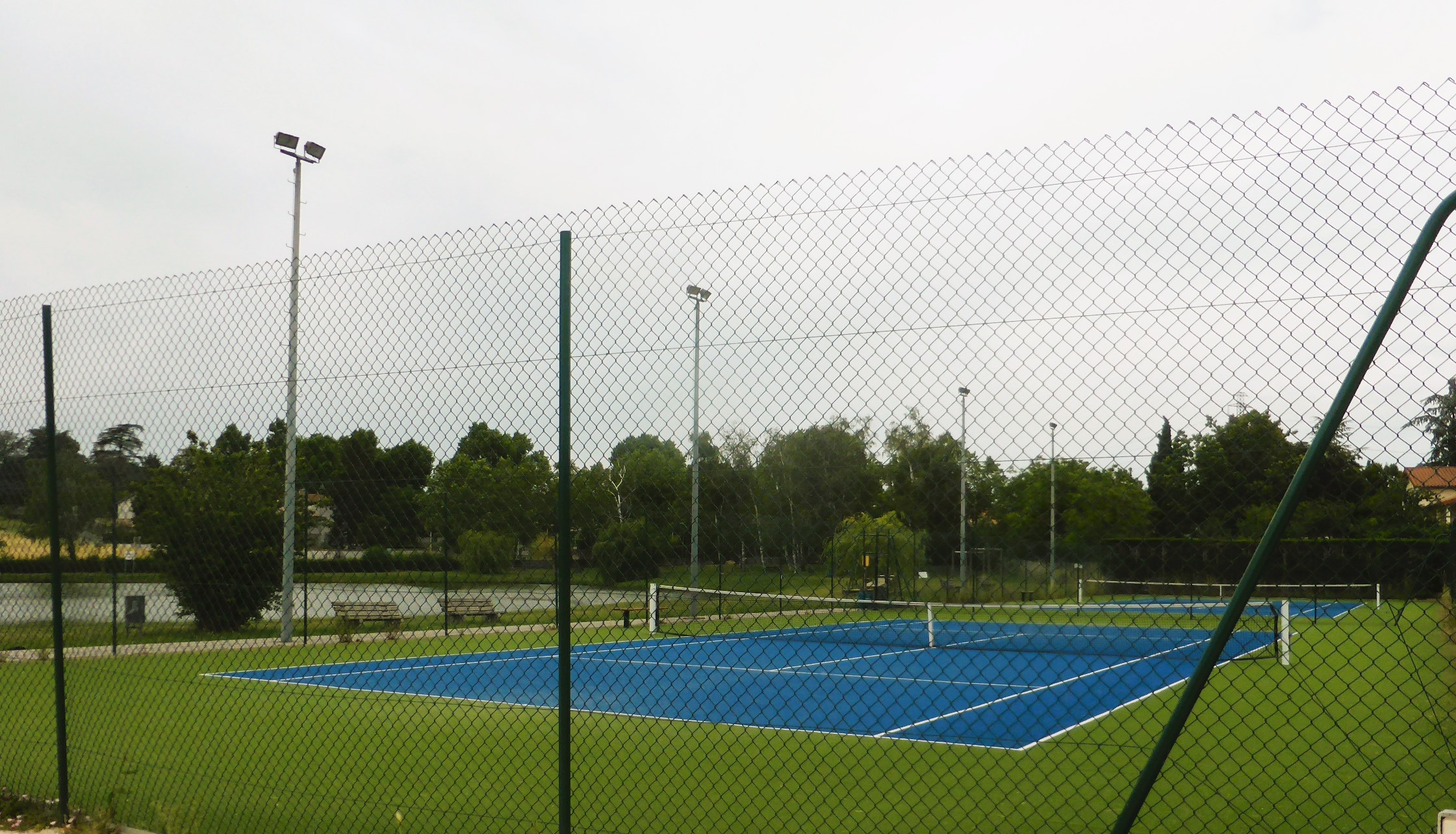
Tennis.
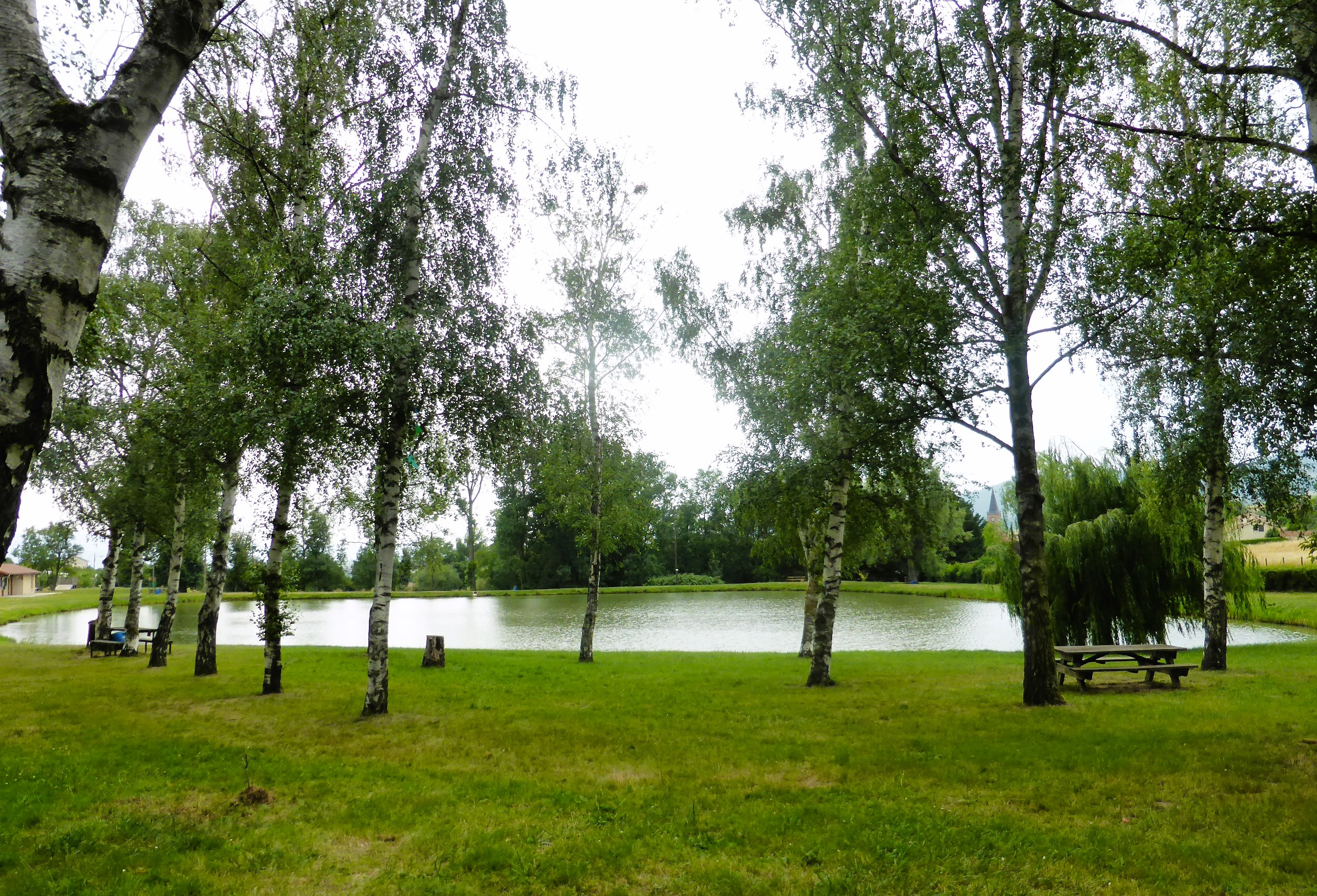
Étang.

## Démographie
Jusqu'au début du XIXe siècle, Saint-Laurent d'Agny s'apparente davantage à un hameau constitué de plusieurs fermes ou exploitations vinicoles. À partir de 1810, la révolution industrielle va amener une population plus importante au sein du village, qui profite de l'expansion des nombreuses industries textiles de Lyon (fabrication de chaussures, tissage du velours, broderie à l’aiguille).
Cependant durant la première partie du XXe siècle, le phénomène de désertification rurale va faire perdre un grand nombre d'habitants à Saint-Laurent-d'Agny : la population compte 1 341 habitants en 1880, 933 habitants en 1906, 803 habitants en 1920 au lendemain de la Première Guerre mondiale, et 775 habitants en 1946. La majeure partie de la population de Saint-Laurent-d'Agny reste alors composée d'agriculteurs et d'exploitants vinicoles.
À partir des années 1960 et jusqu'à aujourd'hui, le village retrouve une croissance de sa population. Celle-ci se compose désormais d'une majorité d'actifs travaillant dans la région lyonnaise, d'un petit nombre d'exploitants agricoles et de retraités.
L'évolution du nombre d'habitants est connue à travers les recensements de la population effectués dans la commune depuis 1793. Pour les communes de moins de 10 000 habitants, une enquête de recensement portant sur toute la population est réalisée tous les cinq ans, les populations de référence des années intermédiaires étant quant à elles estimées par interpolation ou extrapolation. Pour la commune, le premier recensement exhaustif entrant dans le cadre du nouveau dispositif a été réalisé en 2008.

En 2022, la commune comptait 2 120 habitants, en évolution de −0,66 % par rapport à 2016 (Rhône : +3,93 %, France hors Mayotte : +2,11 %).
| 1793 | 1800 | 1806 | 1821 | 1831  | 1836 | 1841  | 1846  | 1851  |
| ---- | ---- | ---- | ---- | ----- | ---- | ----- | ----- | ----- |
| 858  | 813  | 903  | 995  | 1 000 | 960  | 1 049 | 1 021 | 1 064 |

| 1856  | 1861  | 1866  | 1872  | 1876  | 1881  | 1886  | 1891  | 1896  |
| ----- | ----- | ----- | ----- | ----- | ----- | ----- | ----- | ----- |
| 1 041 | 1 050 | 1 052 | 1 074 | 1 115 | 1 008 | 1 036 | 1 026 | 1 022 |

| 1901  | 1906 | 1911 | 1921 | 1926 | 1931 | 1936 | 1946 | 1954 |
| ----- | ---- | ---- | ---- | ---- | ---- | ---- | ---- | ---- |
| 1 020 | 933  | 853  | 779  | 776  | 774  | 686  | 775  | 640  |

| 1962 | 1968 | 1975 | 1982  | 1990  | 1999  | 2008  | 2013  | 2018  |
| ---- | ---- | ---- | ----- | ----- | ----- | ----- | ----- | ----- |
| 638  | 685  | 909  | 1 165 | 1 439 | 1 768 | 2 020 | 2 109 | 2 137 |

| 2022  | - | - | - | - | - | - | - | - |
| ----- | - | - | - | - | - | - | - | - |
| 2 120 | - | - | - | - | - | - | - | - |

## Politique et administration

### Liste des maires
| Période                                  | Période                       | Identité                  | Étiquette | Qualité                                                                                        |
| ---------------------------------------- | ----------------------------- | ------------------------- | --------- | ---------------------------------------------------------------------------------------------- |
| mai 1912                                 | décembre 1919                 | Bonaventure Thévenet      |           |                                                                                                |
| décembre 1919                            | 1926                          | André Nicolas             |           |                                                                                                |
| décembre 1926                            | 1934                          | Philippe Bazin            |           |                                                                                                |
| juillet 1934                             | 1953 (décès)                  | Joseph Jaillet            |           |                                                                                                |
| 1953                                     | mars 1959                     | Pierre Rivière            |           |                                                                                                |
| mars 1959                                | mars 1989                     | André Jaillet (1921-2014) | SE        | Avocat en droit rural, maire honoraire Fils de Joseph Jaillet                                  |
| mars 1989                                | juin 1995                     | Maurice Bernard           | SE        |                                                                                                |
| juin 1995                                | mars 2014                     | Alain Estrade             | SE        | Avocat fiscaliste Réélu en 2001 et 2008                                                        |
| mars 2014                                | En cours (au 19 janvier 2021) | Fabien Breuzin            | SE-DVD    | Chargé de projets 3e vice-président de la CC du Pays mornantais Réélu pour le mandat 2020-2026 |
| Les données manquantes sont à compléter. |                               |                           |           |                                                                                                |

## Lieux et monuments

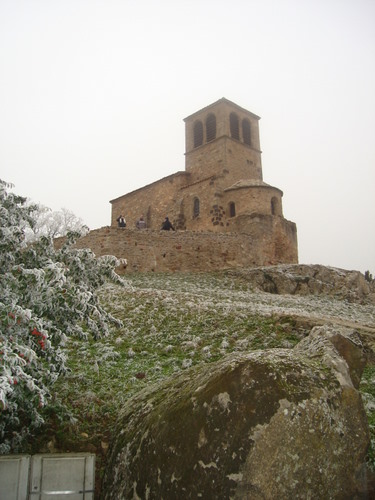
Chapelle Saint-Vincent.

- Chapelle Saint-Vincent, XIe siècle
- Villa de Saint-Laurent-d'Agny